# エル・アラメインの戦い
エル・アラメインの戦い（エル・アラメインのたたかい）は、第二次世界大戦の北アフリカ戦線における枢軸国軍と連合国軍の戦いである。第一次会戦は1942年7月1日から31日。第二次会戦は同年10月23日から11月11日に行われた。
2013年のロイターの記事において、｢ミッドウェー海戦、スターリングラードの戦い、インパール作戦と共に第二次世界大戦の主な転換点の戦い｣と評されている。

## 戦いの背景

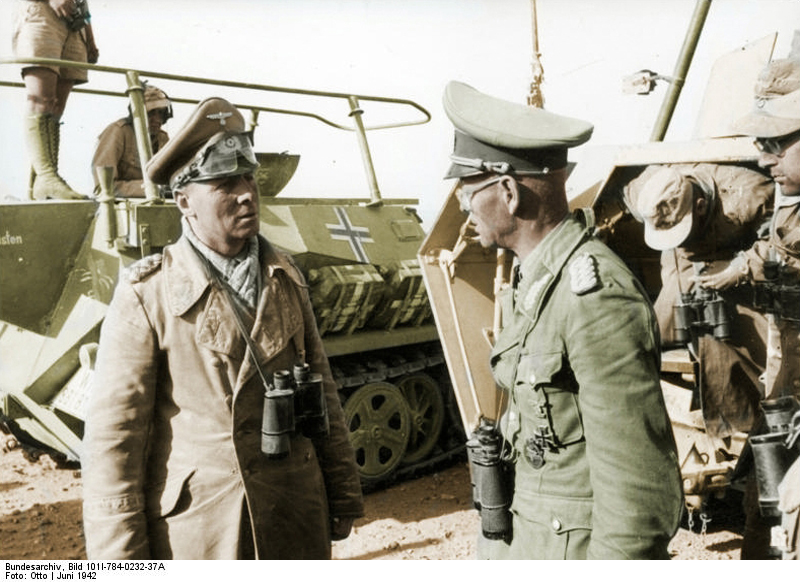
ドイツ、イタリア装甲軍司令官エルヴィン・ロンメル（左）とドイツ第21装甲師団長ゲオルク・フォン・ビスマルク（右）

ガザラの戦いでトブルク前面の陣地線（ガザラライン）を突破したドイツ軍は、1942年6月18日にはトブルク要塞を包囲し、6月20日に攻略した。トブルクにはイギリス軍の4,000トンもの物資に食料と大量の車両が残されており、エルヴィン・ロンメル指揮下のアフリカ 装甲軍に鹵獲された。補給線が伸び切って物資不足に悩まされていたロンメルは、この大量の戦略物資の鹵獲で次の作戦展開が可能になると考えた。ロンメルはエジプトへの進攻を目論んでおり、敗退したイギリス軍が立ち直る前に迅速にエジプトに進撃してスエズ運河を抑えるつもりであった。しかし、ドイツ国防軍南方軍総司令官兼ドイツ空軍第2航空艦隊司令官アルベルト・ケッセルリンク元帥は「エジプトへの進攻はドイツ空軍の全面的な支援が必要」「ドイツ空軍はマルタ島攻略の“ヘラクレス作戦”に投入される予定で、ロンメルを支援する余裕はない」と反対し、ロンメルとケッセルリンクの間で激しい議論となった。
ロンメルは議論に終止符を打つため、アドルフ・ヒトラーとベニート・ムッソリーニに直接使者を送ってエジプト進攻の許可を求めた。ヒトラーはトブルク攻略の祝いとして、6月22日にロンメルを元帥に昇格させた。この時ロンメルは49歳でありドイツ軍史上最年少での元帥誕生となった。そしてロンメルからのエジプト進攻の上申に対しては、東部戦線において、モスクワの戦いの敗北から立ち直ったドイツ軍が各地で再攻勢に転じ、夏季大攻勢作戦の「ブラウ作戦」も開始間近で有頂天になっていたヒトラーは、「大英帝国は崩壊過程にある」と夢想して、ロンメルの上申通りエジプトへの進攻を許可した。ムッソリーニも許可し、6月23日、ついにロンメルはエジプト進攻を開始した。
イギリス首相ウィンストン・チャーチルがトブルク陥落の知らせを受けたのは第2回ワシントン会談の最中であった。チャーチルは報告を受けると、今次大戦でシンガポール陥落に匹敵する激しいショックを受けた。その様子を見ていたアメリカ大統領フランクリン・ルーズベルトは、心配して「どうしたら助けてあげられますか」と尋ねた。チャーチルは即座に「できるだけ多くのM4中戦車をください。それをできるだけ早く中東に送ってください」と要請している。M4中戦車は生産が始まったばかりで、完成していた300輌は既にアメリカ軍の戦車師団に配備されていた。ルーズベルトの政治的判断でレンドリース法（武器貸与法）に基づき、そのM4中戦車300輌をそのままイギリスに供与することになった。さらにM101 105mm榴弾砲をM4中戦車の車体に搭載したM7自走砲100輌の供与も決定された。M4中戦車はこの時点ではドイツ軍戦車を性能で凌駕しており、後に北アフリカ戦線のゲームチェンジャーとなっていく。
トブルクを失った、ニール・リッチー中将が指揮するイギリス第8軍はエジプト国境でロンメルを食い止めることを諦め、エジプト北西部のマルサ・マトルーフまで一気に160㎞も後退した。リッチーはここを最後の防衛線とするつもりであり、トブルクから撤退してきた第10インド歩兵師団と第50（ノーサンブリア）歩兵師団を市街地とその近郊に配置した。しかし、マルサ・マトルーフの防備は固められていても市街地南方は断続的な地雷原以外に備えはなく、ロンメルが得意とする機械化部隊による機動的な攻撃に対抗できないと懸念されていた。これまでの戦いぶりを見てリッチーの指揮能力を見限ったイギリス中東軍司令官クロード・オーキンレック元帥は、6月25日にマルサ・マトルーフに乗り込むとリッチーを解任し、イギリス第8軍司令官を兼任して自ら指揮することとした。リッチーの解任は5月からチャーチルが求めていたもので、その判断が遅れてトブルクを失ったオーキンレックに対してチャーチルの不信感が募っていった。
オーキンレックは地形的にマルサ・マトルーフでロンメルを阻止することは困難と判断し、リッチーによる死守命令を撤回して、さらに東方にある小さな鉄道駅の街エル・アラメインまで下がって防衛線を再構築することを決定した。エル・アラメインとその南方にあるカッターラ低地の間には塩性の湖沼と流砂が広がっており、ガザラの戦いのようにロンメルが大きな迂回作戦をとることが困難と判断されたのも防衛線を後退させる決定の要因となった。オーキンレックは軍主力がエル・アラメインに移動する間、マルサ・マトルーフや周囲を防衛する部隊は遅滞作戦によって時間稼ぎし、タイミングを見計らって撤退するように命じた。しかし、軍司令官交代によって前線に指示が行き届いていなかった。マルサ・マトルーフ市街では、イギリス第10軍団の2個師団が前任者リッチーの命令を守って死守態勢を取っていた。また、懸念されていた市街地南方を固めるために配置されていたイギリス第1機甲師団及びイギリス第13軍団は、市街地から離れた高台に展開しており、その間には微弱な兵力しか配置されておらず、ロンメルの戦車部隊に易々と進入を許すことになった。

## マルサ・マトルーフの戦い

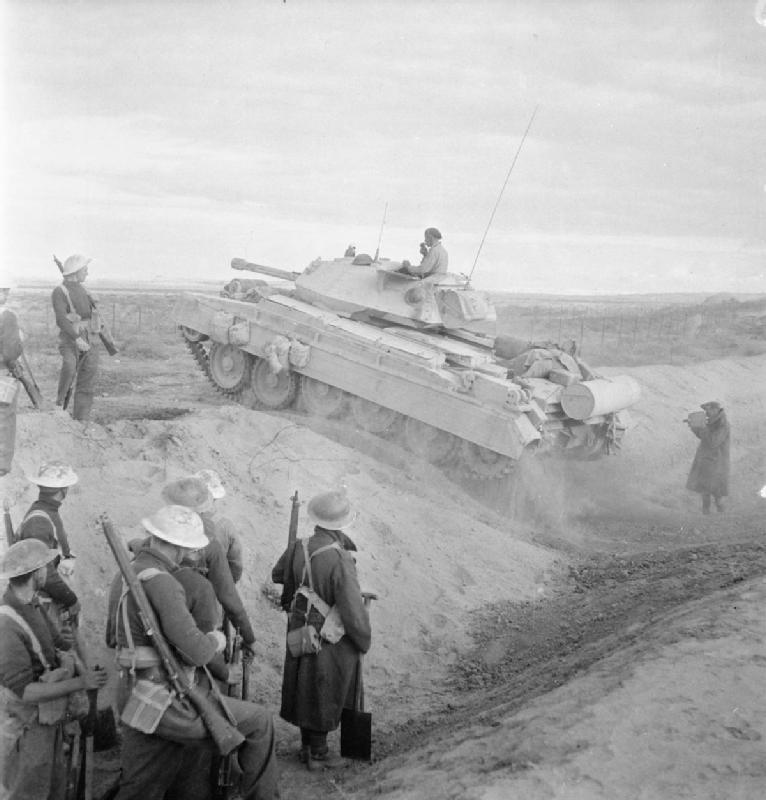
マルサ・マトルーフの防衛線を守るイギリス軍クルセーダー巡航戦車

6月26日、ロンメル率いるアフリカ装甲軍はマルサ・マトルーフまで進撃した。ロンメルは市街地南部で待ち構えているはずのイギリス第1機甲師団を撃破するためドイツ第21装甲師団とドイツ第90軽アフリカ師団を向かわせたが、接触することはなくそのままマルサ・マトルーフを包囲した。一方、さらに南部に迂回していたドイツ第15装甲師団が予想外にイギリス第1機甲師団と接触してそのまま激戦に突入した。イギリス第1機甲師団には、先のガザラの戦いで厚い装甲と強力なM2 75mm砲でドイツ軍戦車を苦戦させたM3中戦車が多数配備されており、ドイツ第15装甲師団は苦戦した。慌てたロンメルはドイツ第21装甲師団を増援として送り、イギリス第1機甲師団の背後から攻撃させようとしたが、その進路の途中には第2ニュージーランド師団が待ち構えていた。
第2ニュージーランド師団は、北アフリカで経験を積んだ精兵を中心にシリアで再編成され、満を持して北アフリカに送られた精鋭部隊だった。自動車化され装備も優秀であり、これまでの敗戦で疲弊していた他のイギリス軍師団2個分の戦力を誇っていた。オーキンレックの作戦計画ではマルサ・マトルーフ市街地の防衛を担当する予定だったが、師団長のバーナード・フレイバーグ中将が「我々をここ（マルサ・マトルーフ市街地）に置くのは、元気のいい狼を檻
に閉じ込めるようなものです。我々にはもっと機動力に富む任務が与えられるべきです」と主張したため、オーキンレックが当初の作戦計画を変更し、市街地の外で機動的な防衛任務を与えられていた。第2ニュージーランド師団の先陣では、マオリ族の兵士がマチェテを携えて気勢を上げており、ドイツ兵はその異様な戦いぶりに動揺して苦戦を強いられた。ドイツ第21装甲師団は、稼動戦車は23輌、まともに戦える兵士が600人になるまで戦力を消耗した。
しかし、軍司令部がまともに機能していなかったこともあって、イギリス軍は連携を欠いていた。第1機甲師団長の「猛撃者」の異名を持つ猛将ウィリアム・ヘンリー・ゴット中将は、第2ニュージーランド師団が苦戦しているものと誤認した。さらにドイツ第90軽アフリカ師団がマルサ・マトルーフに通じる連絡路を遮断したという報告も入ったため、タイミングを見て撤退せよというオーキンレックの命令を守って、単独で撤退を開始した。さらにこの撤退が、連絡の不手際で一緒に戦っていた第2ニュージーランド師団にもオーキンレックの司令部にも知らされなかった。第1機甲師団の撤退で第2ニュージーランド師団はたちまち窮地に陥り、3方からドイツ軍に攻撃されることとなった。師団長のフレイバーグ中将が負傷したが、師団の統率が乱れることはなく、夜間までドイツ軍の猛攻に耐え忍ぶと、将兵全員の小銃に銃剣を付けさせて、真東に向かって一目散に脱出を開始した。

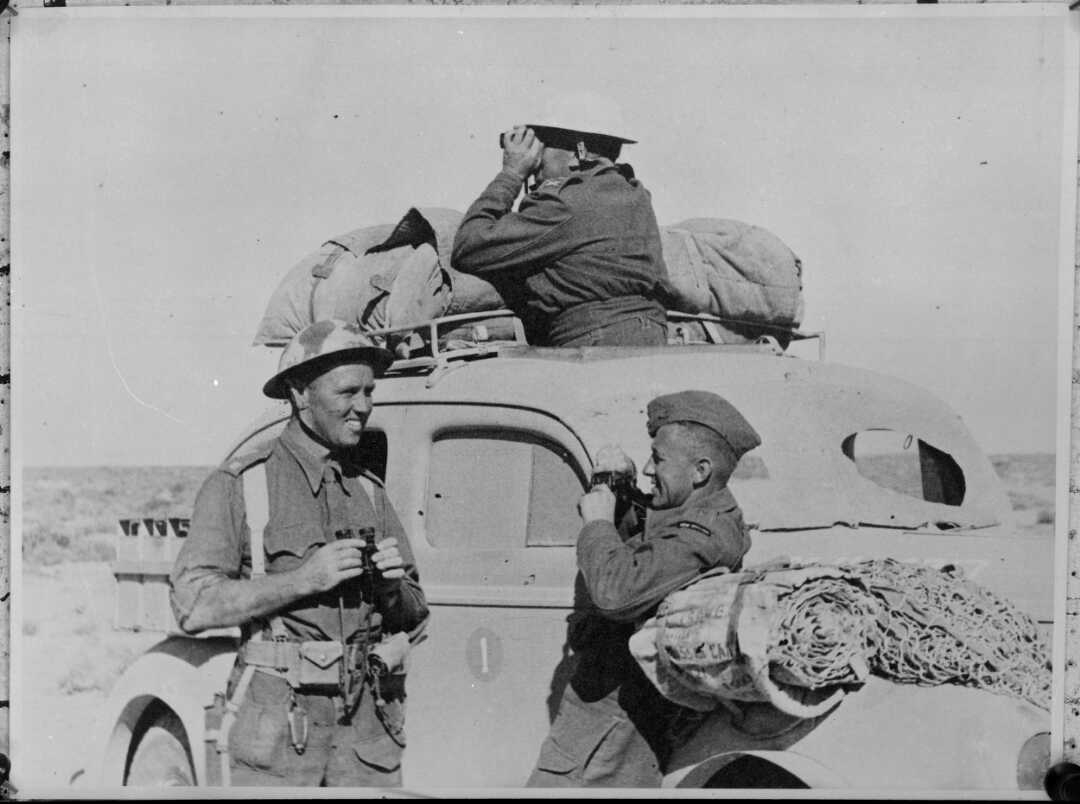
車上から戦場を偵察する第2ニュージーランド師団長バーナード・フレイバーグ（中央）、左はクリケット選手ギフ・ビビアン、右はオールブラックスにも所属したラグビー選手ジャック・グリフィス

包囲していたドイツ第21装甲師団は、翌朝から第2ニュージーランド師団を殲滅するつもりで油断しており、多くのドイツ兵は軍靴や軍服を脱いで半裸で眠りこけていた。そこに、銃剣と手榴弾を手にしたニュージーランド兵が殺到した。就寝していたドイツ兵を次々と殺害し、大混乱に陥っているところを900輌の車両に分乗した第2ニュージーランド師団の主力が突破して行った。激しい白兵戦の結果、ドイツ軍はほぼ一方的に殺戮され、ニュージーランド軍が去った後には300人もの死体が砂漠に横たわっていた。ニュージーランド兵の中では特にマオリ族で編成された第28大隊の蛮勇ぶりが際立っており、マオリ兵は奇声を上げながらトラックにぶら下がってマチェテを振り回し、殺害されたドイツ兵はマチェテや銃剣でズタズタに切り裂かれたり、銃弾を繰り返し撃ち込まれた異様な死体となっていた。虚を突かれたドイツ第21装甲師団はまともに抵抗することができず、真夜中の午前3時30分に第2ニュージーランド師団は包囲を突破した。さらに、ニュージーランド軍は白兵突撃でロンメルの司令部を脅かし、盛んに銃撃してきた。身の危険を感じたロンメルや参謀は応戦するため機関銃に飛びついたが、どうにか白兵戦には巻き込まれずに済んだ。さらにはドイツ軍野戦病院にも突入し、負傷兵や軍医や衛生兵の区別なく蹂躙していったので、のちにドイツ側から戦争犯罪と批判されることになった。憤慨したロンメルは、報復としてニュージーランド兵の捕虜を砂漠に6時間も屹立させるという虐待を行った。第2ニュージーランド師団の勇戦の報告を受けたチャーチルはその勇敢さを激賞し、取り逃がした第2ニュージーランド師団にロンメルはこの後何度も煮え湯を飲まされることとなる。
市街地南方を固めていたイギリス第13軍団の後退で、マルサ・マトルーフ市街地を固守していたイギリス第10軍団は完全に包囲されてしまった。ここでもイギリス軍内の連携のまずさが露呈し、イギリス第10軍団の司令官ウィリアム・ホームズ中将はイギリス第13軍の撤退を知らされていなかった。エル・アラメインに続く海岸道路も既にドイツ軍に封鎖されており、市街を包囲しているドイツ軍装甲師団に加えて、イタリア軍歩兵師団も迫りつつあったため、ホームズはオーキンレックに撤退の許可を求めた。オーキンレックはマルサ・マトルーフを死守するつもりはなかったが、イギリス本国からの「エジプトを放棄するつもりなのか」という批判に忖度して、なかなかホームズに撤退命令を出さなかった。オーキンレックが「本夜、全兵力をもって脱出せよ。第13軍団が後退を援護する」という撤退許可命令をようやく出したのは、ホームズが撤退を求めてから4時間も経ってからだった。機械化部隊だったイギリス第10軍団は、28日の夜間に軍用車に分乗し、ドイツ軍の包囲を突破してエル・アラメイン方面に退却することに成功した。ロンメルはマルサ・マトルーフでイギリス軍歩兵部隊主力を捕捉殲滅するチャンスは逃したが、それでも撤退が間に合わなかった7,000人を捕虜として捕らえ、1個師団分の物資を鹵獲することができた。辛くも殲滅を逃れたイギリス軍の歩兵部隊はエル・アラメインまで撤退してその防備を固めた。

## 第一次エル・アラメイン会戦

### カイロの混乱

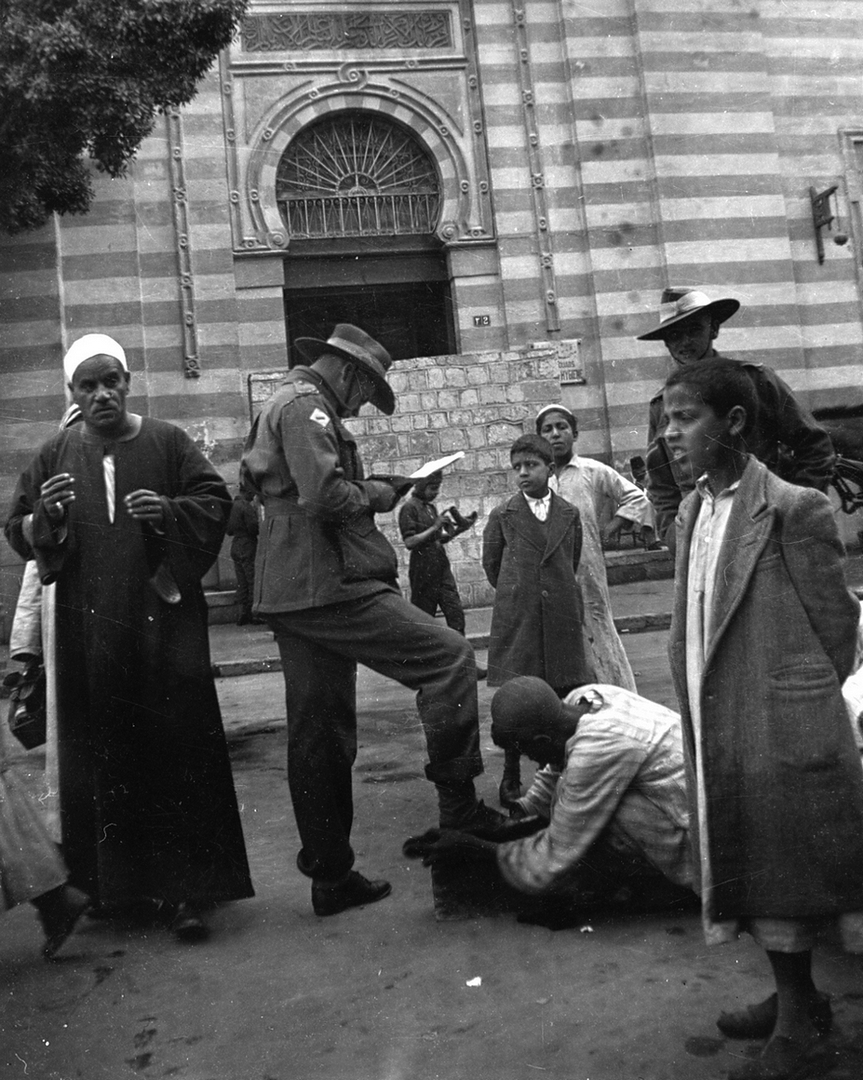
第二次世界大戦中のカイロ

ロンメルがマルサ・マトルーフに達したことで、カイロは大混乱に陥っていた。本来ならそういった騒ぎを鎮めるべきイギリス軍中東軍司令部やイギリス大使館は、逆に上を下への大騒ぎを演じて混乱を助長していた。イギリスの各公共機関は公的文書の焼却を始め、銀行には預金を引き出すため長蛇の列ができた。そしてカイロ在住の連合国国民の白人は、車の屋根に荷物を括り付けると、次々と市外へ逃げ出していた。その様子はまるでナチス・ドイツのフランス侵攻でのパリ陥落を彷彿とさせたが、白人たちの無様な姿を見て、これまで虐げられてきたカイロの市民は腹を抱えて笑っていた。ドイツ軍に呼応してイギリスに反旗を翻す具体的な動きも始まっており、後にエジプト大統領となる青年将校アンワル・アッ＝サーダートは、イギリス軍に投擲する火炎瓶を作るために1万本の空き瓶を準備していた。
ロンメルの勢いに、イギリス本国でもこのままエジプトを失うのではないかという懸念が広まっていた。ヨーロッパではトブルク、極東ではシンガポールで惨敗したチャーチルの政治的立場はこれまででもっとも厳しいものとなっており、チャーチルの戦争指導に対しての不信任動議が議会に提出されたほどであった。動議は反対多数で否決されたものの、チャーチルが軍事的に何の成功もしていないことには変わりはなく、マルサ・マトルーフからエル・アラメインに撤退したオーキンレックに対して以下の督励電文を打電した。
マルサ・マトルーフを奪取したロンメルは、イギリス軍が防備を固める前に撃破するため、休む間もなく6月29日にはエル・アラメインに向かって軍に前進を命じた。長いアフリカ装甲軍車列の前方には、イギリス軍から鹵獲したAEC装甲指揮車（ドイツ軍呼称「マンモス」）に搭乗したロンメルの姿があった。またその車列も戦車以外の輸送車の殆どがイギリス製であり、兵士が持っている小火器も食べている食料も、はたまた着ている軍服ですらイギリス軍からの鹵獲品であった。アフリカ装甲軍は戦争の初めから敵からの鹵獲品を頼りにしている寄生虫のような軍であった。そもそもロンメルのドイツアフリカ軍団はヒトラーから明らかに依怙贔屓されており、同程度の規模と重要性を持つ他のドイツ軍団よりも、比較にならないほど多くのトラックなどの輸送手段を与えられ、補給も潤沢であった。にも関わらず、ロンメルはヒトラーの方針を逸脱して戦線を拡大した結果、補給路が長くなりすぎていた。物資はあっても前線まではなかなか届けることができず、また、制空権を奪いつつあったイギリス空軍の執拗な補給路への空爆で恒常的な補給不足に陥っていた。
ロンメルは車上から軍に向けて「アレキサンドリアに入るまでは絶対に停止するなと」命じたが、イギリス軍の抵抗は殆どなく、29日中にはアレキサンドリアまで100kmの地点に達した。

### 守りを固めるイギリス軍

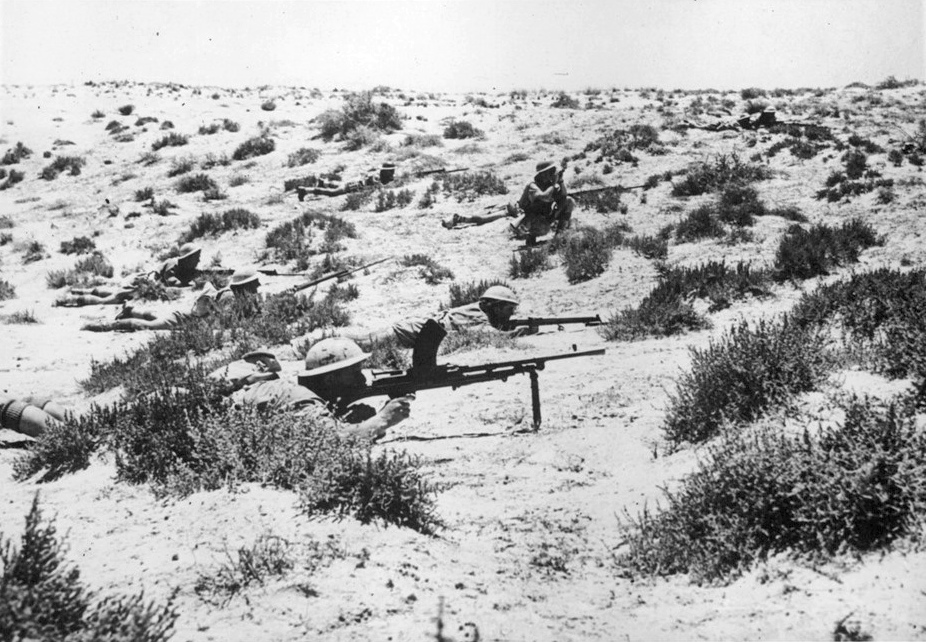
砂漠でドイツ軍を待ち構えるイギリス兵

マルサ・マトルーフから撤退したオーキンレックであったが、補給拠点アレクサンドリアからわずか90kmと補給線が短くなったことで、大量の補給物資や補充戦力で強力なエル・アラメイン防衛線を構築していた。その防衛線は北は地中海から南はカッターラ低地まで60kmにも及んでいた。この全線を固めることは戦力的に困難であったので、歩兵部隊には要所に陣地を構築させ、その後方に戦車部隊を置いた。歩兵部隊がロンメル軍を足止めしている間に、戦車部隊が戦場に駆け付け反撃することを想定していた。また歩兵部隊も殆どの部隊が機械化されていたので、戦線のどこかが攻撃されれば、他の陣地を守っている歩兵部隊も自動車で増援に駆け付けることができた。さらに砲兵も集中し、車両で機動的な運用を行って敵に集中砲火を浴びせられるようにしていた。オーキンレックは「敵戦力は限界まで伸びきっていながら、我々を敗軍とみなしている。彼らはハッタリでエジプトを奪取しようと考えているに過ぎない」と自信を深めていた。
敗北の中で着々と防御を固めていたオーキンレックに対して、ロンメルは勝利に驕り、イギリス軍を完全に舐めていた。ロンメルはマルサ・マトルーフの戦いと同様に、イギリス軍防衛線の側面と背後に回り込んで一撃を加えれば戦線は崩壊するものと信じて疑わず、ひたすら東に向かって猛進撃を続けていた。そのようなロンメルの姿を見て、ドイツ軍内ではカイロにある高級ホテルシェパーズ ホテルにロンメルが既に宿泊予約を入れているという噂が流れた。また、ドイツのラジオ局はアレキサンドリアに向けて「パーティードレスを出しておきなさい、今からそっちに向かうから」というメッセージを流した。イタリアからは、カイロで勝利パレードをおこなうためにムッソリーニが白馬を携えて北アフリカを訪れていた。しかし、これら枢軸国側の慢心は明らかに軽率であり、オーキンレックはウルトラ暗号解読によってロンメルの作戦の概要を既に掴んで準備を重ねていた。
6月30日にエル・アラメイン防衛線に達したロンメルは、ナイル・デルタ地帯最後のイギリス軍の防衛線の攻略に着手した。その戦術は、これまでの砂漠戦で磨かれてきた戦術の踏襲であった。アフリカ装甲軍主力は、60kmに及ぶエル・アラメイン防衛線の南端にあるカッターラ低地を攻撃すると見せかけて、暗くなり次第北東方向に転進し、一気にエル・アラメインまで20km突き進む。その間に、イタリア軍の歩兵師団は防衛線をすり抜けてイギリス軍の背後に回り込む。ドイツ第90軽アフリカ師団は、マルサ・マトルーフの戦いと同様に機動力を活かしてイギリス軍防衛線を迂回して海岸道路まで進み、エル・アラメインとアレクサンドリア間の連絡路を断って孤立させるというものであった。ロンメルは、軍幕僚や前線指揮官に以下の様に訓示した。
ロンメルは、イギリス軍が自分に敗北してマルサ・マトルーフから敗走したと考えており、エル・アラメインでもそれを再現するつもりであった。実際にはイギリス軍は敗走したのではなく、軍内の連携不足で予想外の損害を被ったものの、計画通りに戦略的に撤退したのであり、この戦闘結果の誤認がロンメルに根拠のない自信を抱かせていた。

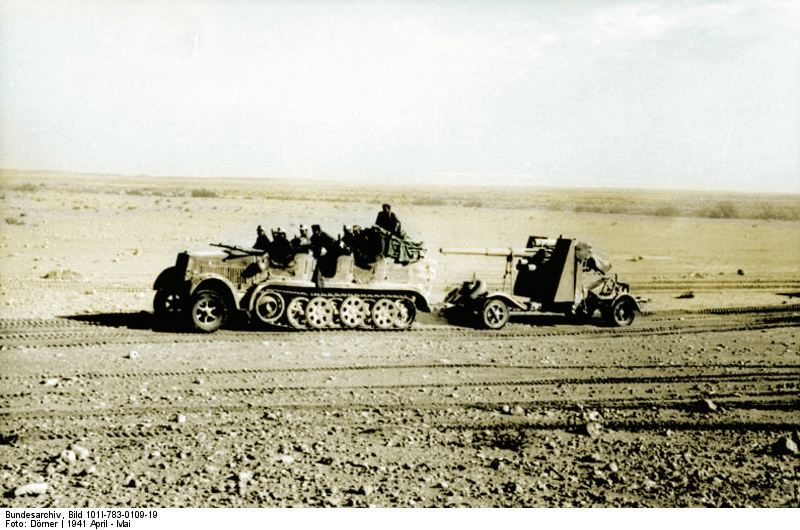
対戦車戦闘で活躍した8.8 cm FlaK 18/36/37

7月1日、ドイツ第90軽アフリカ師団が進撃を開始した。ロンメルの作戦では、大きく迂回してイギリス軍防衛線を避け、その後に海岸線に向かって北上する計画であった。しかし前日の激しい砂嵐で事前の偵察を殆どしておらず、イギリス軍の配置の情報がないままの進撃となり、迂回するつもりがイギリス軍陣地の真ん中に突入してしまい、激しい戦闘となった。また続いて進撃開始した軍主力もドイツ第90軽アフリカ師団と全く同様に、イギリス軍陣地に飛び込んでしまい丸1日釘付けとなった。翌7月2日、軍主力のドイツ第21装甲師団は第18インド旅団が守る堅牢なボックス陣地を撃破し、デル・エル・シェインを占領したが、戦車18輌を失ってしまった。またドイツ第90軽アフリカ師団もどうにか前進を開始したが、すぐに南アフリカ第1、第3旅団に捕捉されて猛砲撃を浴び、大損害を被って撃退された。ロンメルの作戦は「損失の多い戦闘に巻き込まれず、敵の裏をかく」というものであったが、結果は全くの逆となり開始早々に作戦の見直しを迫られた。
大損害を被ったドイツ第90軽アフリカ師団からは「このままの兵力では、ナイル川デルタ地帯のイギリス軍陣地を攻略できるとは思えない」という切実な報告が寄せられたが、ロンメルは構わずに翌7月3日も攻勢を維持することを命じた。次のロンメルの作戦は、ドイツ軍装甲2個師団、ドイツ第90軽アフリカ師団でエル・アラメインを包囲し、第132機甲師団「アリエテ」を南下させて、エル・アラメイン救援のために北上してくるイギリス軍を牽制するというものであった。夜が明けて、第132機甲師団「アリエテ」は計画通り南下を開始したが、そこで北上してきた第2ニュージーランド師団と激突した。イタリア軍参謀本部戦史局の公式戦記においては、激戦の末に第132機甲師団「アリエテ」の弾薬が枯渇して撤退を余儀なくされたと記録されている。しかし第2ニュージーランド師団の戦闘記録では、ニュージーランド兵の勢いの前に疲労しきっていたイタリア兵はまともに戦わずに次々と白旗を上げ、350人が捕虜になり44門もの貴重な105㎜榴弾砲とドイツ軍から貸与されていた8.8 cm FlaK 18/36/37高射砲を鹵獲したとされており、ロンメルも「抗戦の名に値する戦争は行わず降伏した」と憤慨している。いずれにしてもマルサ・マトルーフで取り逃がした第2ニュージーランド師団によって第132機甲師団「アリエテ」は壊滅的打撃を被り、またもやロンメルの作戦は実現困難となった。そして運命的な7月3日の夜が訪れ、ロンメルはこの戦力で攻勢を維持するのは不可能だと悟った。5月26日から華々しく始まり、アレクサンドリア攻略で終わることを夢見ていた進撃をここで停止し、現在位置で塹壕を掘って防衛戦に移行するよう命じた。

### 膠着状態に

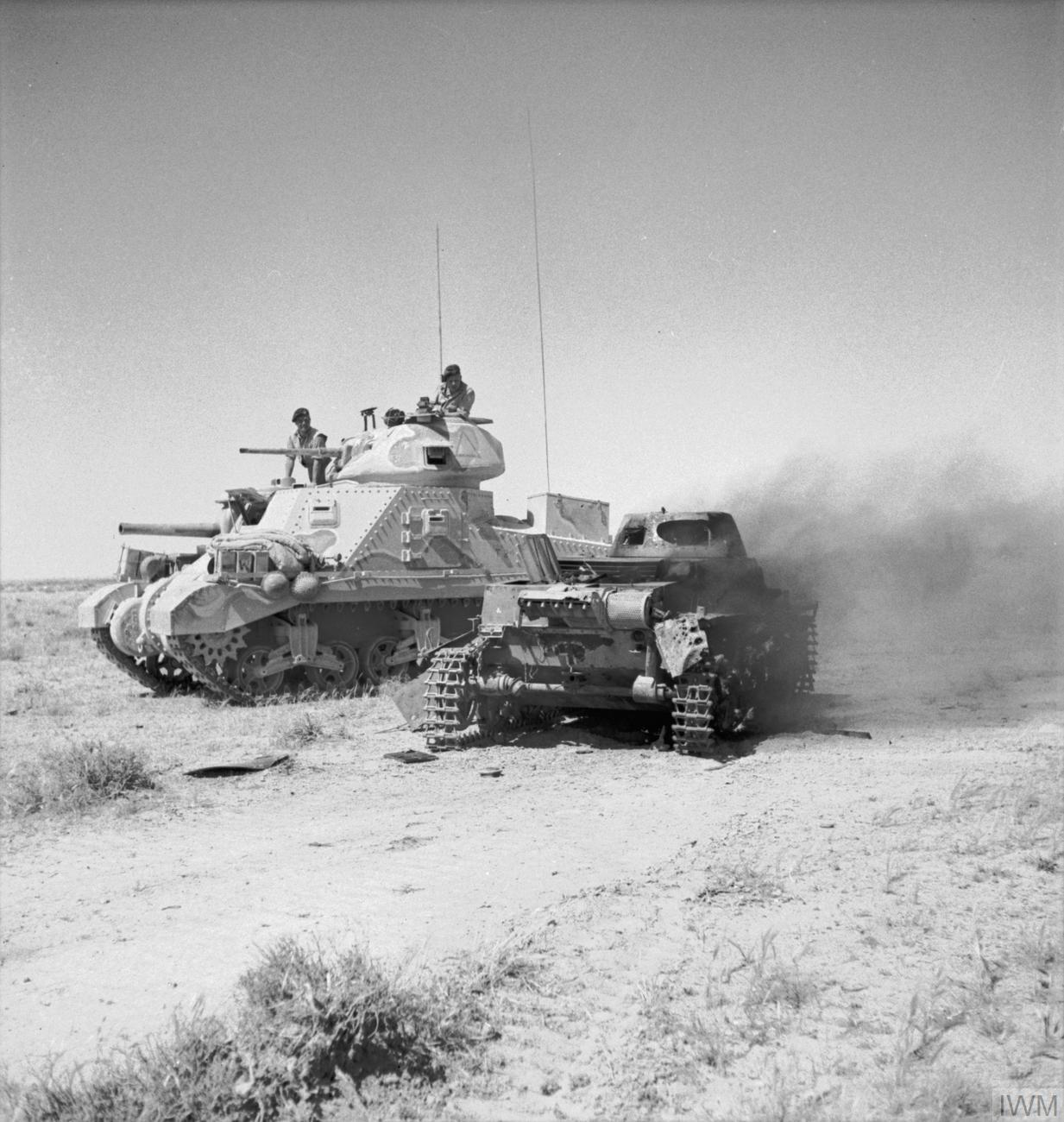
撃破したドイツ軍Ⅰ号戦車を通過するイギリス軍M3中戦車グラント

オーキンレックは、ロンメル軍の停止を見て「ロンメルは危機にある」と判断し、イギリス軍に反撃を命じた。7月5日には、マルサ・マトルーフでロンメルを仕留めそこなったイギリス第1機甲師団の100輌の戦車に援護された、ニュージーランド第4旅団が攻撃してきた。攻撃を受けた第15装甲師団には16輌の戦車しか残っておらず、万事休すと思われたが、これまでイギリス空軍に圧倒され目立った活躍ができていなかったドイツ空軍のJu 87スツーカ数機による急降下爆撃が、運良く旅団司令部に命中して旅団長が戦死したため攻撃は中止され、第15装甲師団は難を逃れた。7月6日にロンメルは部隊の配置換えを行い、陣地前には厚く地雷を埋設し、陣地前面に8.8 cm FlaK 18/36/37砲を押し出した。さらに後方から戦車の補充が到着し、戦車は44輌まで回復した。戦力が多少回復したロンメルは、再度の攻勢を決意したが、7月10日にオーキンレックは機先を制して大規模な攻撃を開始した。攻撃目標は北の海岸道路を守っている第60歩兵師団「サブラタ」であり、オーストラリア軍の攻撃に脆くも敗走を始め、補給路が脅かされた。ロンメルはもはや進撃している場合ではないと悟ると、第15機甲師団を率いて北上し、クレタ島から空輸で増援として到着したばかりの第164軽機械化師団と連携し、第60歩兵師団「サブラタ」を追撃していたオーストラリア軍を撃退し、辛くも補給路を確保した。
その後もロンメルはオーキンレックの攻勢を凌ぎ続け、両軍は一進一退の攻防を継続した。イギリス軍の攻撃で大損害を被った第132機甲師団「アリエテ」や第60歩兵師団「サブラタ」のようなイタリア軍の不甲斐ない戦闘にロンメルは怒りを募らせ、ドイツ軍とイタリア軍の間ではきつい言葉が飛び交った。イギリス軍内でも、勇敢に戦っているニュージーランド軍やオーストラリア軍やインド軍と比較して、イギリス本国軍戦車部隊は目立った活躍ができておらず、特に大活躍を見せているニュージーランド軍からは「ちっとも頼りにならない臆病な部隊」と扱き下ろされていた。イギリス第1機甲師団を率いていた「猛撃者」ウィリアム・ヘンリー・ゴットは勇敢で有能な指揮官ではあったが、これまでのロンメルに対する敗戦で必要以上に慎重になっていた。イギリス本国軍戦車隊への失望感が広まる中で、7月21日にイギリス本国から第23戦車旅団の増援を受けたオーキンレックは、同旅団を主力としてニュージーランド軍歩兵旅団とインド軍歩兵旅団を加えて、ドイツアフリカ軍団主力が守るルウェイサト高地を攻撃することとした。しかし、ルウェイサト高地はロンメルが万全の陣地を構築しており、厚い地雷源に加えて対戦車砲陣地も効率的に配置され、戦車もタイミングを見計らって反撃できるよう陣地後方に配置されていた。それに対して、攻撃するイギリス軍はニュージーランド軍とイギリス軍戦車部隊が事前に作戦打ち合わせを殆ど行っておらず、主力の戦車もバレンタイン歩兵戦車で装甲は厚いものの火力が不足しており、特に陣地に対する破壊力に欠けていた。連携を欠いたまま攻撃してきたイギリス軍に対して、ドイツ軍は猛烈に反撃し、イギリス軍は大損害を被って撃退された。特に第23戦車旅団は100輌のバレンタイン歩兵戦車を撃破されて壊滅状態に陥った。
ロンメルは戦いの終盤でイギリス軍に快勝したが、この勝利が引き続きロンメルにエル・アラメインを攻略できるという幻想を抱かせ、この後の悲劇につながっていくこととなった。ヒトラーもロンメルに期待し、カイロ侵攻を急かすこととなった。一方で、カイロでの戦勝パレードを夢見ていたムッソリーニは失望してイタリアに帰国した。戦いは7月26日まで続いたが、ロンメルの攻撃は失敗して進撃は完全に止められたうえ、マルサ・マトルーフの戦いからエル・アラメインまでにドイツ軍は12,500人が死傷もしくは捕虜となり、イタリア軍も16,000人を失った。ロンメルをどうにか食い止めたオーキンレックであったが、配下の第8軍もこれまでの激戦で疲労困憊しており、追撃できる余力は残されていなかった。この第一次エル・アラメイン会戦によって、イギリスのエジプト喪失の危機は遠のき、ロンメルに大損害を与えてその勢いを止めるなどオーキンレックが成し遂げた成果は決して小さいものではなかったが、チャーチルがその功績を評価することはなかった。
甚大な損害以上にロンメルを悩ませていたのは補給問題であった。戦後になって、ロンメルは不十分な補給しか受け取っていなかったというロンメルを擁護する意見も見られるようになったが、これは明らかな誤りであり、ロンメルを悩ませていたのは補給量ではなく補給路の長さであった。アフリカ装甲軍に対する補給は、イタリア海軍が主役を担っていた。ロンメルはアフリカ装甲軍が必要な補給量を1か月10万トンと算出していたが、ドイツ海軍が燃料不足で輸送量を減らす中、イタリア海軍は毎月15万トンを北アフリカに運んでいた。しかし、地中海の制空・制海権がイギリス軍に奪われていく中で、揚陸港はよりイタリア本国に近いリビアのトリポリやベンガジであった。一方でロンメルは攻勢限界を超えてエジプトに向かって猛進しており、揚陸港からの距離は離れる一方で、せっかく揚陸した物資も最前線に届くまで数週間を要した。
エジプトまで進攻したロンメルは、イタリア海軍に攻略したトブルクやマルサ・マトルーフまで補給品を輸送するよう要求した。それまでイタリア海軍はイギリス軍航空機や潜水艦に海路の安全を脅かされる中でも、地中海における海上輸送能力のほぼ全てを投入してロンメルに補給品を送り続け、1942年7月の時点でもロンメルの要求に近い91,000トンもの補給物資陸揚げに成功し、艦船の損失も5％に抑えていた。ロンメルの矢のような要求に、やむを得ずトブルクやマルサ・マトルーフまで航路を伸ばしたが、イタリア海軍の懸念通りイギリス軍の攻撃は激烈で、トブルクへの海路はイタリア海軍の墓場と化し、8月の損失は4倍に跳ね上がり、陸揚げ量は約60％の51,000トンにまで落ち込んだ。この損失でイタリア海軍はトブルクへの陸揚げを諦めざるを得なくなった。さらには陸上においても、長大な輸送路をイギリス空軍が狙い撃ち、輸送部隊が大損害を受け補給が脅かされるようになった。次第に追い詰められるロンメルは、これまでのように後退するのではなく、乾坤一擲の進撃を決断したが、これは破滅的な決断となった。

## アラム・ハルファの戦い

### バーナード・モントゴメリー登場

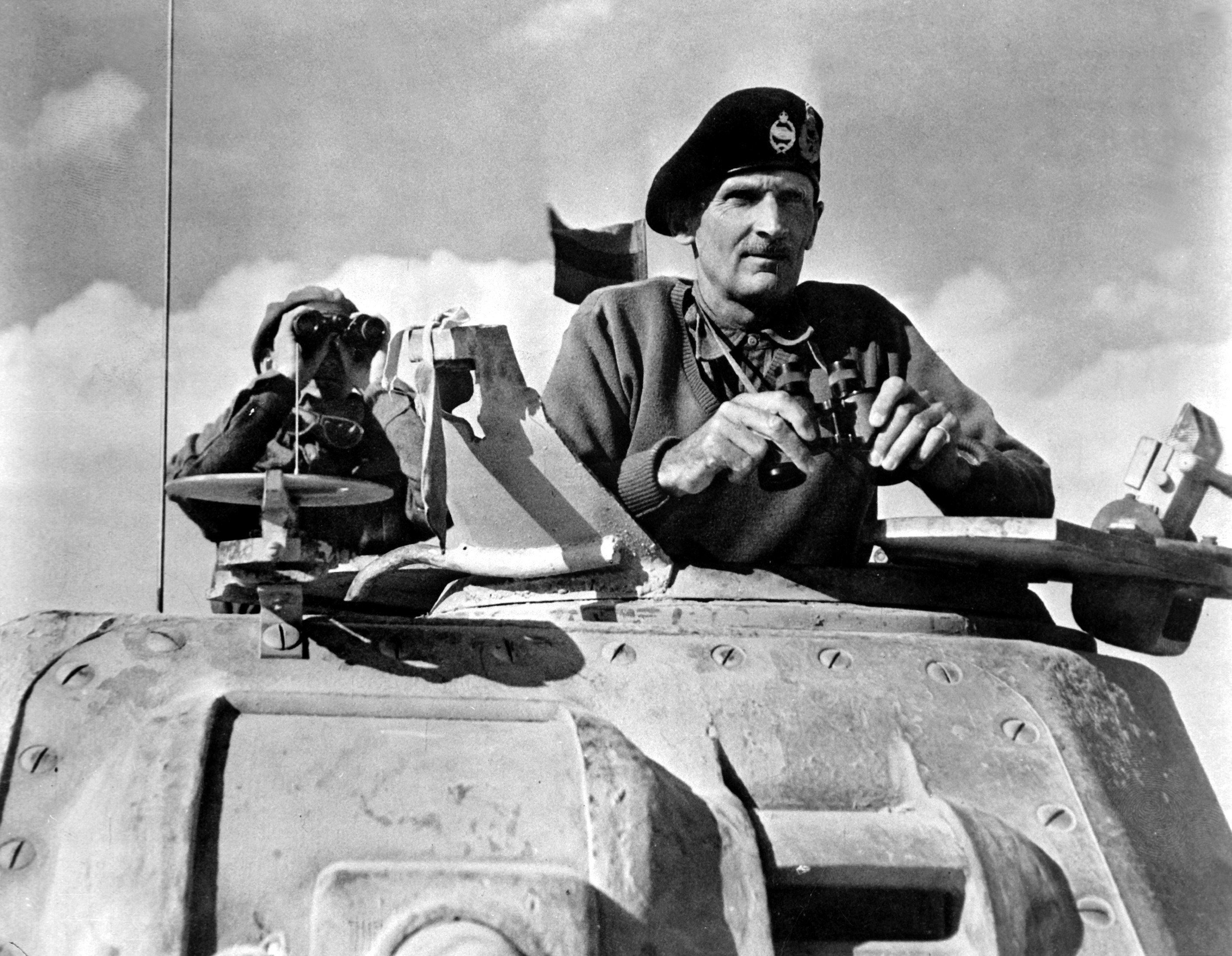
M3中戦車から戦況を見守るバーナード・モントゴメリー中将。

チャーチルは、北アフリカでの反攻に備えて軍組織の改編と人事刷新を行った。これまでの戦いぶりでチャーチルからの信頼を失っていたオーキンレック元帥を、イギリス中東軍司令官から新たに編成するイギリスペルシャ・イラク軍司令官に転じさせた。後任には、ビルマの戦いで破竹の勢いの大日本帝国陸軍相手に絶望的な戦いを指揮し見事な撤退戦を完遂し、チャーチルが厚い信頼を置いていたハロルド・アレグザンダー元帥を任じ、主力のイギリス第8軍司令官には第1機甲師団長であったウィリアム・ヘンリー・ゴット中将を任じて、人事の強化を図った。しかし、ゴットは着任前に搭乗していた輸送機がドイツ空軍戦闘機に撃墜されて戦死し、急遽バーナード・モントゴメリー中将がイギリス第8軍司令官に任じられた。
モントゴメリーは頭脳明晰な反面、性格は強情かつつむじ曲がりで決して妥協をしなかった。また人に仕えるのが嫌いで、スポーツ万能だったがスポーツ競技に参加する場合はキャプテンでなければ決して参加しなかった。これらはモントゴメリーの過剰な自己評価の高さによるものであり、決して自分の決断を他人からの横やりで変えることはなかった。また部下将兵に対しては、いかにその訓練度や士気を上げるかについて考え抜いていた。厳しく接するだけではなく、兵士の敬礼には答礼ではなく手を振ることで返し、気さくに煙草を投げ渡したりもした。1年以上もの間、ロンメルの奇策に翻弄されて打ち破られ続け自信を喪失していた第8軍にとって、このモントゴメリーの着任は清新なものとして受け入れられ、まさにうってつけの人事となった。イギリス軍はもはや泣き言を言ったり指揮官の命令に疑いを抱いている余裕はなく、モントゴメリーの強力なリーダーシップが第8軍を立て直していくこととなる。
モントゴメリーは8月12日にカイロに到着すると、前任者オーキンレックと引き継ぎを行った。オーキンレックからは、イギリス軍が健在であることが最も重要と強調された。オーキンレックは、ロンメルが力づくでエル・アラメインに再度攻撃してきた場合、マルサ・マトルーフのように無理をせず戦略的な判断で放棄してナイル川デルタ地帯まで撤退して防衛線を再構築し、その後もナイル川上流やパレスチナまでの撤退はやむを得ないと考えており、実際にその準備も開始していた。モントゴメリーはオーキンレックの消極的な姿勢に驚かされたが、反論せず聞き流して早々に退散した。その後、新たな中東軍総司令官となるアレグザンダーと今後の方針について協議した。モントゴメリーは、ドイツアフリカ軍団に対抗できる強力な機甲軍団を作るべきと考えていた。アレグザンダーに対し、各機甲師団を1個機甲旅団と1個自動車化歩兵旅団を基幹とするよう再編成を行い、その機甲師団3つを集中させた機甲軍団を編成すべきと提案し、了承された。このモントゴメリーの提案に基づき、イギリス第10軍団は新編成となったイギリス第1機甲師団、イギリス第10機甲師団、イギリス第8機甲師団で再編成されることとなった。
モントゴメリーは、8月13日にエル・アラメインの前線司令部に到着した。オーキンレックから指揮権が移譲されるのは2日後の15日からであったが、モントゴメリーは命令違反でこの日から軍の指揮を開始した。早速第8軍の幕僚を集めると、オーキンレックの作戦計画を全否定した。これまでの退却に関する命令を全て取り消し、以下を命じた。
オーキンレックに代わり上官となったアレグザンダーもイギリス中東軍司令部に着任していたが、モントゴメリーを信頼していたアレグザンダーからの命令は「ロンメル軍を撃破せよ」という単純明快なもので、細かい作戦指導への介入は一切なかった。
モントゴメリーは、ロンメルと異なり軍事的には保守的だった。ロンメルによって磨かれてきた、状況に応じて臨機応変に対処するという新たな砂漠戦術ではなく、参謀たちが予め詳細な部隊運用を策定しそれを師団単位で粛々と実行する従来通りの戦術を基本としたが、これはイギリス軍の伝統的な戦術でもあった。やもすれば敵将ロンメルに畏敬の念すら抱いていた前任者たちが、ロンメルの戦術に翻弄されイギリス軍の伝統的な戦術を徹底することができず敗れ去っていったが、強情なモントゴメリーは決してロンメルの奇策に翻弄されることはなかった。モントゴメリーは、「ロンメルの手札を使ってロンメルのルールで戦っても意味がない」ということをよく理解していた。細かいところでは、ロンメルは常に最前線に立ち、汚れた軍靴や軍装で1日中砂漠の中で過ごし、食事はサンドイッチやイワシの缶詰といった軽食で済ませており、自軍の前線兵士から尊敬されていた。オーキンレックはそれを真似て、わざわざ厳しい環境に司令部を置き、自分自身や参謀たちにロンメルと同様の厳しい環境にいることを強いていたが、モントゴメリーはこの光景を見るなり「どんな大馬鹿野郎でも身体を壊す」と断じ、すぐにロンメルの真似を止めさせている。モントゴメリーは、重要な決断を次から次へと迫られる指揮官は、判断を誤らないために常に健康体でいることがもっとも重要だと考えており、兵士に媚びるための見せかけの勇猛さは不要だと考えていた。実際にロンメルはこの過酷な生活で健康を害して指揮能力を低下させており、このあと病気療養のための一時帰国を余儀なくされる。（詳細は#悪魔の庭で後述）モントゴメリーは自分がロンメルに勝利することに何の疑いも抱いておらず、全軍将兵に以下の約束を行った。

### モントゴメリーの防御戦術

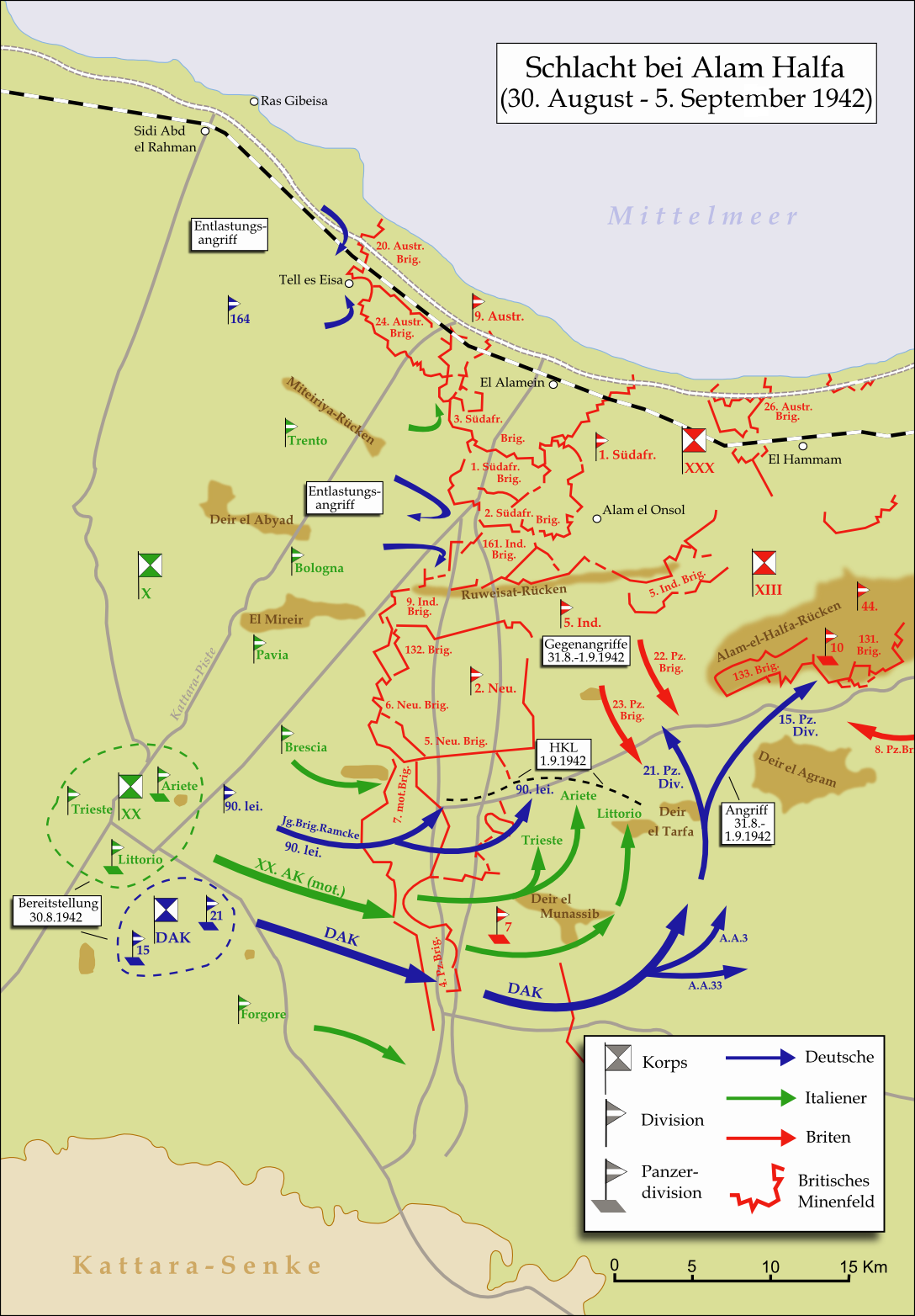
アラム・ハルファの戦い

ロンメルはモントゴメリーが第8軍司令官となったことを知ると、モントゴメリーに関する資料を集めさせて精読した。モントゴメリーが師団長としてダンケルクの戦いで見事な撤退を行ったことも調べ上げ、その慎重さに警戒感を抱いている。アフリカ装甲軍はこれまでの戦いで疲弊はしていたが、補給によってIII号戦車166輌、強力な長砲身7.5 cm KwK 40砲を積んだ新型のG型を含むIV号戦車37輌まで機甲戦力を回復させていた。ロンメルは常にヒトラーやムッソリーニや国防軍最高司令部（OKW）から「持ち堪えよ」と命令されていたが、守りに入ればイギリス軍の物量に押されて持ち堪えることができないのは明らかであったため、もう一度全力を結集して攻勢に転じることを決めた。ロンメルが乾坤一擲の攻勢を決意した背景には、東部戦線でフリードリヒ・パウルス上級大将が率いる第6軍がドン川とヴォルガ川の地峡を確保し、スターリングラードに迫っていたこともあった。ロンメルは妻女に「これは素晴らしい戦果だ」と書き送っており、北アフリカでも成果を上げるために躍起となっていたが、競争心の中でも一抹の不安を抱いており、担当軍医に以下のような本音を漏らしている。
作戦計画はこれまでのロンメルの砂漠戦の集大成のような雄大なもので、海岸沿いでイタリア軍歩兵師団がイギリス第8軍の注意を引いている間に、ドイツ第15装甲師団とドイツ第21装甲師団及びイタリア軍戦車師団、自動車化歩兵師団が前線から南東方向に大きく迂回、第8軍の後方に達したところで海岸線に向けて一気に北上して、足止めしているイタリア軍歩兵師団と共にイギリス第8軍を包囲して殲滅し、その後にアレクサンドリアやカイロを目指して進撃するというものであった。
しかし、モントゴメリーはウルトラ暗号解読などで、このロンメルの作戦を完全に看破していた。そして、ロンメルが迂回してくるであろう南東方面を視察した際に、アラム・ハルファ高地が防衛拠点になると考えて、陣地を構築することとした。ロンメルは、イギリス軍の戦車をおびき寄せて、まずは8.8 cm FlaK 18/36/37砲で浴びせ、その背後からイギリス軍戦車より性能が勝っているドイツ軍戦車を突進させて、イギリス軍戦車隊を撃破することを常套戦術としていた。アメリカよりレンドリースされたドイツ軍戦車を凌駕する性能のM4中戦車の前線への到着は9月以降となる予定で、ロンメルの攻勢までには間に合いそうもなかったため、モントゴメリーはイギリス軍戦車がドイツ軍機甲部隊に向けて突進することを禁止させ、防御に徹することを命じた。
モントゴメリーはアラム・ハルファ高地の遥か手前から厚い地雷原を敷かせ、アラム・ハルファ高地の20km前から強力な陣地を構築して歩兵部隊を配置、さらに戦車隊も砂の中に埋め、砲塔だけを地上に出して待機させた。もしロンメルが正面から攻撃してくれば、厚い地雷原に阻まれたところを攻撃し、一方でいつものロンメルの常套戦術の通り、地雷原や陣地を大きく迂回すれば、それに釣られてイギリス軍戦車が機動戦を挑むのではなく、モントゴメリーが想定している戦場までロンメルを引き込んでから、補給線が伸び切ったところで反撃することとしていた。モントゴメリーは作戦にあたって前線指揮官に下記の2つを徹底していた。
1. ロンメルの得意とする機動戦に巻き込まれず、どこまでも、こちらが準備した線で戦うこと。
2. 航空支援が受けられるように、敵味方が混戦状態とならないように距離をとって戦うこと。

8月19日にはモスクワ会談 (1942年)の帰路にチャーチルが第8軍を訪れた。モントゴメリーはチャーチルにロンメルの作戦予想や、その対策について説明し、チャーチルはその完璧な論述を満足して聞き、作戦計画を是認した。上機嫌のチャーチルはモントゴメリーの軍司令部で一泊することを申し出、夕食前には一緒にシャツを着たまま海水浴をして、その後チャーチルが持ってきたワインを愉しんだ。チャーチルは8月23日まで滞在し、前線を視察し兵士を激励してロンドンに帰っていった。

### ロンメルついに進撃停止
その後も着々とモントゴメリーはロンメルを迎え撃つ準備を進めていたが、このままでは打って出ても、あるいは出なくても、じきにジリ貧に陥ると先行きを悲観していたロンメルが8月31日に乾坤一擲の攻撃開始を命じた。しかし、このロンメルの進撃開始の時間さえもモントゴメリーは察知していた。戦線北部の海岸沿いのイタリア軍歩兵が攻撃を開始したとの報告を受けたモントゴメリーは、これは陽動作戦であると断じて特に対抗策を講じなかった。モントゴメリーはのちにこのときのことを振り返って以下の様に述べている。
そしていつもと同じ時刻に就寝したが、31日の真夜中に副官からの、ドイツ軍が想定していた前線南部で地雷原の処理を開始したとの報告で起された。報告を受けたモントゴメリーは「大へん結構、こんなにすごいことはない」と答えただけで再び就寝してしまった。そしていつもの時間に起床して、いつも通りの朝食を食べた。モントゴメリーがこのように余裕を見せていたのは、既に万全の対策を講じており、第8軍将兵が命令通りに戦えば必ず勝利できると確信していたからであった。
ドイツ軍工兵は必死に地雷原処理を行ったが、地雷は予想以上に多く、処理は捗らなかった。ロンメルの計画では明け方までに50km進撃している予定であったが、厚い地雷原に阻まれ、実際には15kmしか進撃できていなかった。やがて夜が明けると、イギリス空軍の戦闘爆撃機多数が飛来し、ドイツ軍戦車隊を攻撃し始めた。激しい爆撃で損害が続出し、ドイツアフリカ軍団司令官ヴァルター・ネーリング中将が負傷、ドイツ第21装甲師団長ゲオルク・フォン・ビスマルク中将は戦死してしまった。ここでロンメルは計画を変更した。当初は夜間に敵陣深く50km前進し、それから進路を北方に変えて進撃してイギリス第8軍の背後に廻り込んで叩く予定であったのを、計画より遥かに手前で部隊を北方に転進させた。しかし燃料補給に手間取り、ドイツ軍が進撃再開できたのが午後1時、イタリア軍に至っては3時となってしまった。この間さらにイギリス軍は防御を固めて、ドイツ軍とイタリア軍を待ち構えた。ロンメルは体調不良に悩まされ、この日は後方から作戦指揮を執っていたが、居ても立っても居られくなり体調不良をおして最前線から指揮を執ることとした。しかし、ロンメルにとって不幸なことに激しい砂嵐が発生、先頭を行くドイツ第21装甲師団とドイツ第15装甲師団は視界不良のなかを手探りで進まざるを得ず、やがて目標のアラム・ハルファ高地10km手前までどうにかたどり着いたが、そこで待ち構えていたイギリス軍からの激しい対戦車砲の砲撃が浴びせられた。

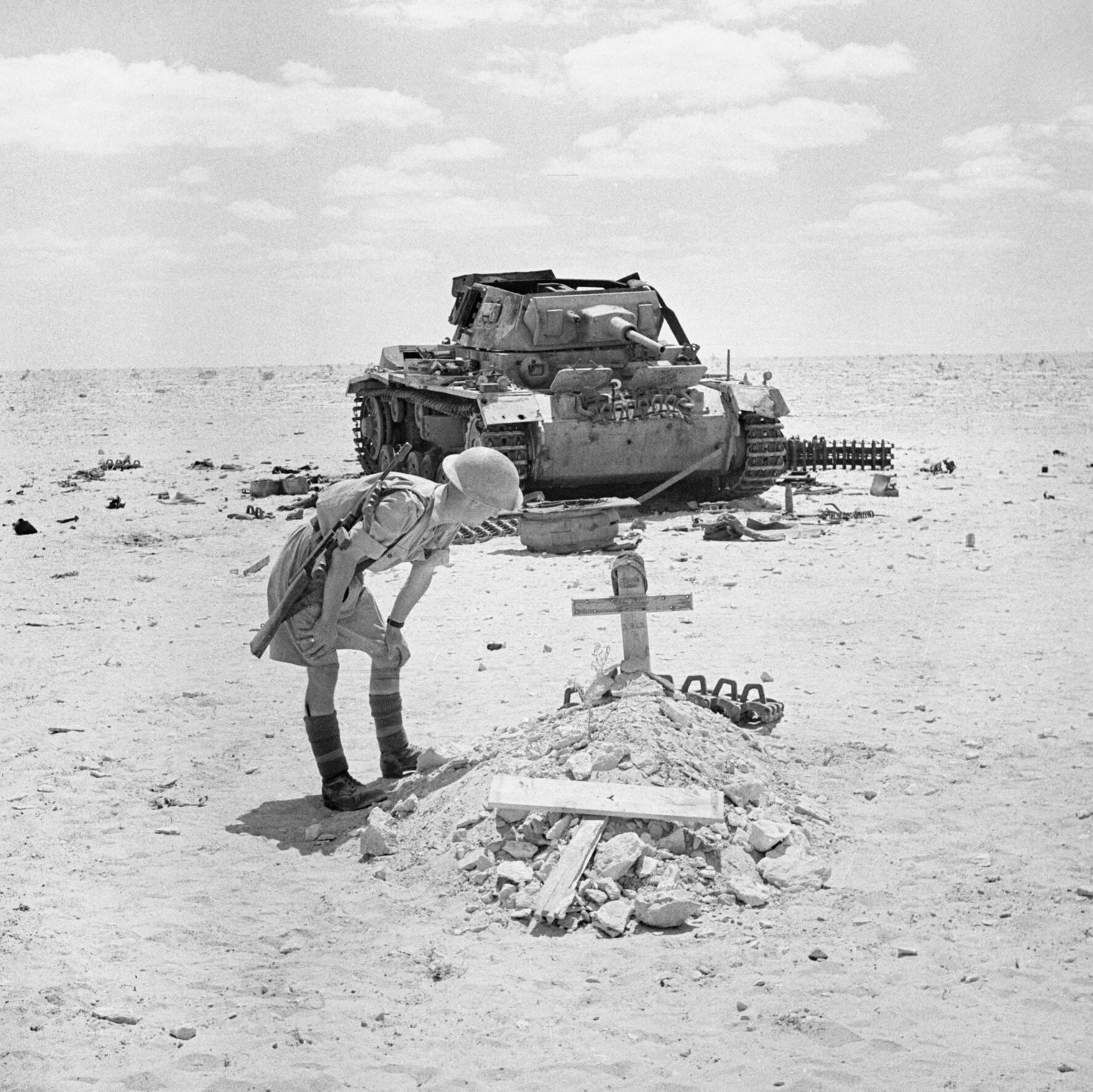
アラム・ハルファの戦いで撃破されたドイツ軍III号戦車と戦車兵の墓

苦戦するドイツ軍戦車の後方から、イタリア軍戦車師団も戦場に到着したが、そのタイミングを見計らってイギリス軍戦車隊が砂の中から現れた。イギリス軍戦車隊は対戦車砲やその他火砲と見事な連携攻撃を行い、視界不良の中で不意にイギリス軍陣地から攻撃されたドイツ軍戦車隊や、遅れて到着し連携不十分なイタリア軍戦車隊を圧倒した。激しい戦車戦となり、両軍戦車や対戦車砲が次々と撃破されたが、ドイツ軍とイタリア軍は全く前進できなかった。やがて日が暮れたのでロンメルは両軍に進撃停止を命じたが、燃料の備蓄が乏しくなっていたうえに、眼前のアラム・ハルファ高地の堅陣を突破する妙案もなく、9月1日の夜が明けても小規模な攻撃しかできなかった。動きの止まったドイツ軍、イタリア軍相手にイギリス軍戦闘爆撃機が襲い掛かり、次々と戦車や車両が地上で撃破された。ロンメル自身も、昨日のビスマルクのようにあわや爆死かという危機も味わった。タイミングを見計らっていたモントゴメリーは、計画通り防衛線南端を守っていた第2ニュージーランド師団にロンメルの後方に回り込んで退路を遮断するように命じた。包囲されることを恐れたロンメルは突破した地雷原まで後退し、9月1日夜にはロンメルはアラム・ハルファ高地の攻略を諦めて、軍の撤退を命じた。
しかし、ロンメルは奪取した地雷原の一部や、占拠した見通しのよい展望点いくつかには部隊を残させた。イギリス第13軍団司令官ブライアン・ホロックス中将はモントゴメリーにその対処を申し出たが、モントゴメリーは落ち着いて「君の軍団が新たな地雷原をどんどん作りたまえ」といなしている。モントゴメリーがホロックスに余裕を見せたのも、ロンメルのこの行動が計算通りであったからだった。既にモントゴメリーの頭の中には作戦計画があり、防衛線南部で攻勢に出ると見せかけてロンメルを欺き、防衛線北部で大攻勢を行い一気にロンメルを撃破するというものであった。従って、ロンメルが戦力を南部に残しておくことはモントゴメリーの目論見通りだった。展望点を残しておくことは、これから進めようと計画している大規模欺瞞作戦「バートラム作戦」でロンメルを謀るには好都合であり、モントゴメリーは敗走するロンメルを見逃すことにした。追撃しなかったことでモントゴメリーは軍の一部から批判されたが、のちにモントゴメリーは追撃をしなかった理由を、第8軍の戦力や訓練度がまだ期待しているレベルにはなかったため無理はさせなかったことと、ロンメルに余力を残しておくことで再攻勢を促し、イギリス軍の補給拠点により近くドイツ軍には補給線が伸び切った有利な戦場までおびき寄せて確実に殲滅するためと述べている。実際にこのモントゴメリーの構想は、わずか2か月後にエル・アラメインで実現することとなった。

## 第二次エル・アラメイン会戦

### 枢軸国側参加兵力
- 兵士104,000人[8](のちに135,000人まで増強[94]）
- 戦車489輌[8]
- 火砲552門[9]
- 対戦車砲1,063門（高射砲8.8 cm FlaK 18/36/37を含む）[10]

#### 枢軸国側編組

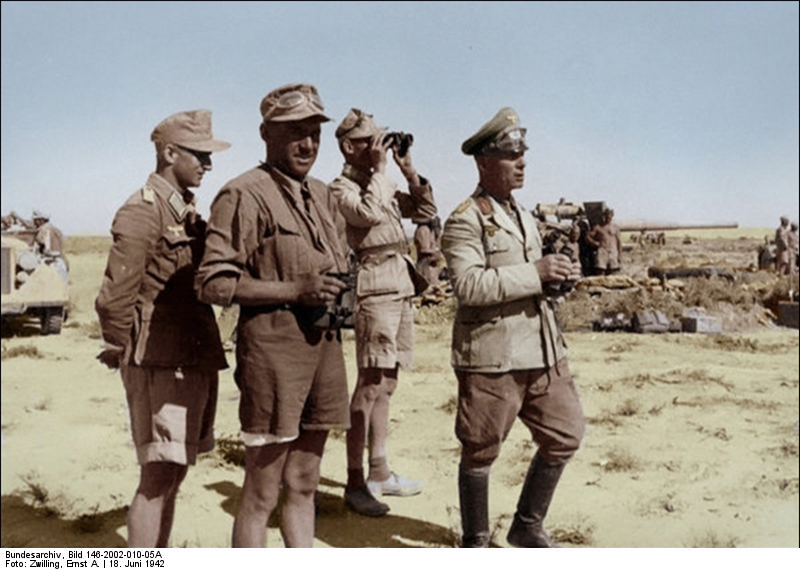
エル・アラメインでのエルヴィン・ ロンメル

- アフリカ装甲軍司令部（英語版） - 司令官:エルヴィン・ ロンメル元帥
  - ドイツ第90軽アフリカ師団（英語版）（軍直轄）

#### ドイツ軍編組
- ドイツアフリカ軍団 - 司令官:ヴィルヘルム・フォン・トーマ装甲兵大将
  - ドイツ第21装甲師団（英語版）
  -  ドイツ第15装甲師団（英語版）

#### イタリア軍編組

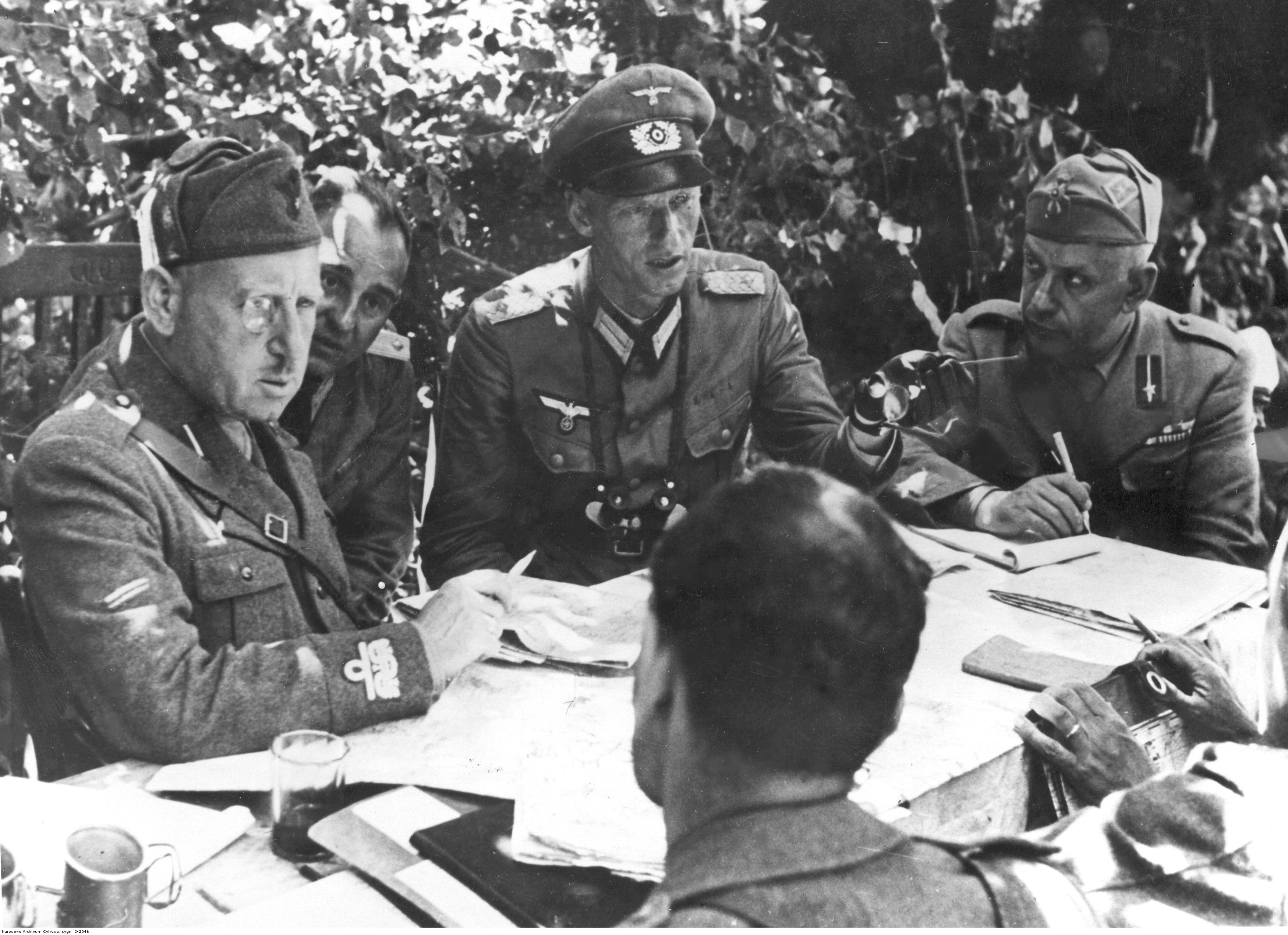
イタリア軍とドイツ軍の作戦会議

- イタリアアフリカ軍団 - 司令官:エットーレ・バスティコ元帥
  - イタリア第21軍団（英語版） - 司令官:エネア・ナバリニ（英語版）大将
    - 第25歩兵師団「ボローニャ」（英語版）
    -  第102自動車化師団「トレント」（英語版）

  - イタリア第20軍団（英語版） -司令官:ジュゼッペ・デ・ステファニス（英語版）大将 
    - 第101自動車化師団「トリエステ」（英語版）
    - 第132機甲師団「アリエテ」（英語版）
    - 第133機甲師団「リットリオ」（英語版）
    - 第164軽機械化師団（英語版）

  - イタリア第10軍団（英語版） - 司令官:フェデリコ・フェラーリ・オルシ（英語版）中将
    - 第17歩兵師団「パヴィア」（英語版）
    - 第27歩兵師団「ブレシア」（英語版）
    - 第185空挺師団「フォルゴーレ」（イタリア語版）
    - ラムケ降下猟兵旅団

### イギリス軍側参加兵力
- 兵士195,000人[2]
- 戦車1,200輌[3]うち500輌が新鋭M4中戦車とM3中戦車[4]
- QF 25ポンド砲832門[5]
- 対戦車砲1,253門（オードナンス QF 6ポンド砲753門、オードナンス QF 2ポンド砲500門）[3]

#### イギリス軍編組

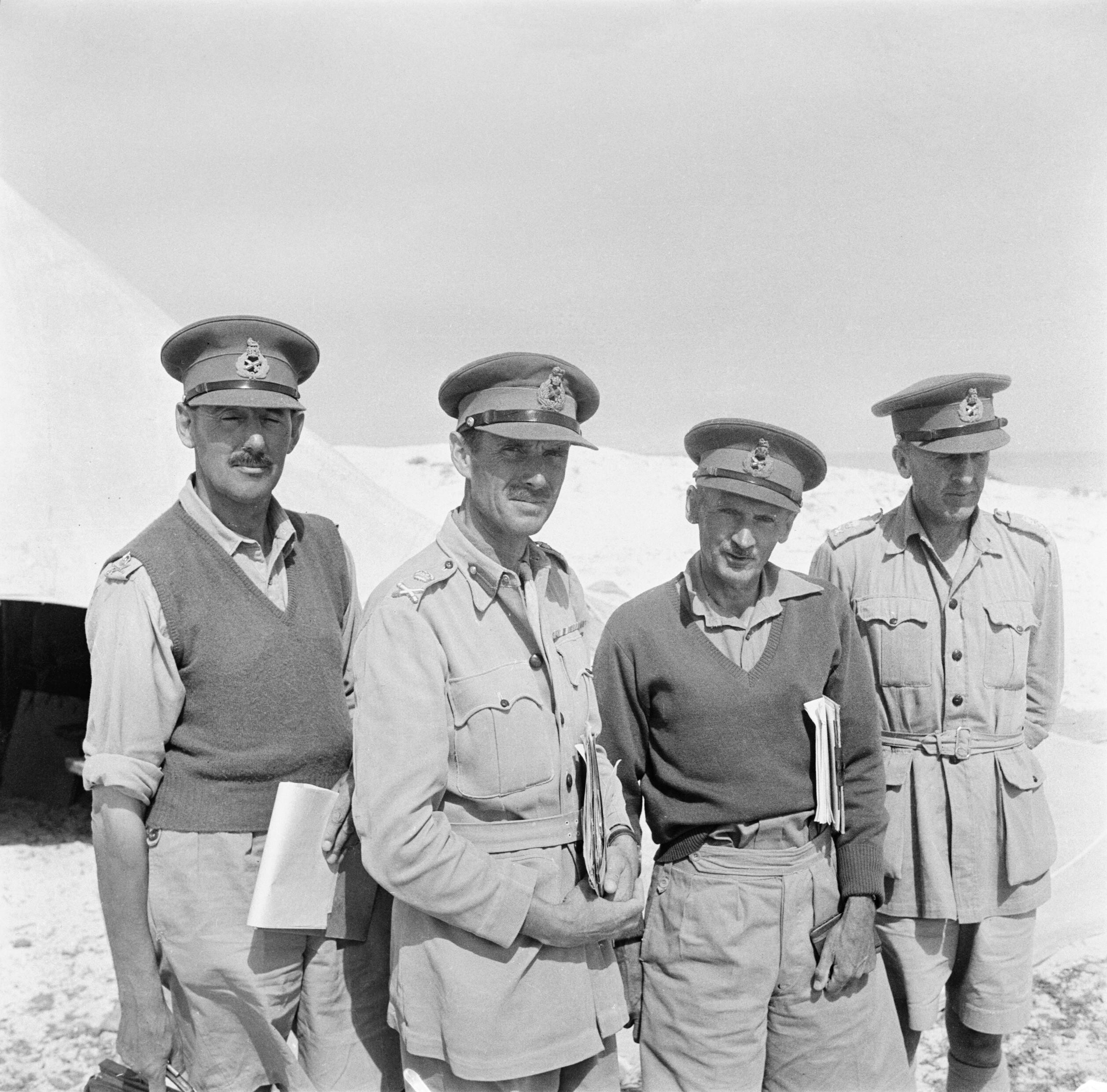
第8軍指揮官たち。左からオリバー・リース、ハーバード・ラムズデン、バーナード・モントゴメリー、ブライアン・ホロックス

- イギリス中東軍（英語版） - 司令官:ハロルド・アレグザンダー元帥
  - イギリス第8軍（英語版） - 司令官:バーナード・モントゴメリー中将
    - イギリス第10軍団（英語版） - 軍団長:ハーバード・ラムズデン（英語版）中将
      - イギリス第1機甲師団（英語版）
      - イギリス第10機甲師団（英語版）
      - イギリス第8機甲師団（英語版）

    - イギリス第13軍団（英語版） - 軍団長:ブライアン・ホロックス中将
      - 第50(ノーサンブリア)歩兵師団（英語版）
      - 第44(ホームカウンティ)歩兵師団（英語版）
      - イギリス第7機甲師団（英語版）（※現 第7歩兵旅団）

    - イギリス第30軍団（英語版） - 軍団長:オリバー・リース（英語版）中将
      - オーストラリア第9師団（英語版）
      - 第51(ハイランド)歩兵師団（英語版）
      - 第2ニュージーランド師団（英語版）
      - 第1南アフリカ歩兵師団（英語版）
      - インド第4歩兵師団（英語版）

    - 予備兵力
      - 第1ギリシャ旅団
      - 第1自由フランス旅団
      - 第2自由フランス旅団
      - イギリス第23機甲旅団（英語版）
      - イギリス第9機甲旅団（英語版）

### バートラム作戦

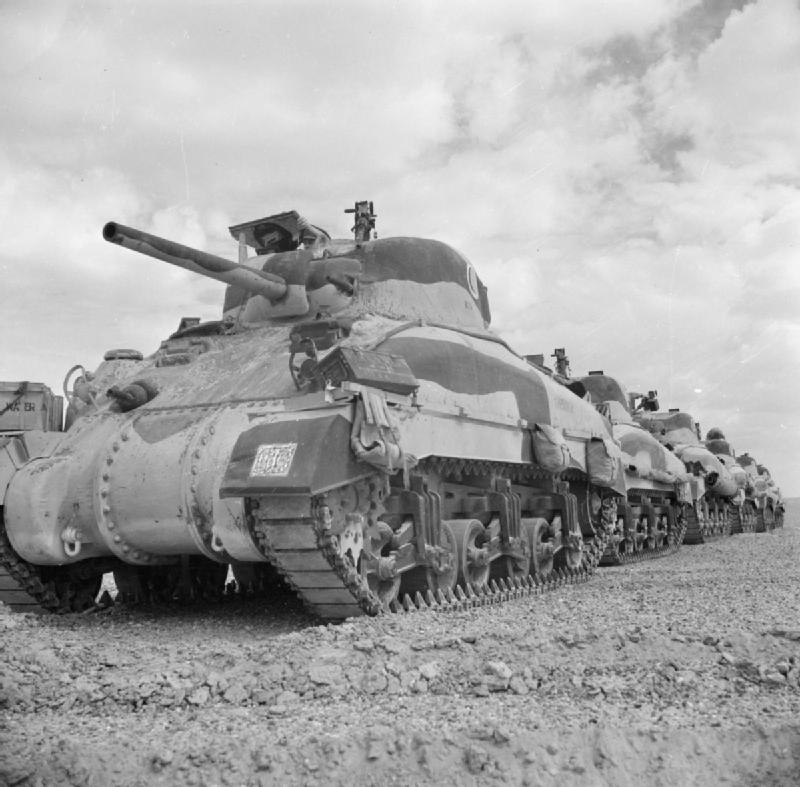
アメリカ軍から供与されたM4中戦車。ドイツ軍の戦車を上回る性能を持っていた。

第一次エル・アラメイン会戦でロンメルを撃退してから10月まで、イギリス軍は毎日増援部隊をエル・アラメインに送り込んでおり、いまやイギリス第8軍は可能な限りで強化されていた。中でもこれまで性能差で苦杯を舐めさせられていた戦車は、アメリカからレンドリースされた新鋭M4中戦車とM3中戦車500輌が次々と揚陸され、合計1,000輌に達した。兵員も195,000人、火砲1,000門といずれもドイツ、イタリア軍を圧倒していた。しかし、モントゴメリーは攻撃を急ぐことなく入念に準備を進めており、続々と到着する新兵に砂漠戦の基礎を叩き込むため、すぐには前線に出さずに徹底的に訓練した。中でも特に重視したのが、工兵の地雷除去技術の教育と、対戦車砲の命中精度であった。工兵には地雷原清掃研修所が設置され、そこで地雷除去技術を叩き込まれた。対戦車砲兵は6か所もの大規模な砲兵訓練所が設置され、軌条の上を走る模擬戦車に向けての砲撃訓練が繰り返された。モントゴメリーはこれらの訓練が完了するまでは攻撃を開始するつもりはなかったが、アメリカ軍によるトーチ作戦開始が迫る中、チャーチルはモントゴメリーの慎重さに苛立ち、9月の攻勢開始をイギリス帝国参謀総長アラン・ブルック大将を通じてモントゴメリーに打診している。しかしモントゴメリーは「9月攻撃を命令するならば、指揮官を他に求めればよい」と譲らず、頑固なモントゴメリーに対して最後はチャーチルの方が折れている
モントゴメリーは、アラム・ハルファの戦いで討ち漏らしたアフリカ装甲軍を殲滅するため入念な作戦を立て、作戦名を「ライトフット作戦」と名付けた。作戦計画では、まずはアフリカ装甲軍の戦力が薄い防衛線南部で欺瞞作戦を行い、ロンメルに防衛線南部からイギリス軍が攻勢をかけるように誤認させ、戦力の分散を狙った。この欺瞞作戦は「バートラム作戦」と名付けられた極めて巧妙なもので、防衛線北部で軍主力が攻撃準備のために車両を移動させると、防衛線南部でも同数の車両を動かしてアフリカ装甲軍の目を欺いたり、給水パイプに見せかけたフェイクのパイプをエル・アラメインの補給基地から防衛線南部まで構築したり、張りぼての戦車や軍用車や火砲などが大量に作られて砂漠に並べられ、あたかも大部隊が防衛線南部に集結しているように見せかけた。一方で実際の攻勢が行われる防衛線北部においては、火砲や戦車を張りぼてのトラック内に隠したり、歩兵も日中は幌のついたトラック内で待機させ、兵力があまり配置されていないように見せかけた。なおこの作戦では、イギリスの奇術師で一時的に従軍していたジャスパー・マスケリンが、自身が率いる特殊部隊「マジック・ギャング」で主導的な役割を果たしたと主張しているが、否定的な見解もある。

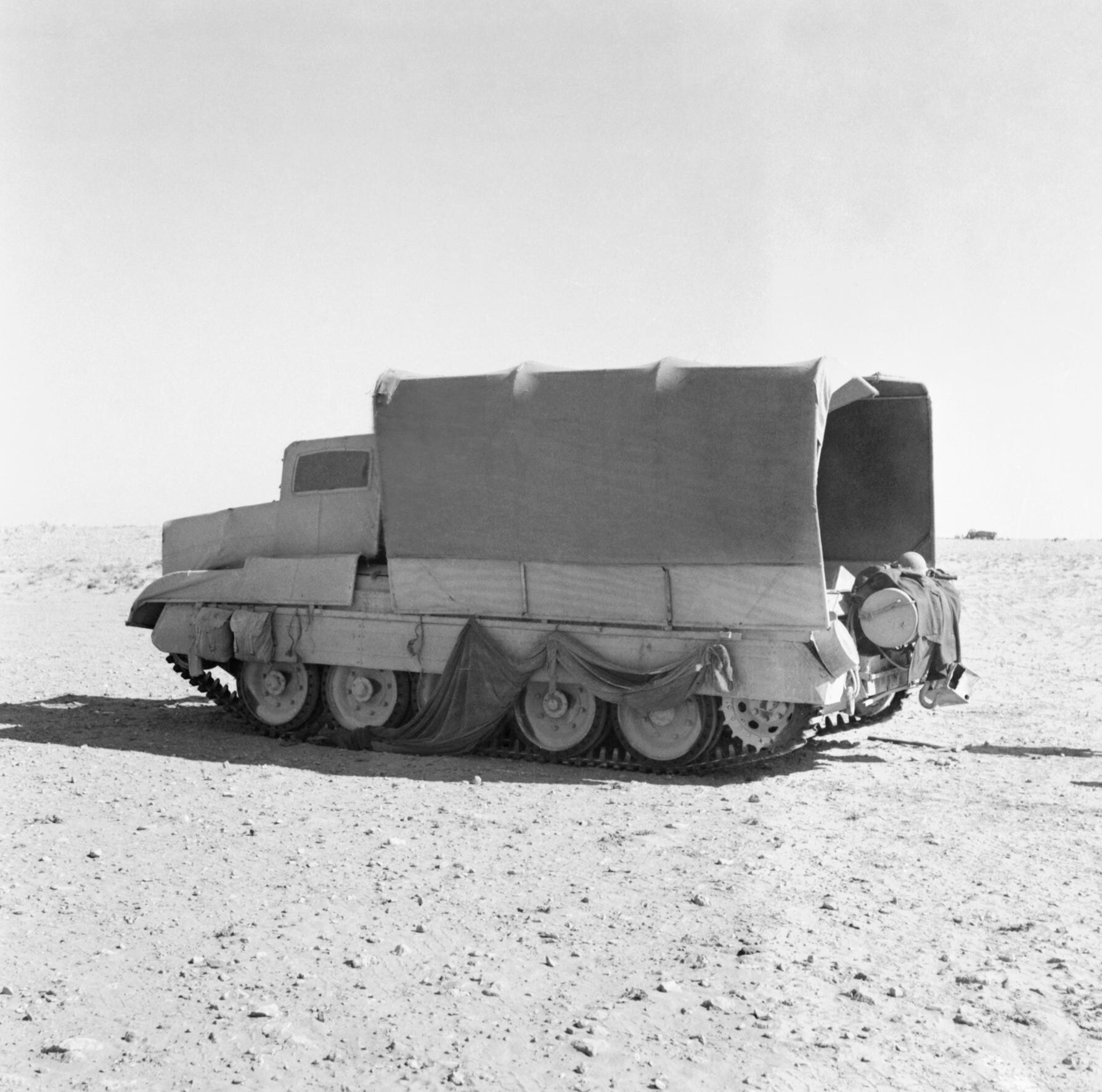
バートラム作戦で製作された張りぼてのイギリス軍兵員輸送車

また、モントゴメリーはイギリスの情報機関にドイツ軍に偽の情報を流して、イギリス軍の攻撃開始時期が11月だと誤認させる工作をするよう命じた。イギリスの情報機関はカイロ内で活動していたドイツ軍スパイ団を摘発していたが、その摘発を隠して、判明していたドイツスパイの暗号電文でドイツ軍側に「イギリス軍の攻撃開始は11月中旬の予定」という偽情報を流し続けた。そしてこの偽情報に呼応するかのような、フェイクの部隊行動を防衛線南部で行わせたり、南部へのフェイク給水パイプ工事の作業速度をドイツ軍側が11月中旬に完成と思い込ませるようにわざと遅らせた。この「バートラム作戦」の効果はてきめんであり、ロンメルもイギリス軍の攻勢は11月になると信じ込んで、後述の病気療養のための一時帰国を決めている。
「ライトフット作戦」が開始されると、まずは防衛線北部のオリバー・リース中将率いるイギリス第30軍団がアフリカ装甲軍の地雷原及び陣地に2つの突破口を開き、その突破口を2個機甲師団を擁する主力のハーバード・ラムズデン中将率いるイギリス第10軍団が突破し、アフリカ装甲軍の背後に回り込んで補給路を分断する計画であった。ここでドイツ軍の戦車隊が反撃してくる可能性が高いが、イギリス軍戦車部隊は大量のM4中戦車の供与によって性能も数もドイツ軍を圧倒しており、ドイツ軍戦車隊を返り討ちにする計画であった。さらに欺瞞作戦を行った南部からもブライアン・ホロックス中将率いるイギリス第13軍団が進撃し、アフリカ装甲軍の戦力を分散させてイギリス第10軍団の作戦を容易にさせるとともに、全体の損害を軽減させることも想定していた。
さらにモントゴメリーは前線指揮官に、敵陣地を占領したのちは一旦停止して守りを固め、反撃してくるドイツ軍戦車を性能が勝るイギリス軍戦車で迎え撃って大損害を与えるよう厳命していた。これは、今までのロンメルが得意とした北アフリカの砂漠での機動戦を真っ向から否定するものであり、指揮官たちは不安を口にしたが、モントゴメリーは「機動したり迂回したりして敵を包囲して撃破するというこれまでの砂漠戦戦略とは全く異なる消耗戦術である」と説明して納得させた。

### 悪魔の庭

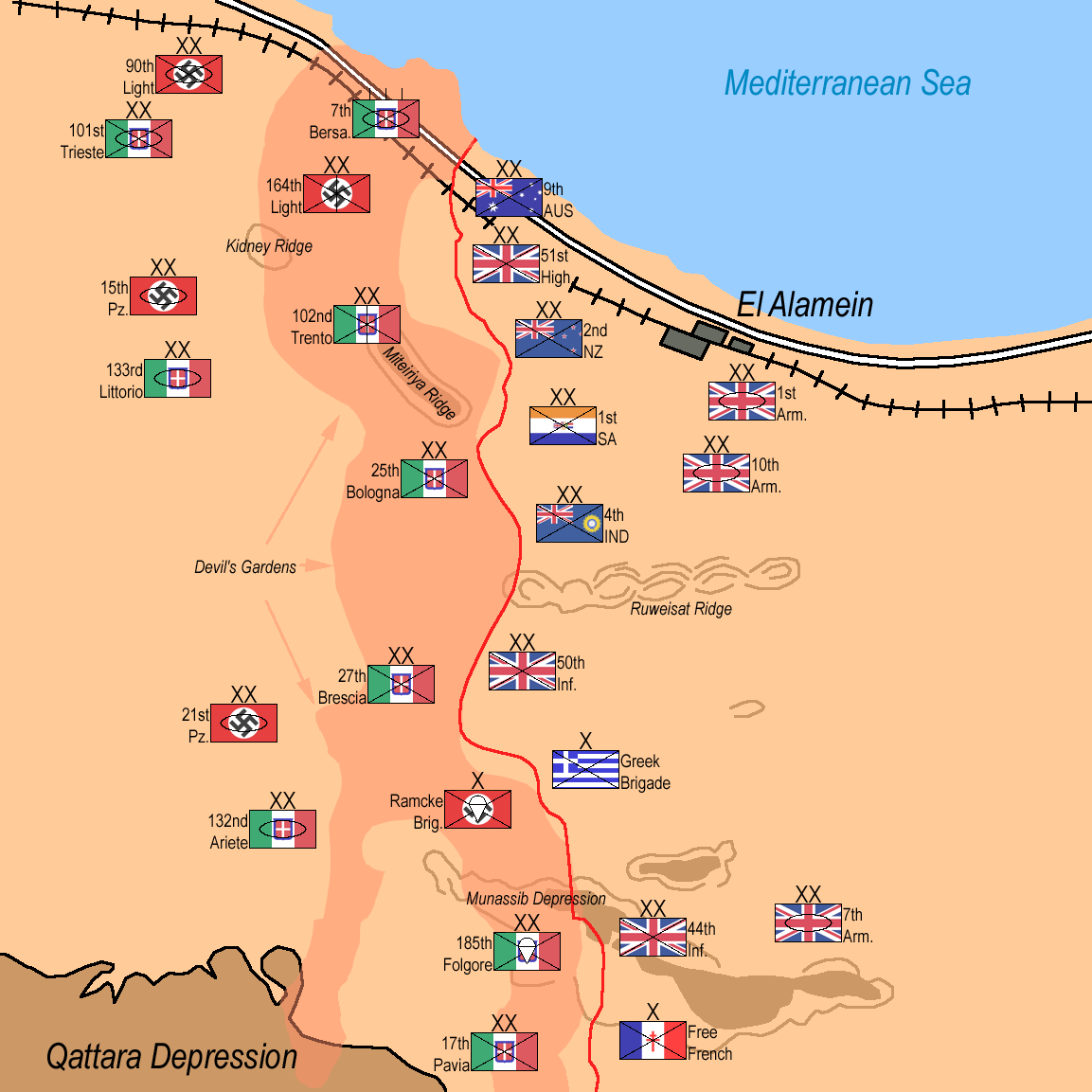
第二次エル・アラメインの戦いの作戦図、イギリス軍攻撃開始前の両軍配置。

アラム・ハルファの戦いの敗北で戦いの主導権を失っていたことを認識していたロンメルは入念な陣地構築を命じていた。隷下の歩兵6個師団（ドイツ軍1、イタリア軍5）とラムケ降下猟兵旅団に60kmに渡るエル・アラメイン戦線に渡って塹壕を掘らせ、戦線中央部の歩兵陣地後方に、防衛線を強化するため、ドイツ第15装甲師団の戦車を砂の中に埋めて待機させた。また、一部の戦車は岩地に配置し、周辺に石を積んで隠した。他の機械化部隊は機動的な防御を行うこととし、海岸道路にはドイツ第90軽アフリカ師団が置かれ、ドイツ第21装甲師団は戦線の南翼に配置された。されに、イタリア軍の戦車師団と機械化師団もそれぞれ、ドイツ軍戦車師団、機械化師団の近くに配置され、北から、ドイツ第90軽アフリカ師団の近くには、第101自動車化師団「トリエステ」、ドイツ第15装甲師団の近くには第133機甲師団「リットリオ」、ドイツ第21装甲師団の近くには第132機甲師団「アリエテ」が配置された。これで、これまでリビアからエジプトまで前進に次ぐ前進を続けてきた、ロンメル率いる“砂漠のキツネ”たちはついに陣地での防衛戦を強いられることになった。

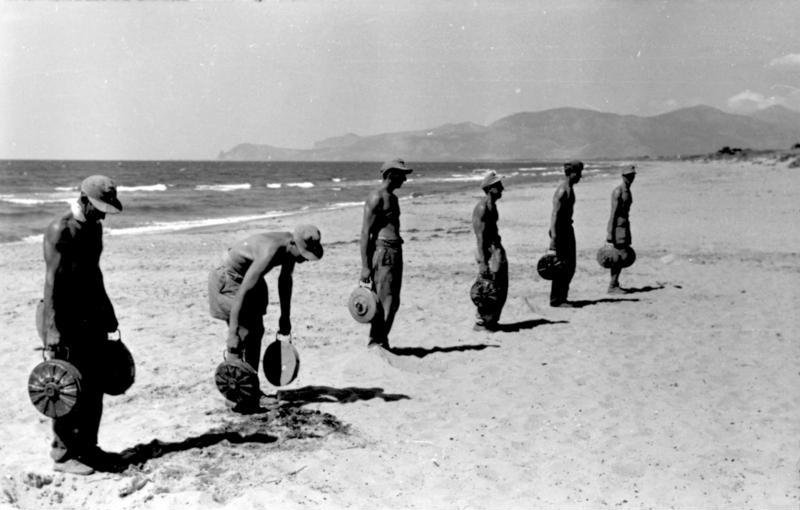
ドイツ軍による対戦車地雷埋設作業の様子（画像はシチリア島のもの）

ロンメルはイギリス軍が砂漠の機動戦よりも、第一次世界大戦時のような陣地を正面から攻撃することに長けていることを熟知しており、その対策として陣地に一工夫をすることを考えた。それが「悪魔の庭」と呼ばれたもので、ロンメルは50万個もの大量の対戦車地雷と対人地雷S-マイン、航空爆弾、鉄条網、鉄製の杭、針金を準備させると、まずは従来の主防衛線を後退させ、旧主防衛線まえに対戦車地雷を2列並べ、旧主防衛線を起点として凹型に鉄条網を設置、その鉄条網の内側10ｍに同じように凹型で対戦車地雷を埋設した。しかし「悪魔の庭」が恐ろしいのは、この対戦車地雷はあくまでも地下に設置した垣根のようなものに過ぎず、対戦車地雷に囲まれた凹の内部部分には、大量の100㎏と500㎏の航空爆弾に対人地雷に手榴弾がチェス盤状に並べて埋設されており、その爆発物はそれぞれ針金で連結していた。従って、イギリス兵がどこかの針金に触れれば、連鎖的な大爆発がおきる仕掛けとなっていた。そしてその起爆装置となる針金は地中に埋設している他にも、地上にも伸びており、自動車の残骸等で隠されていた。また、地雷処理対策として、地雷は地下3層に渡って埋設されており、一気に第3層までの地雷を処理しないと爆発する仕組みとなっており、地雷処理には細心の注意を要した。そして「悪魔の庭」の後ろには、新防衛線が構築されており、地雷処理で足止めされているイギリス軍を効果的に叩くことができた。
この「悪魔の庭」は縦3～5km、横4～6kmの長方形で、敵戦線に向かった面が開いており、凹の内部部分にイギリス軍をおびき寄せる計画であった。「悪魔の庭」はその形状から「Kasten（ドイツ語で箱）」と呼ばれ、師団の戦区ごとに4個が構築された。ロンメルは地雷の知識が豊富で、また部下の工兵隊も地雷の運用に長けていた。「Kasten」と「Kasten」の間にも多数の地雷が埋設され、また地雷以外でも工夫を凝らしたブービートラップが仕掛けられた。ロンメルは毎日、「Kasten」の構築や地雷の埋設状況を視察して回り、工兵隊指揮官から詳しい説明を受けるたびに満足の笑みをこぼした。ロンメルは大事な局面なのにもかかわらず、これまでの過酷な砂漠での生活によって肝臓病と高血圧を発症し、主治医からの報告もあって、ヒトラーから一時帰国して病気療養するように勧められており、ロンメルは「バートラム作戦」の欺瞞工作に騙されていたことと、モントゴメリーの第8軍は絶対にこのドイツ軍の罠を突破できないとの確信で病気療養を決め、軍の指揮は一時的にゲオルク・シュトゥンメ、ヴィルヘルム・フォン・トーマの両装甲兵大将に任せ、ドイツ、イタリア軍合計104,000人の兵士(のちに135,000人まで増強)、戦車489輌、航空機675機が両将軍に託された。
ロンメルは9月22日にエジプトを発ち、ローマでムッソリーニに面会した後、ドイツに向かった。9月25日には総統官邸でヒトラーから元帥杖を下賜され、その後にはヒトラー以下幹部が集まってお祝いのパーティが開催されて、ヒトラーは自らロンメルをもてなした。しかし、厳しくなる一方の戦況にロンメルは元帥昇格の喜びも既に吹き飛んでしまっており、その後に行われた総統大本営での作戦会議においてロンメルは、第一次エル・アラメイン会戦で撃退された経緯と、そのもっとも大きな要因となったイギリス軍の圧倒的航空優勢について報告した。しかしヒトラーを始め総統大本営の空気は楽観的で、ロンメルがいかに悲観的な話をしても「とっくの昔に、貴官はやってのけたではないか」と何度も受け流された。これまでのロンメルの奇跡のような勝利が、ここにきて却ってロンメルの首を絞める形になっていた。それでも諦めずにロンメルは訴え続け、その切実な訴えを聞いていたヒトラーはようやく戦力増強の約束をした。それはアシカ作戦用に開発したジーベルフェリーを大量に生産して地中海に集中配備し、500門もの新兵器ネーベルヴェルファーと40輌のティーガーI重戦車と多数の突撃砲を北アフリカに送るというものであった。ロンメルはそのヒトラーの約束に喜び安心して、オーストリアに向かって静養に入ったが、ジーベルフェリーの大量生産計画などは存在せず、そもそも小型船に過ぎないジーベルフェリーにティーガーIや突撃砲を大量に長距離を輸送する能力などはなく、初めからヒトラーの空手形に過ぎなかった。

### ライトフット作戦開始

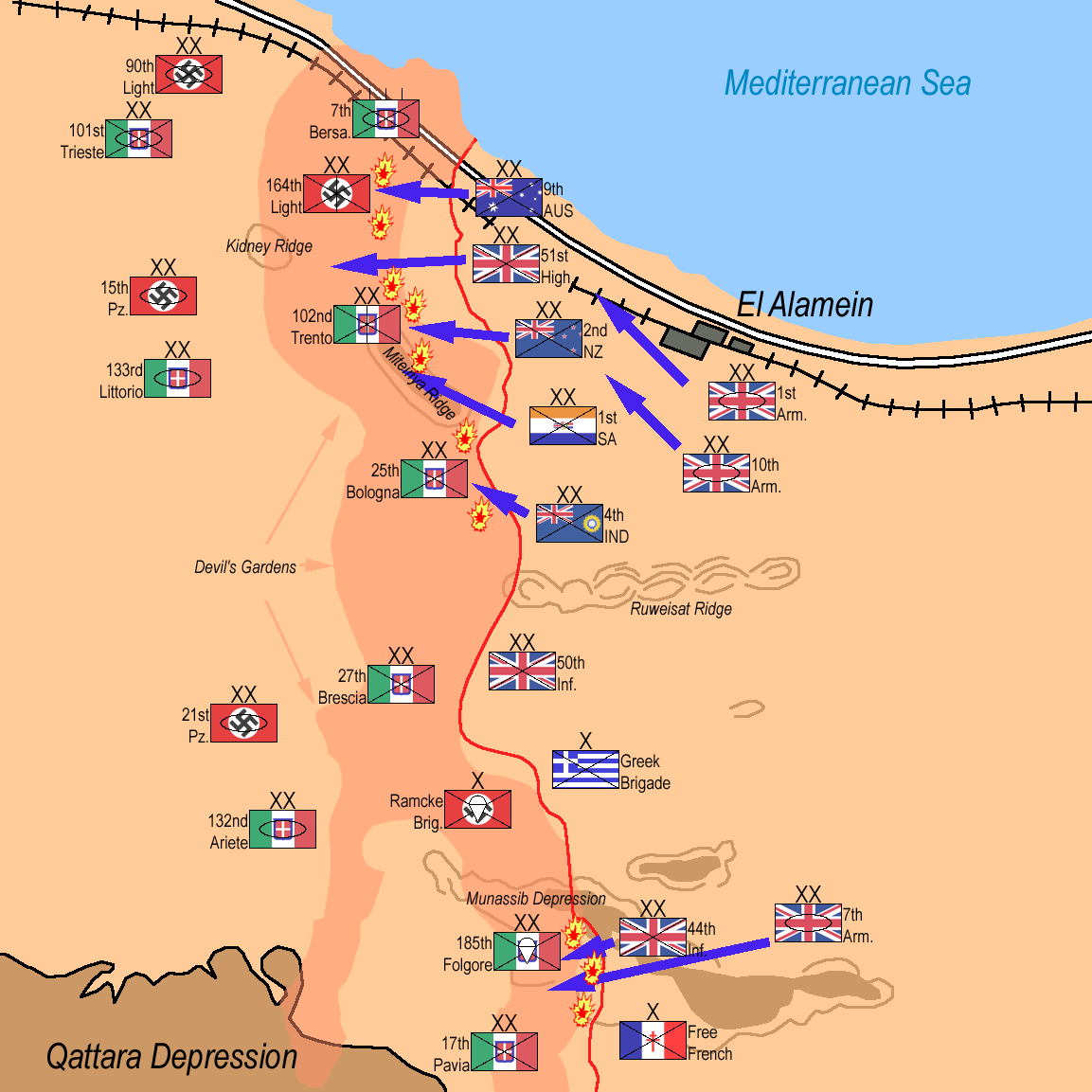
第二次エル・アラメインの戦いの作戦図、ライトフット作戦開始時点。

10月19日から、イギリス軍とアメリカ軍航空機による、爆撃と機銃掃射がドイツ軍の各飛行場に行われ、制空権はあっさりイギリス軍のものとなった。北アフリカの制空権争いは、ロンメルが攻勢を維持していた1942年春の時点ではドイツ空軍260機、イタリア空軍340機を擁し、イギリス空軍の倍の数であった。また、ドイツ軍の主力戦闘機がメッサーシュミット Bf109であったのに対し、イギリス空軍はホーカー ハリケーンで、性能的にはドイツ空軍が勝っており、制空権争いはドイツ軍が優勢でロンメルの進撃を上空から支援していた。航空優勢なドイツ空軍には次々とエースパイロットが誕生したが、中でも「アフリカの星」とも呼ばれたハンス＝ヨアヒム・マルセイユは有名で、1942年9月までには撃墜数158機を記録していた。
しかしこの目が覚めるような大戦果も、今次大戦中にドイツ空軍で横行した士気向上のための過大戦果報告に過ぎなかった。ドイツ空軍が大敗を喫したバトル・オブ・ブリテンにおいても、ドイツ空軍上層部がドイツ空軍パイロットの過大戦果報告を鵜呑みにしてイギリス空軍の残存航空機数を過小評価したことが敗北の一因となっている。その例として、総撃墜数100機以上のあるエースパイロットは、ある日に英仏海峡上空でスーパーマリン スピットファイア3機を撃墜したと申告し認められたが、整備員が機銃の残弾を確認したところ、1発も発射されていないことが判明している。同じように、戦後にイギリス空軍のエースパイロットジョニー・ジョンソンが、マルセイユが1942年9月1日に撃墜したと主張する17機について調査したところ、この日の連合軍航空機の損失はあらゆる原因を合計しても11機に過ぎず、そのうち2機はマルセイユがまだ出撃していない時間のものであったという。このように、偽りの戦果を報告して勝ち誇っていたドイツ空軍に対し、大量に航空機を撃墜されて圧倒されているはずのイギリス空軍は、着実に戦力拡充を進めてドイツ軍飛行場や補給路を地道に攻撃し続けていた。「アフリカの星」マルセイユが、イギリス軍攻勢開始前の9月30日に乗機エンジンの不調で事故死する頃には、ドイツ空軍275機、イタリア空軍400機に対し、イギリス空軍機750機と戦力も逆転しており、イギリス軍の大攻勢を前にドイツ空軍は大した働きをすることもなく、イギリス空軍機の攻撃によって飛行場に大量の航空機の残骸を晒すこととなった。
モントゴメリーは攻撃開始前に全軍に対して、ロンメルが病気療養中で戦場にいないことや、兵力が減少し燃料や食料の備蓄が少なくなっていることを説明した。そして以下のような訓示を行い、将兵の戦意を煽った。

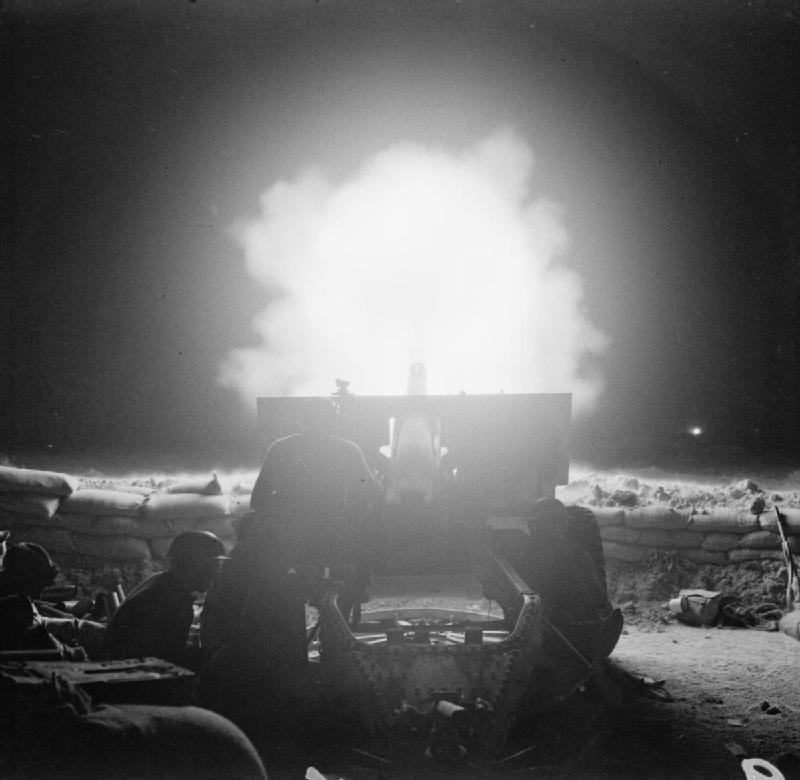
10月23日の夜間に砲撃を開始したイギリス軍QF 25ポンド砲

10月23日午後8時40分、満月の下でイギリス軍が北部戦線のイタリア軍陣地に向けて集中砲撃を開始した。イギリス軍の砲撃はドイツ第164軽機械化師団とイタリア第102自動車化師団「トレント」が守る北部戦区約10kmの範囲に集中した。イギリス軍の火砲数は約1,000門であり、10ｍごとに1門の火砲が5時間に渡って休みのない猛射を加えた。ドイツ軍とイタリア軍の陣地にはイギリス軍の砲弾が1分毎に900発着弾し、コンクリート製のトーチカは破壊され、塹壕も陥没した。ロンメルが精魂込めて築き上げ、絶対の自信を持っていた「悪魔の庭」も例外ではなく、鉄条網は砂や小石と混じって間欠泉の様に吹き上がり、地雷や航空爆弾も空中に舞い上がるか、激しく誘爆した。このような地雷処理はロンメルには想像もできなかったもので、ドイツ兵とイタリア兵はイギリス軍の砲弾で身体に何の痕跡も残さず死ぬか、誘爆する地雷や航空爆弾の爆発で、土砂に埋もれてしまった。
砲撃は事前の入念な観測により正確にドイツ軍、イタリア軍陣地に着弾した。また、空からはイギリス空軍の爆撃機や戦闘爆撃機がひっきりなしに飛来し、砲撃と連携して銃爆撃を浴びせた。砲撃開始早々に通信網が断絶されてしまったので、第一線で何が起こっているのかまったくわからなかった。激しい砲撃によりイタリア第102自動車化師団「トレント」隷下の歩兵連隊の一部は陣地を放棄して退却を開始し、ドイツ第164軽機械化師団の2個大隊は砲撃により壊滅状態となった。砲撃が開始されたとき、ドイツ第164軽機械化師団長カール・ハンス・ルンガースハウゼン少将は、部下将校たちと前線司令部の待避壕のなかで酒盛りをしていた。そんなときに次々と砲弾が着弾し、炭酸水を作るソーダ サイフォンが床に落ちて砕け、将校は慌ててワインの瓶が転げ落ちないように手で押さえた。しかし、すぐに酒の心配をしている場合ではないことがわかり、ルンガースハウゼンは夜空に輝く閃光を呆然と眺めながら「攻撃だ・・・」と信じられないような声で呟いた。

### アフリカ装甲軍司令官代行シュトゥンメ戦死

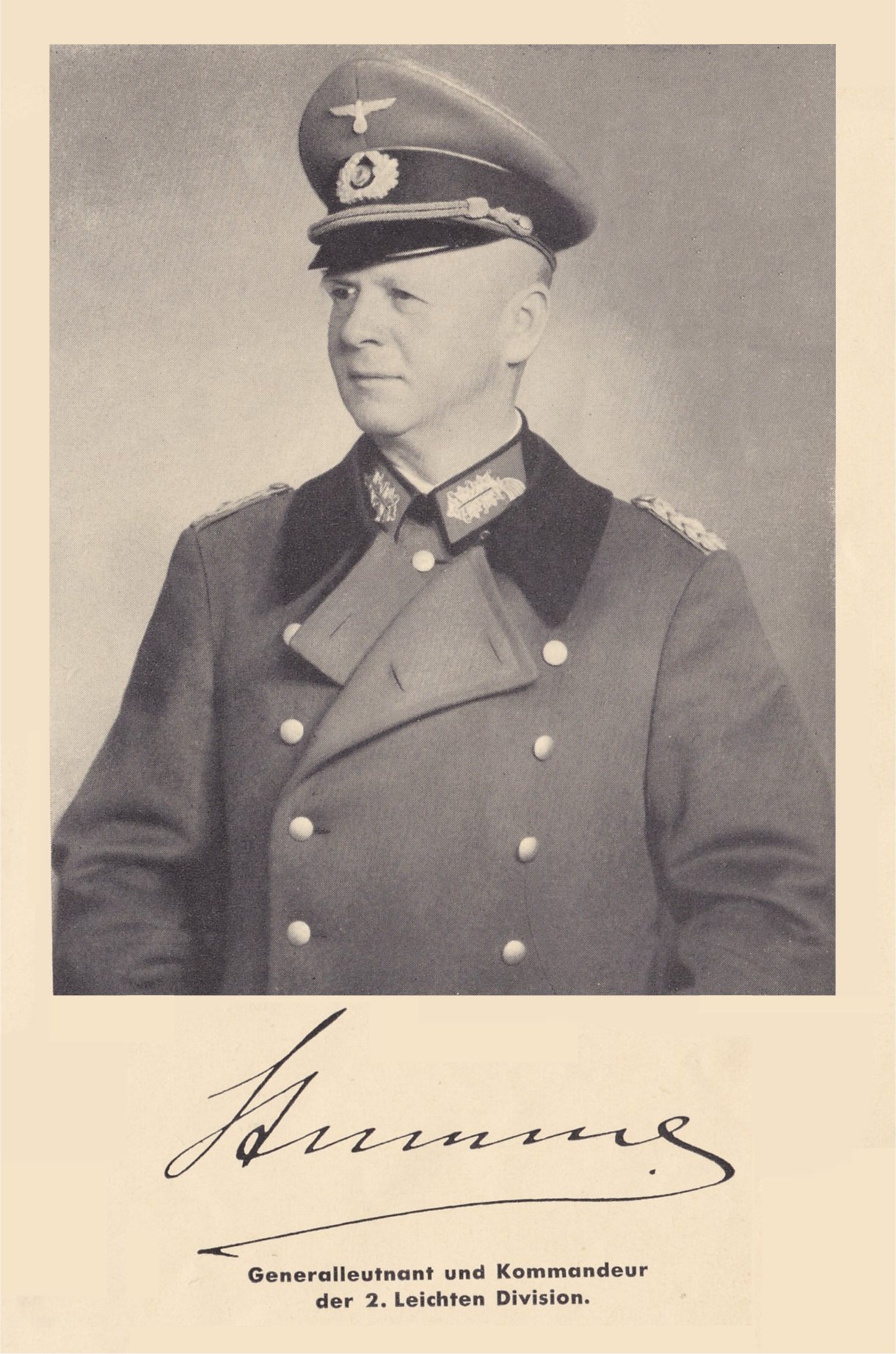
第二次エル・アラメインの戦いの開戦早々に戦死したアフリカ装甲軍総司令代理ゲオルク・シュトゥンメ

激しい砲撃の下、イギリス第30軍団の歩兵が進撃を開始したが、猛砲撃で地雷を鋤き返したと言っても、まだ大量の地雷や航空爆弾が砂漠に残っていた。各歩兵師団の先頭には、これまで徹底的に訓練されてきた工兵隊がおり、手際よく残った鉄条網を切断し、地雷を処理していったが、地雷探知機は初めから数が少なかったうえ、その多くがまともに機能せず、結局殆どの工兵たちは、銃剣を砂に突き刺して地雷を探索するという原始的な方法に頼らざるを得なかった。工兵隊は2輌の戦車が同時に通行可能な7mの幅員の通路数本の開通を目指したが、原始的な手法のため、地雷や航空爆弾の起爆による犠牲者が後を絶たなかった。ある部隊は110kg航空爆弾を起爆させて一瞬で1個小隊30人の身体がバラバラになって吹き飛ばされるなど、イギリス軍各部隊は、敵と遭遇する前から地雷や爆弾で多大な損害を受け、野戦病院には次々と負傷した兵士が運び込まれ、押し入れのような小部屋で軍医による緊急手術が行われ、ベッド代わりのベンチには、ボール紙のような顔色の負傷兵が所狭しと押し込まれていた。地雷探知機が使用できた部隊ですら1時間に180m進むのがやっとであり、24日の夜明けまでにモントゴメリーが求める、機甲2個師団が進撃可能な、幅16km、奥行8kmの突破口を開くことができるのか、各師団は大きな犠牲を払いながら時間との闘いを強いられた。
また、砲撃や地雷などの誘爆ですっかりと掘り返された砂漠を見て、イギリス兵は生き残ったドイツ兵やイタリア兵はいないのではと考えたが、それは間違いで、ドイツ、イタリア兵は身を隠しながらイギリス軍を待ち構えており、接近するや、機銃や対戦車砲を浴びせて、イギリス軍各歩兵師団は激しい抵抗で前進を止められ、両軍近接した中で激戦が繰り広げられた。司令官のシュトゥンメは、イギリス軍が猛砲撃の後に地上部隊が進撃を開始したことを知り、前線の砲兵隊からは、密集しているイギリス軍歩兵部隊への砲撃許可の上申があったが、弾薬の備蓄が乏しくなっていたためその上申を却下した。のちにロンメルは、このときシュトゥンメが砲撃を許可していれば、少なくともイギリス軍歩兵部隊の進撃の出鼻をくじけたのではないかとその判断を批判している。その後にシュトゥンメは砲撃を許可したが、その時にはイギリス軍がアフリカ装甲軍陣地内に突入しており、フレンドリーファイアを警戒して有効な砲撃ができず、イギリス軍に大きな損害を与えることができなかった。
激戦が続く中、激しい砲撃によってシュトゥンメは配下の各師団への連絡手段を失ってしまい、戦況を全く把握することができなくなった。困惑したシュトゥンメは、前線に自ら出て各師団と連絡することを決意し、夜が明けると、参謀の大佐と連絡兵を連れて指揮車に乗り込んで前線を目指した。指揮車は砲弾を避けながら前線を目指したが、既にイギリス軍が進撃してきており、シュトゥンメの指揮車に気が付いたオーストラリア兵が機関銃で銃撃し、参謀の大佐が戦死してしまった。運転兵は銃撃をかわすため激しく指揮車の進路を変えたが、その間にシュトゥンメも銃撃を浴びて戦死し、なおも運転兵は激しく銃撃をかわす運転をしていたので、シュトゥンメの遺体は車外に投げ出されてしまった。運転兵はそのことに気が付かずにそのまま前線を後にしたので、シュトゥンメは一時行方不明ということにされ、後に遺体を回収されて戦死が確定している。なお、シュトゥンメの死因は射殺ではなく、もともと高血圧症であったシュトゥンメは、戦闘に巻き込まれた際に心臓発作を発症し、苦し紛れに指揮車からはい出したが、そこで息絶えたという説もある。

### モントゴメリーの強攻

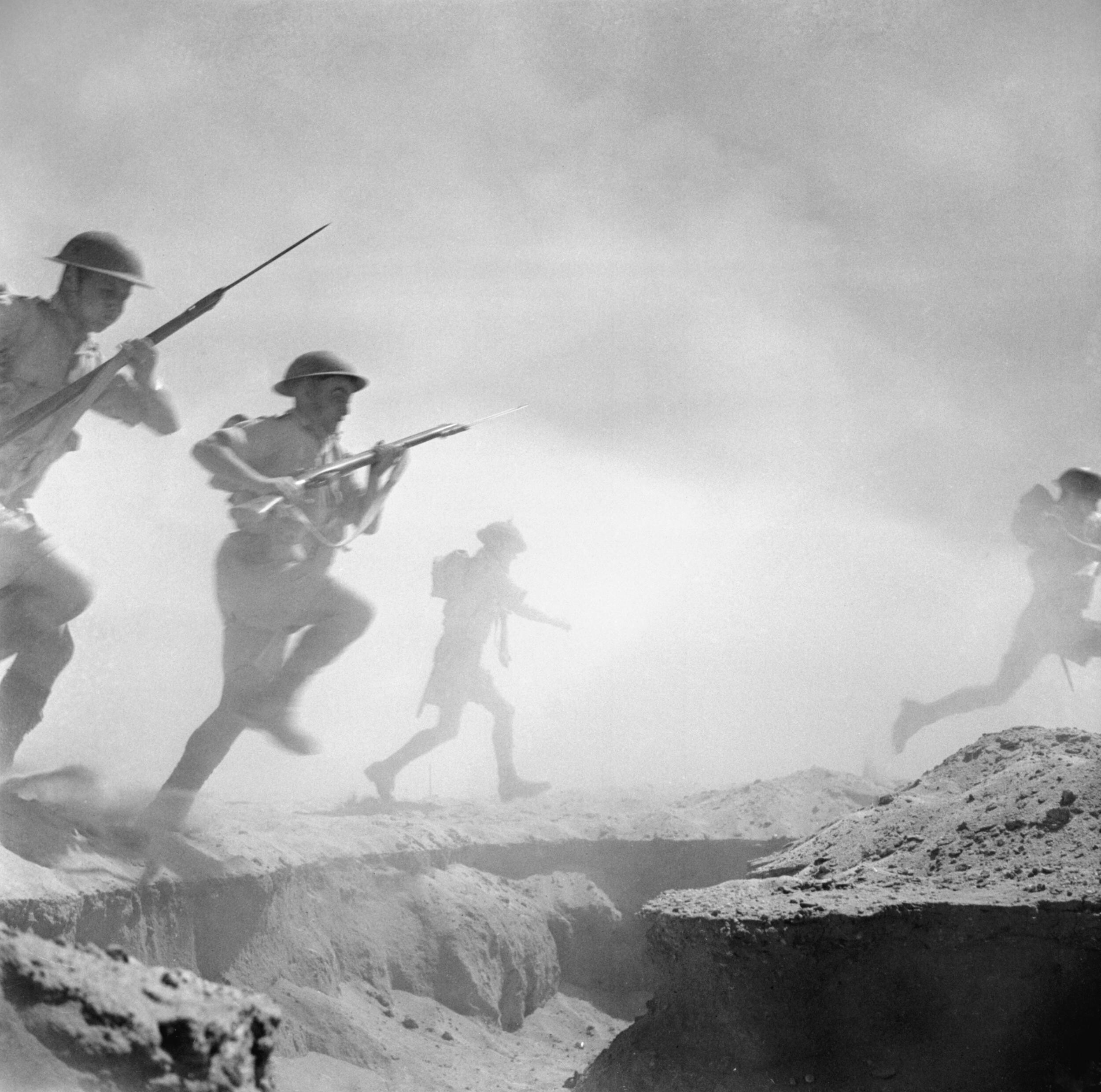
ドイツ軍が設置した地雷原を銃剣突撃で突破するイギリス軍

モントゴメリーの計画では、10月24日の午前8時までに進撃路の整備を完了させる予定であったが、残った地雷原とドイツ軍、イタリア軍の激しい抵抗で計画通りには進んでいなかった。苦闘する歩兵部隊の後方では第10軍団の戦車師団が身動きが取れない状態でひしめき合っていた。元々のモントゴメリーの期待が過大すぎだったのは明らかであったが、自分の作戦計画通りに進撃しない第10軍団の司令官ラムズデンにいらつき、機甲師団の士気も上がっていないように見受けられたので、モントゴメリーはラムズデンに連絡を取ると「師団長に気合をかけろ、もし尻込みする師団長がいるようなら、すぐさま免職して精力的な人物に入れ替える」と喝を入れた。その指示を聞いたラムズデンは仰天して、この状態で戦車が進撃すれば、地雷原に掴まったところを対戦車砲に狙い撃たれて大損害を被ると考えて「時間をかけないと、ひどい目にあうことになる。火砲を相手にするなんて戦車の仕事ではない」と嘆いた。しかし、命令は遂行せざるを得ず、24日の夜間からイギリス第1機甲師団に前進を命じ、戦車隊は自らで残った地雷を処理しながら進撃を開始したが、午後10時にはドイツ空軍の空襲で25台ものトラックが撃破され、8.8 cm FlaK 18/36/37砲の集中砲火で27輌もの戦車があたかも「誕生日ケーキの蝋燭」のように次々と炎上した。モントゴメリーは後にこの24日から25日にかけての夜間が「この戦闘中最大の危機」であったと振り返っている。
司令官が戦死しても、ドイツ軍、イタリア軍の抵抗は激しく、攻撃開始2日目の25日となっても、イギリス軍は防御線を突破できていなかった。特に第10軍団のイギリス第10機甲師団が地雷原に掴まって進撃が捗々しくなく、師団長から軍司令部に「わが師団は訓練不足でこのような任務には慣れておらず、この場に停止したい」との泣き言が寄せられ、軍団司令官のラムズデンも師団長の意見に同意していた。しかしモントゴメリーは師団長の泣き言には耳を貸さず、師団長が師団の先頭から10マイル後方で指揮をとっていることを知ると、自ら師団長に無線で「直ちに前方に進出して、戦闘の指揮を執れ」と叱責し、さらに第10軍団の第1機甲師団、第10機甲師団の両師団長に「これまで与えた作戦は変更しない」と明言して、迅速な防衛線突破を改めて命じた。ラムズデンはモントゴメリーにこの強攻を止めさせるべく、第8軍参謀長のフレディ・ド・ギャンガン准将に作戦中止を上申したが、ド・ギャンガンは即座にモントゴメリーにラムズデンの上申を報告すると、午前3：30に各軍団司令官をモントゴメリー専用のトレーラーに招集した。
深夜の臨時作戦会議でラムズデンはド・ギャンガンへの進言通り、再度この作戦の中止を求め、さらに敵陣深く進出している戦車隊は、ドイツ軍の集中砲火を浴びる前に撤退させるべきであると強弁したが、モントゴメリーは静かに首を振って「自分の計画は最後まで続けなければならない、撤退など問題外である」「この時期にびくびくしたり、果敢な決意がくじけたりしたら致命的なことになる。貴官にそういう熱意がなければ、私としては他に適任者をもとめなければならない」と軍団司令官を叱責するとともに、「まだ使用できる戦車は900輌もある、これは使い捨ててよいものなのだ」と、軍団司令官たちにとっては今まで聞いたこともない損害度外視の進撃を命じた。ラムズデンはやむなくモントゴメリーの命令に従い、第10軍団は強攻の末、25日午前8時には地雷原を突破したが、これはモントゴメリーの当初の作戦計画から丸一日遅れていたうえ、6,000人もの兵士が死傷するという大きな損害を被った。
第10軍団のうち先行していた第1機甲師団は、防衛線後方に配置されていた第15装甲師団と第133機甲師団「リットリオ」の両師団の激しい攻撃にさらされていた。イギリス軍の戦車は、これまでのバレンタイン歩兵戦車やクルセーダー巡航戦車ではなく、その多くが新鋭のM4中戦車か重装甲のM3中戦車であり、ドイツ軍主力のIII号戦車の5 cm KwK 39では歯が立たず、逆にその強力な75mm 砲 M2-M6砲で次々と撃破されたので、ドイツ軍は戦車対戦車の戦闘を諦め、8.8 cm FlaKや野砲などの砲撃を集中して、どうにかイギリス軍戦車隊の足止めを図った。イギリス軍の猛砲撃のなかでわずかに残った「悪魔の庭」も活用し、イギリス軍戦車隊をうまく「悪魔の庭」内に誘導した後に集中砲火を浴びせ、大型航空爆弾の誘爆連鎖で35輌のイギリス軍戦車を一気に撃破するなど、第1機甲師団に相当の損害を与え、どうにかその突破を防いでいたが、数も質も勝るイギリス軍戦車の前に損害は蓄積しており、25日の終わりには第15装甲師団の可動戦車は31輌にまで減っていた。
イギリス軍の進撃は続き、オーストラリア第9師団は激しいドイツ第164軽機械化師団の抵抗の前に大きな損害を出しながらも、ドイツ軍が砲兵観測所として使用していたキドニー高地（ドイツ軍側呼称：28高地、イギリス軍呼称：ポイント29）に向かって前進していた。高地と言ってもたった6ｍの高さしかないが、平坦な砂漠が広がる防衛線北部では両軍にとって重要性が高かった。オーストラリア第9師団の第26旅団はイギリス第23機甲旅団のイギリス第40王立戦車連隊のバレンタイン歩兵戦車30輌と砲兵隊の支援を受けて25日に夜襲を敢行した。オーストラリア軍は240人の人的損失を被ったが、どうにかキドニー高地からドイツ兵を押し出して朝までには占領した。しかし、この高地は戦線全体から見ると一部突き出た形となり、高地を囲んでいるドイツ第164軽機械化師団とイタリア第102自動車化師団「トレント」が何度も逆襲を行い、この後も激戦が繰り広げられた。

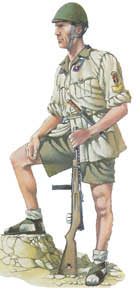
イタリア軍第185空挺師団『フォルゴーレ』兵士

防衛線南部でも、イギリス第13軍団が進撃を開始した。1,000門の火砲が猛砲撃を浴びせた北部と比較すると、砲撃は不徹底であったため、地雷原の処理は進んでおらず、イギリス第13軍団のイギリス第7機甲師団、第50（ノーサンブリア）歩兵師団、自由フランス第1師団の進撃速度は上がらなかった。やがて、イギリス第13軍団は第185空挺師団『フォルゴーレ』の陣地にぶつかったが、第185空挺師団『フォルゴーレ』のイタリア軍兵士は、兵力比1:13の圧倒的多数のイギリス軍を相手に敢闘、歩兵用の対戦車装備は火炎瓶と地雷だけという状況にもかかわらず、肉薄攻撃によって連合軍の戦車部隊に損害を与えて、本格的な攻勢を2度に渡って退けている。イタリア軍部隊の思わぬ抵抗とそれによる損害を知ったチャーチルは「彼らは獅子の如く戦った」と賞賛したという。第185空挺師団『フォルゴーレ』には、第21装甲師団から第104装甲擲弾兵連隊と師団砲兵隊も支援に駆け付け、特に第104装甲擲弾兵連隊の第10中隊は、わずか1個中隊でイギリス軍1個旅団を地雷原の中にくぎ付けにした。ドイツ兵はまる1日睡眠もとらずに戦い続け、対戦車砲の片車輪が敵戦車砲の砲撃で破壊されバランスを崩すと、2人の兵士が車輪替わりに対戦車砲を支えて、砲撃を続け、M3中戦車2輌を撃破している。防衛線南部では、その後も28日までイギリス第13軍団に進撃を許さなかったが、第185空挺師団『フォルゴーレ』も増援のドイツ軍も壊滅状態となった。

### ロンメルの反撃

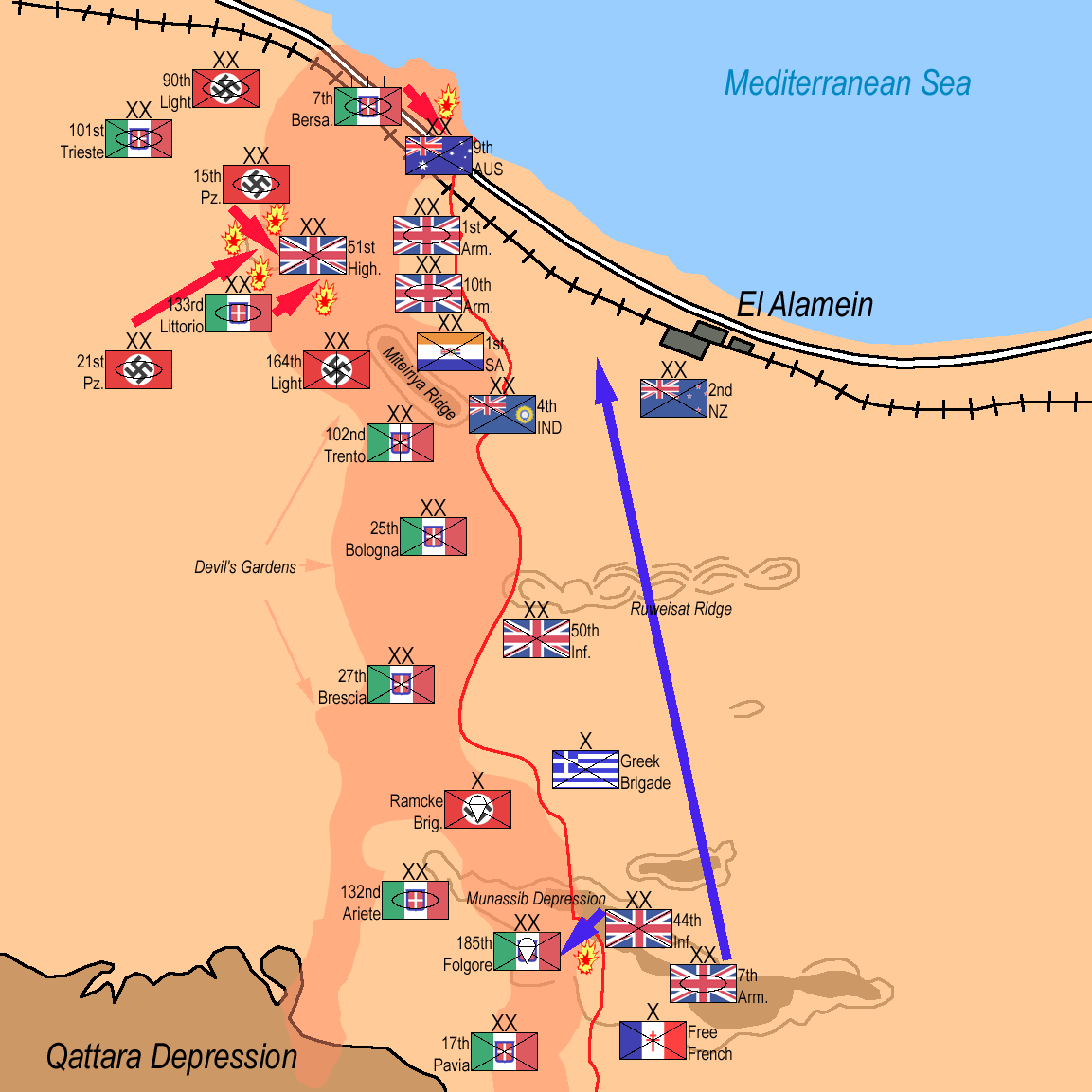
第二次エル・アラメインの戦いの作戦図、ドイツ軍装甲師団2、イタリア軍機甲師団1による反撃。

イギリス軍攻勢開始とシュトゥンメ行方不明の報はすぐにドイツ国内にも知らされ、攻勢開始の翌日の24日午後には国防軍最高司令部（OKW）総長ヴィルヘルム・カイテル元帥から、ウィーンで療養中であったロンメルに第一報が入り、ロンメルは即アフリカに帰ることを決意した。アフリカに向かう準備をしていた夕方には心配したアドルフ・ヒトラーからも電話があり、「ゆっくり静養させてやりたいがすぐにでもアフリカに帰れるか？」との打診があった。ロンメルは25日にイタリアを経由して空路で前線に向かうよう手配したが、24日真夜中に再度ヒトラーから「エル・アラメインの情勢は重大ですぐにでもアフリカに帰ってもらわなければならない」との電話があっている。10月25日の早朝にはオーストリアウィーナー・ノイシュタットの空港で、ヒトラーが差し向けたハインケル He111に乗り込んだロンメルであったが、それまでに次々と不幸が襲い掛かっており、まずは地雷原の詳細な地図を持ったドイツ軍将校2人がイギリス軍の捕虜となり、わずかに残った「悪魔の庭」が無力化されてしまった。また、アフリカ装甲軍への補給物資満載したイタリア海軍の船団がイギリス空軍のビッカース ウェリントン爆撃機の空襲で大打撃を被り、中でも1,650トンの燃料を満載していたタンカーバヌチョメ号の沈没によって、燃料のストックがわずか3日分となっていた。
シュトゥンメが戦死後は、ヴィルヘルム・フォン・トーマ装甲兵大将が全軍の指揮を執っていたが、トーマはイギリス軍に前進を許さず、どうにか前線の崩壊を防いでいた。ロンメルはローマを経由してクレタ島からDo 217に乗り換えてアフリカまで飛び、さらにFi 156 シュトルヒで25日中には前線司令部にたどり着いた。そこでトーマから「情勢は我が軍にすごぶる不利に展開しております。敵の圧倒的砲火のためのに悪魔の庭は破壊され、我が軍は敵をくいとめはしたものの撃退はできませんでした」という報告を受けて戦況を把握した。また、戦死したシュトゥンメは、弾薬不足から積極的な反撃を禁じており、受けた損害に対してイギリス軍へ与えた損害は少ないとの報告も受けた。イギリス軍の砲撃による損害も大きかったが、イギリス空軍機による銃爆撃の損害も甚大で、特にアメリカからレンドリースされたP-39エアコブラが猛威を振るっていた。その強力なM4 37mm機関砲は、戦車の装甲も貫通するため、イギリス軍から鹵獲した戦車で編成していた鹵獲戦車隊が、P-39エアコブラに執拗に攻撃されて壊滅していた。ロンメルは以前からP-39エアコブラの脅威を総統大本営に警告していたが、その警告を嘲笑ったドイツ空軍総司令官ヘルマン・ゲーリング元帥に対し、我が軍にもP-39エアコブラが欲しいと言い返したこともあった。
このまま防衛戦で戦力を消耗していればいずれは物量で押し切られるため、ロンメルはこれまでの勝利体験の通りに、戦車で打って出て、広い砂漠で機動戦を行ってイギリス軍を撃破し、当初の防衛線を奪還しようと計画した。ロンメルがこのような決断に至った大きな理由が、バヌチョメ号が沈んだ後に、ロンメルに燃料を届けるべくリビアに向かっていたタンカープロセルビナ号と、輸送艦テルゲステア号も撃沈されたという衝撃的な報告を受けており、燃料が枯渇する前に短期決戦を挑む以外の選択肢がなくなっていたこともあった。ロンメルもこの反撃が困難であることを認識しており、愛妻ルーシーに「誰も私の肩の上の重荷を理解することはできない」と弱音を吐露する一方で「私にとって不利な条件がそろっている。それでも、私は何とか切り抜けたいと思っている」と自らを奮い立たせるような手紙を書いている。
攻撃の目標は先日イギリス軍に奪われたばかりのキドニー高地とした。イギリス軍はこの低い高地に砲兵観測所を置き、アフリカ装甲軍に猛砲撃を浴びせており、早急な奪還が必要であった。ロンメル曰く「平時ならば極貧のアラブ人さえ一顧だにしないような、やせた一握りの土地」に過ぎない低い高地を、イギリス軍はその周辺も含めて陣地化しており、ロンメルはまず反撃の第一段階として、あらゆる犠牲を払っても、アフリカ装甲軍防衛線から突き出した形となっているキドニー高地を奪還して、逆にドイツ軍が砲兵観測所をして利用することに加えて、イギリス軍の戦線が西に向けて陣内深くに楔を打ち込んだようにするのを防止することを狙っていた。ロンメルは反撃のために南部から可能な限りの戦力を北上させようと画策したが、タンカーの相次ぐ沈没に加え、ベンガジに陸揚げされた燃料は陸路輸送中で到着までには2～3日かかるため、大部隊を移動させるだけの燃料はなかった。そのため、反撃に投入できたのはドイツ第21装甲師団と軍直轄砲兵の半数だけ止まった。そして10月27日午前、ロンメルはを北上させたドイツ第21装甲師団と軍直轄砲兵に、どうにかイギリス第1機甲師団を食い止めていた第15装甲師団と第133機甲師団「リットリオ」の両師団の残存兵力を加えて、キドニー高地を攻撃させ反撃を開始した。

### スナイプ前哨陣地攻防戦

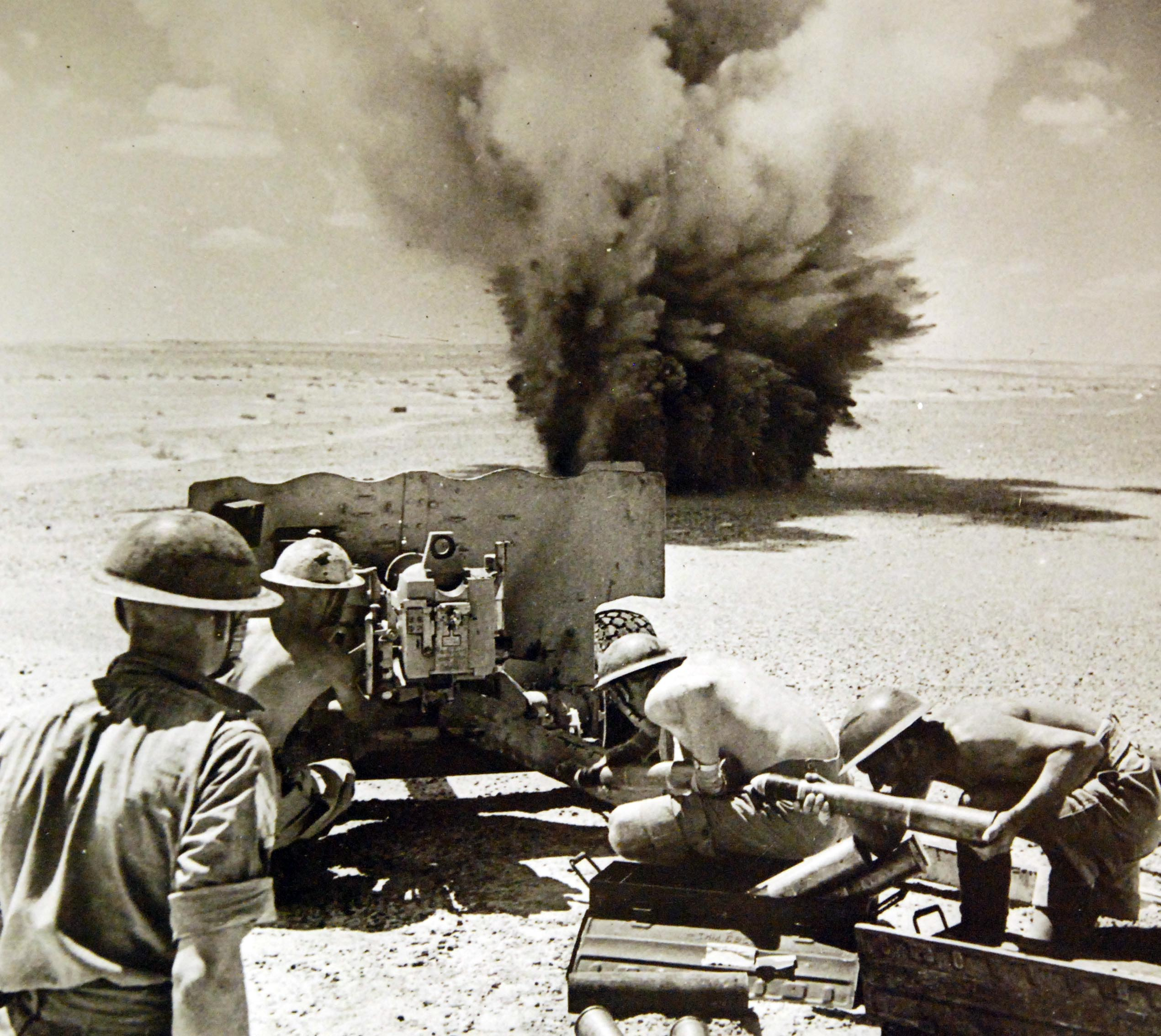
ロンメルの反撃の撃破に活躍したイギリス軍オードナンス QF 6ポンド砲。

一方でモントゴメリーは、陣地に籠って激しく抵抗するドイツ軍機甲師団をおびき出して、イギリス軍の堅陣にぶつけて消耗させることを目論んでおり、このロンメルの決断はモントゴメリーの罠にはまる破滅的なものとなってしまった。キドニー高地から、モントゴメリーにドイツ軍、イタリア軍戦車部隊が反撃を開始したとの報告が入ると、モントゴメリーはロンメルが自分の目論見通り、軽率にも陣地を捨て攻撃してきたことにほくそ笑んだ。しかし、戦闘はモントゴメリーの構想のように巧くはいかなかった。キドニー高地とその前哨陣地にはオーストラリア第9師団及び第1機甲師団、第8機甲師団、第10機甲師団から抽出された戦車と、イギリス第7自動車化歩兵旅団のライフル旅団と王立対戦車砲隊が配置されてドイツ軍とイタリア軍の戦車を待ち構えていたが、前哨陣地のうち最も最前線となるスナイプ前哨陣地にはビクター・ターナー臨時中佐率いるライフル旅団1個大隊と王立対戦車砲隊1個大隊19門とそれを牽引してきたブレンガン・キャリアしか配置されていなかった。夜明け早々にはドイツ軍とイタリア軍の戦車がスナイプ陣地に全く気が付かず進撃してきた。そのうち不用意にも戦車の側面を晒した形となったため、満を持してターナーは王立対戦車砲隊のオードナンス QF 6ポンド砲に砲撃を命じ、正確な集中砲撃がドイツ軍、イタリア軍戦車に浴びせられ、次々と撃破されていった。この戦闘でイギリス軍はドイツ軍戦車6輌、イタリア軍戦車8輌、セモヴェンテ da 75/18自走砲2輌を撃破するという大戦果を挙げたが、対戦車砲の損失はなく死傷者も数名という完勝であった。
午前7：30にはイギリス第10機甲師団所属のイギリス第24機甲旅団第47王立戦車連隊がスナイプ基地の援護に現れたが、スナイプ基地が敵戦車に囲まれていたことからスナイプ陣地を敵陣地と誤認して砲撃をしてきた。ターナーは戦車隊にブレンガン・キャリアを向かわせて砲撃中止を要請したが、その間にM4中戦車に対抗可能な長砲身7.5 cm KwK 40砲搭載のIV号戦車G型を含む25輌のドイツ軍戦車が現れた。M4中戦車の威力を痛感していたドイツ軍戦車隊は、まずはイギリス軍戦車隊に煙幕弾を撃ち込んでまずは視界を奪ってきたのち、激しく砲撃してきた。先ほどの戦闘とは異なり、熟練のドイツ軍戦車隊相手に激戦となり、新型のIV号戦車G型は撃破したものの、ターナーの隊は2門の6ポンド砲を失い、第47王立戦車連隊は5輌のM4中戦車を撃破されて一旦は撤退していった。
攻撃はなおも続き、午前10:30ごろには、ドイツ第15装甲師団シュティフェルマイヤー戦闘団の戦車20輌が、イギリス軍第47王立戦車連隊と第41王立戦車連隊を攻撃している間に、スナイプ陣地を無力化するため、イタリア軍のカルロ・アルマートM14/41戦車13輌がターナーたちに向けて突撃してきた。スナイプ陣地はドイツ軍野砲による支援砲撃でも損害が出ていたが、イタリア軍戦車を迎え撃つために大急ぎで陣地の再配置を行った。スナイプ陣地はイタリア軍戦車に蹂躙する前にどうにか反撃を開始し、6ポンド砲の砲撃で4輌のカルロ・アルマートM14/41戦車を撃破してイタリア軍を撃退した。一方でイギリス軍の王立戦車隊も損害なくシュティフェルマイヤー戦闘団の戦車8輌を撃破して撃退した。午前中の戦闘でスナイプ陣地は6門の6ポンド砲を失い、数十名の死傷者が出たので、ターナーは負傷者をブレンガン・キャリアに乗せて後送させ、午後からの戦闘に備えた。

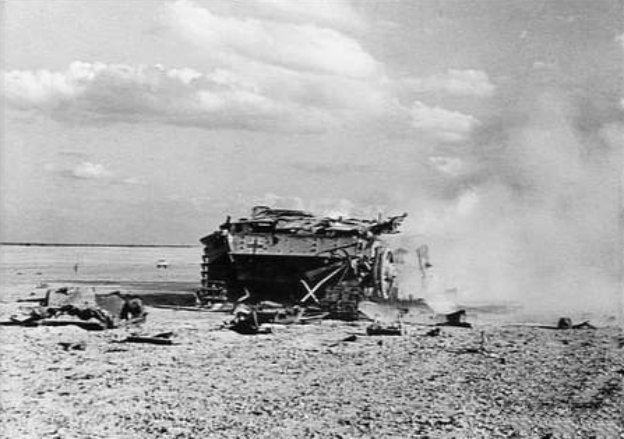
撃破されたドイツ軍III号戦車。

午後からは、ドイツ第90軽アフリカ師団も反撃に投入され、ロンメルはアフリカ装甲軍のドイツ軍の戦車のほぼ全てをこの反撃につぎ込んだ。午後13：00にはイタリア軍のカルロ・アルマートM14/41戦車とセモヴェンテ da 75/18が、スナイプ陣地に向けて南西方向から進撃してきた。あいにく射角的に砲撃できる6ポンド砲は1門しかなく、ターナーは自ら対戦車砲の砲撃を指揮したが、正確な砲撃で3発連続でイタリア軍戦車に砲撃を命中させたことから、ターナーは砲手に向けて「よくやった！ハットトリックだ」と褒めたたえ、大損害を被ったイタリア軍は撃退された。午後14：30にはキドニー高地の攻撃に向かうため準備をしていたドイツ第90軽アフリカ師団にイギリス空軍戦闘爆撃機が襲い掛かり、大損害を被った。制空権を奪われていたドイツ空軍、イタリア空軍もどうにか反撃し、午後15：00に、メッサーシュミット Bf109が20機、フィアット CR.42が20機に護衛されたJu 87 シュトゥーカが20機飛来しキドニー高地を爆撃しようとしたが、P-40ウォーホーク16機とホーカー ハリケーン24機に迎撃され、メッサーシュミット Bf109が3機、フィアット CR.42が4機、Ju 87 シュトゥーカが2機撃墜されて撃退された。
空で両軍が死闘を演じている中、ドイツ軍とイタリア軍の戦車隊も前哨陣地のスナイプ陣地のターナーの守備隊と、キドニー高地のオーストラリア軍に襲い掛かった。スナイプ陣地は友軍戦車の支援が全くない中、6ポンド砲で獅子奮迅の戦いを繰り広げ、夕方までに16輌のブレンガン・キャリアと10門の6ポンド砲を失ない72名が死傷したが、実に60輌ものドイツ軍、イタリア軍の戦車と自走砲を撃破してロンメルの反撃を完全に打ち砕いた。終日激戦を繰り広げたターナーの守備隊は、日が暮れる頃に損傷していない1門の6ポンド砲だけ携行し後は放棄して後退した。キドニー高地を攻撃したドイツ軍、イタリア軍戦車も、イギリス第2戦車旅団とオーストラリア軍の対戦車砲が掩体壕の中で待ち構えており、極めて強力な砲撃を浴びて大損害を被り早々に撃退された。これはモントゴメリーの罠にはまった形での敗北となったが、ロンメルも「敵が既に防御陣を固めている地に対する戦車攻撃は多くを望めない」ことを十分認識していながら、他に取るべき手段がなかった。軍直轄のドイツ第90軽アフリカ師団はイギリス軍砲兵とイギリス空軍戦闘爆撃機に執拗につけ狙われ、キドニー高地到達前に大損害を被っていたが、しばらくすると「28高地占領」との報告があった。ロンメルは喜んだが、それは誤報であり、攻撃はあっさり撃退されてしまった。
翌28日にも、ロンメルは、午前中に対戦車砲の位置や陣地の弱いところなどを入念に偵察したうえで、午後から集中攻撃を命じた。昨日大損害を被っていたドイツ、イタリア軍の戦車部隊は、近接戦闘を避けて距離をとって攻撃してきたが、これはむしろ戦車砲の威力が勝るイギリス軍の思うつぼであった。距離をとっての戦いでは勝ち目がないと悟ったロンメルは、戦力を集結させて突進し局面を打開しようとしたが、そこをイギリス空軍の戦闘爆撃機に狙い撃たれ、80トンもの爆弾を投下されて大損害を被り撃退された。これがロンメルの最後の攻撃となった。ドイツ軍はこの攻撃で、240輌あった戦車のうち、可動状態にあるのは81輌となっていた。スナイプ前哨陣地防衛戦によって、ロンメルの反撃の粉砕に最も貢献したターナーはヴィクトリア十字章を受章した。

### スーパーチャージ作戦

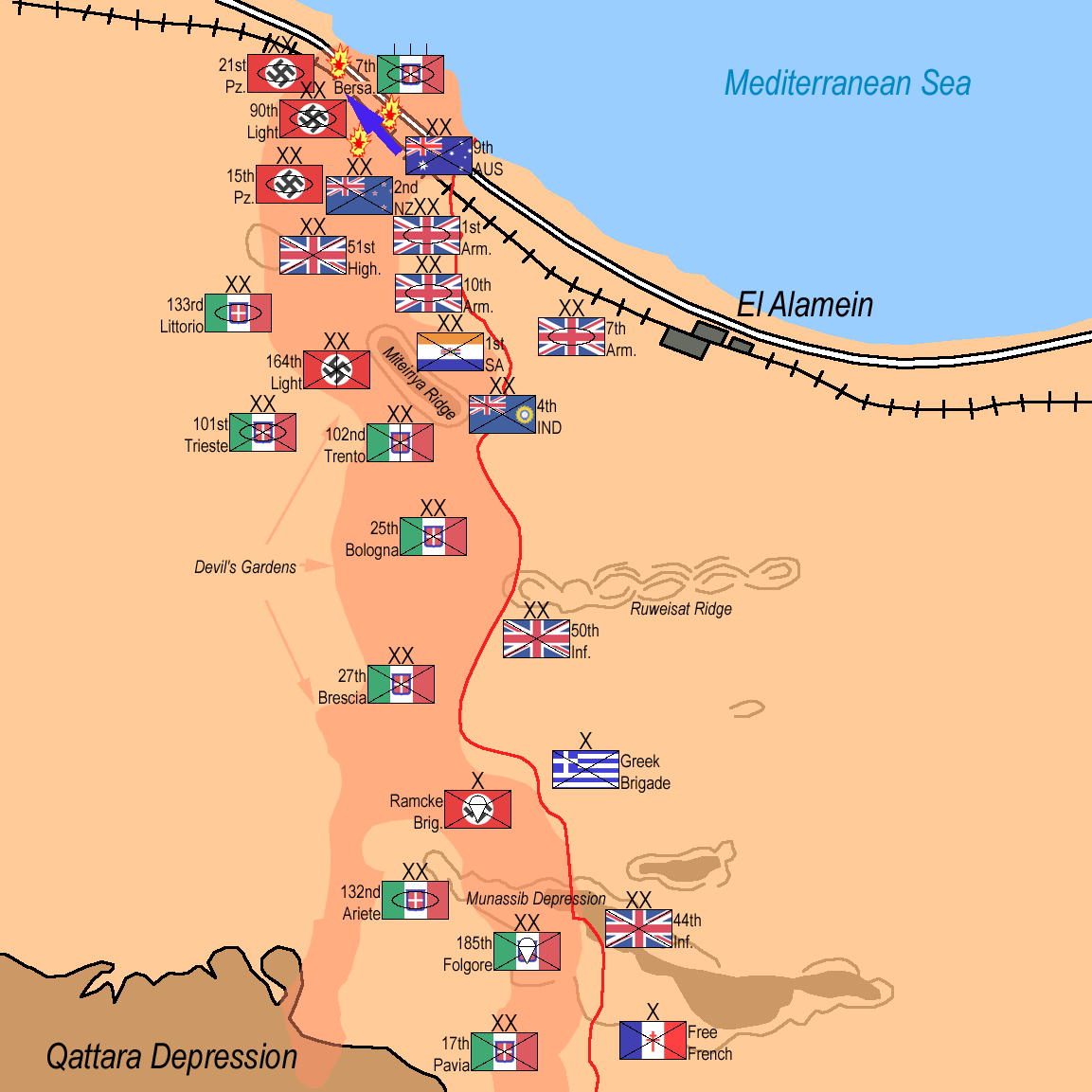
第二次エル・アラメインの戦いの作戦図、スーパーチャージ作戦開始時。

ロンメルの反撃を撃破したモントゴメリーはアフリカ装甲軍を追撃させた。北部の海岸道路沿いでは、キドニー高地を守り切ったオーストラリア第9師団が、これまでの戦闘で大損害を被っていたドイツ第164軽機械化師団とイタリア第102自動車化師団「トレント」を西方に押しやりながら、前進を続けていた。ロンメルはこれらの動きから、イギリス軍は海岸道路沿いに戦線突破を図っていると考えて、ドイツ軍師団を北方に集中させつつあった。しかし、これもモントゴメリーの巧妙な罠で、ドイツ軍が戦線北部、イタリア軍が戦線南部に集まっていることを認識すると、「ライトフット作戦」を修正して、ドイツ軍とイタリア軍の間隙部から防衛線を突破する作戦計画とし、作戦名を「スーパーチャージ作戦」と名付けた。モントゴメリーの作戦計画は、まずオーストラリア第9師団がこれまで通り、海岸道路の西進を続けてドイツ軍主力を北方に引き付けている間に、歴戦の第2ニュージーランド師団を一旦前線から下げて再編したのち、さらに他師団から引き抜いた歩兵2個旅団を合流させ、第9機甲旅団と連携して、ドイツ軍、イタリア軍間隙部に縦深ある突破口をこじ開け、第10軍団の2個の機甲師団と、南部戦線から移動してきた第7機甲師団の合計3個機甲師団がその後その突破口を一気に貫通していく作戦であった。
しかし、活躍していた第2ニュージーランド師団を一旦前線から下げることの真意がイギリス本国では理解できず、チャーチルはモントゴメリーがアラム・ハルファの戦いのときの様に攻撃を諦めてしまったものと誤認、イギリス帝国参謀総長アラン・ブルック大将に「いったいきみのモンティ（モントゴメリーの略称）はいま何をしているのだね。戦闘を立ち消えにする気かね」と詰問し、さらには事情調査のため中東担当の国務大臣リチャード・キャセイをエル・アラメインに派遣した。キャセイは第8軍参謀長のド・ギャンガンと面会すると「もしモントゴメリーが攻撃を中止するのであれば、最悪の事態に備えるように」という報告をチャーチルに打電するなどと、モントゴメリーの更迭を匂わして作戦介入をしてきたので、ド・ギャンガンは激怒して「もし貴君がそのような報告を送れば、いずれわたしは貴君が政界から追い出されるのを見ることになる」と反論している。チャーチルの懸念をよそにモントゴメリーの反攻計画は着々と進んでおり、10月30日にモントゴメリーは自ら詳細な作戦書を1日で書き上げて、軍参謀や前線指揮官に作戦実行を命じた。
その30日には牽制目的のオーストラリア第9師団が海岸道路沿いを西進し続けていた。オーストラリア第9師団は海岸道路に配置されていたドイツ第90軽アフリカ師団を圧倒しつつ前進し続けていたので、ロンメルはドイツ軍2個装甲師団をその支援に向かわせたが、これはモントゴメリーの作戦計画通りであった。しかし、作戦準備に手間取って、「スーパーチャージ作戦」開始は11月2日までずれ込んでしまった。モントゴメリーはこの作戦開始遅れも作戦計画に織り込み、第2ニュージーランド師団がこじ開ける突破口を4,000ヤードから6,000ヤードに延伸し、より機甲部隊が進撃しやすくなるように微調整している。参謀や指揮官の中には、歩兵との十分な連携もなく戦車を突進させて、激しい消耗戦を展開していることに不安を感じて、作戦に懐疑的な者もいたが、モントゴメリーは強力な指導力でそのような反論や疑問を一切封じてしまった。
これは、物量的に圧倒的優位にあったイギリス軍としては全く正当な主張であり、モントゴメリーはその物量でロンメルの奇策を全く封じてしまった。
11月2日の午前1時、300門のイギリス軍火砲の支援のもと、イギリス軍2個旅団の増援と第9機甲旅団の支援を受けた第2ニュージーランド師団が進撃を開始した。第2ニュージーランド師団長バーナード・フレイバーグ中将は、マルサ・マトルーフの戦いで重傷を負っていたが、早くも軍務に復帰してこの突破戦の指揮を執っていた。ドイツ軍は強固なパックフロントを構築しており、モントゴメリーに防衛線の強行突破を命じられていた第9機甲旅団長ジョン・セシル・カリー准将は、作戦開始前の作戦会議で「我が旅団に課せられた任務を遂行しようとすれば50％の兵力を失う」と嘆いたが、それを聞いたフレイバーグは「それ以上になるかも知れない。（モントゴメリー）総司令官は100％の損失すら覚悟すると言っている」と静かな口調で諭している。

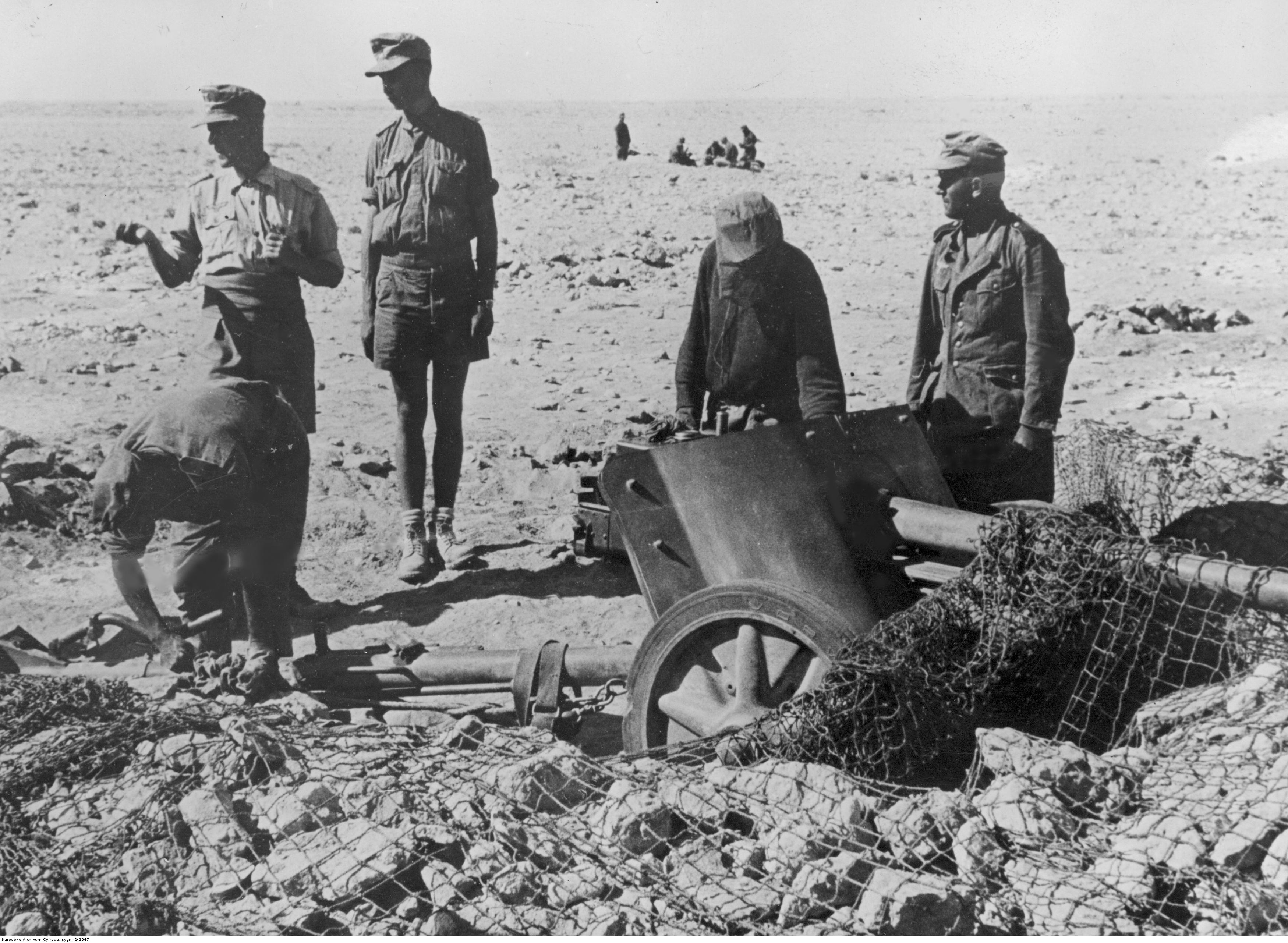
ドイツ軍のパックフロントに配置された5 cm PaK 38対戦車砲

ニュージーランド兵は午前5：30までにドイツ軍の地雷原を突破して目標地域に到着したが、第9機甲旅団の戦車は地雷と砂嵐により進撃が遅れており、歩兵より30分遅れて目標地地域に到着すると、ドイツ軍パックフロントに向けて突進した。ロンメルは激しい砲撃の下でも、M4中戦車（ロンメルは重戦車と呼んでいた）に唯一対抗可能な8.8 cm FlaKをひっかき集めて配置し、イギリス軍戦車を待ち構えた。空が東から白み始めると、パックフロントのドイツ兵の目にイギリスの戦車部隊の姿がはっきりと映るようになった。そこでパックフロントは一斉砲撃を開始し、イギリス軍戦車は次々と炎に包まれた。第9機甲旅団には94輌の戦車が配備されていたが、もっとも多いのが装甲が薄いクルセーダー巡航戦車でこれが40％を占めており、M4中戦車とM3中戦車が残り30％ずつを占めていた。クルセーダー巡航戦車はドイツ軍の5 cm PaK 38対戦車砲やイタリア軍の対戦車砲でも撃破可能であり、8.8 cm FlaKはM4中戦車とやM3中戦車を狙い、他の対戦車砲はクルセーダー巡航戦車を砲撃した。さすがのM4中戦車も8.8 cm FlaKの砲撃にはその厚い装甲を貫通されたが、M4中戦車の75㎜榴弾砲の威力も、イギリス軍戦車の小口径の戦車砲が相手だった8.8 cm FlaKにとってかつてない脅威となり、次々と撃破されていった。
モントゴメリーの想定通り、第9機甲旅団はロンメルが築いたパックフロントの前に大損害を被ったが、それでもカリーはひるまず突進を続けて、ついにはパックフロントへの突入に成功した。イギリス軍戦車にドイツ兵は次々と蹂躙されたが、中には勇敢なドイツ兵もおり、結束手榴弾を抱えたままM4中戦車の近くまで走ってくると、戦車からの銃撃をかわしながら砲塔めがけて手榴弾を投げ込んできた。しかし、ドイツ兵の決死の突撃にもかかわらずM4中戦車には何の損害もなかったので、砲塔から身を乗り出したイギリス軍戦車兵がそのドイツ兵に向けて「残念でした」と叫んでいる。戦いは1時間続き、大損害を被りながらもパックフロントを制圧し突破口を開いた第9機甲旅団を置いて、イギリス第1機甲師団と第2ニュージーランド師団が進撃していった。第2ニュージーランド師団隷下の第6ニュージーランド旅団長がカリーを見かけたが、戦車の姿が殆ど見えなかったので「貴下の機甲旅団はどこにあるのだ？」と質問すると、疲労困憊していたカリーはぶっきらぼうに、近くにあったわずか12輌の戦車を指さして「あれが私の機甲旅団だ」と答えている。この戦闘で第9機甲旅団は94輌の戦車のうち75輌を撃破されるという大損害を被った。
ロンメルは防衛線突破をはかるイギリス第1機甲師団と第2ニュージーランド師団に向けて、第21装甲師団と第15装甲師団とイタリア戦車師団の残存兵力を向かわせて必死の防衛を行った。エル・アラメインの戦いの最後となる激烈な戦車戦が展開されたが、強力なM4中戦車にドイツ軍とイタリア軍の戦車は歯が立たず一方的に撃破され、次々と飛来するイギリス空軍の戦闘爆撃機は容赦なくドイツ軍の頭上に爆弾を落とした。かき集めた24門の8.8 cm FlaKもM4中戦車の強力な榴弾砲の前にほぼ壊滅状態となる損害を被った。それでも歴戦のドイツアフリカ軍団司令官のヴィルヘルム・フォン・トーマ装甲兵大将の巧みな指揮で、イギリス第1機甲師団の支援で強行突破をはかる第2ニュージーランド師団をどうにか足止めし、これまでロンメルの下で栄光を重ねてきたドイツアフリカ軍団の最後の栄光を飾った。このように、ドイツ軍、イタリア軍各部隊はイギリス軍の足止めに躍起となっていたが、もはや戦線の崩壊は時間の問題となっていた。ロンメルも戦運が自分たちの軍旗から去りつつあることを痛感しており、ついに撤退を決意した。そこで総統大本営宛に撤退を示唆する悲観的な戦況報告を打電した。

### ヒトラーの死守命令

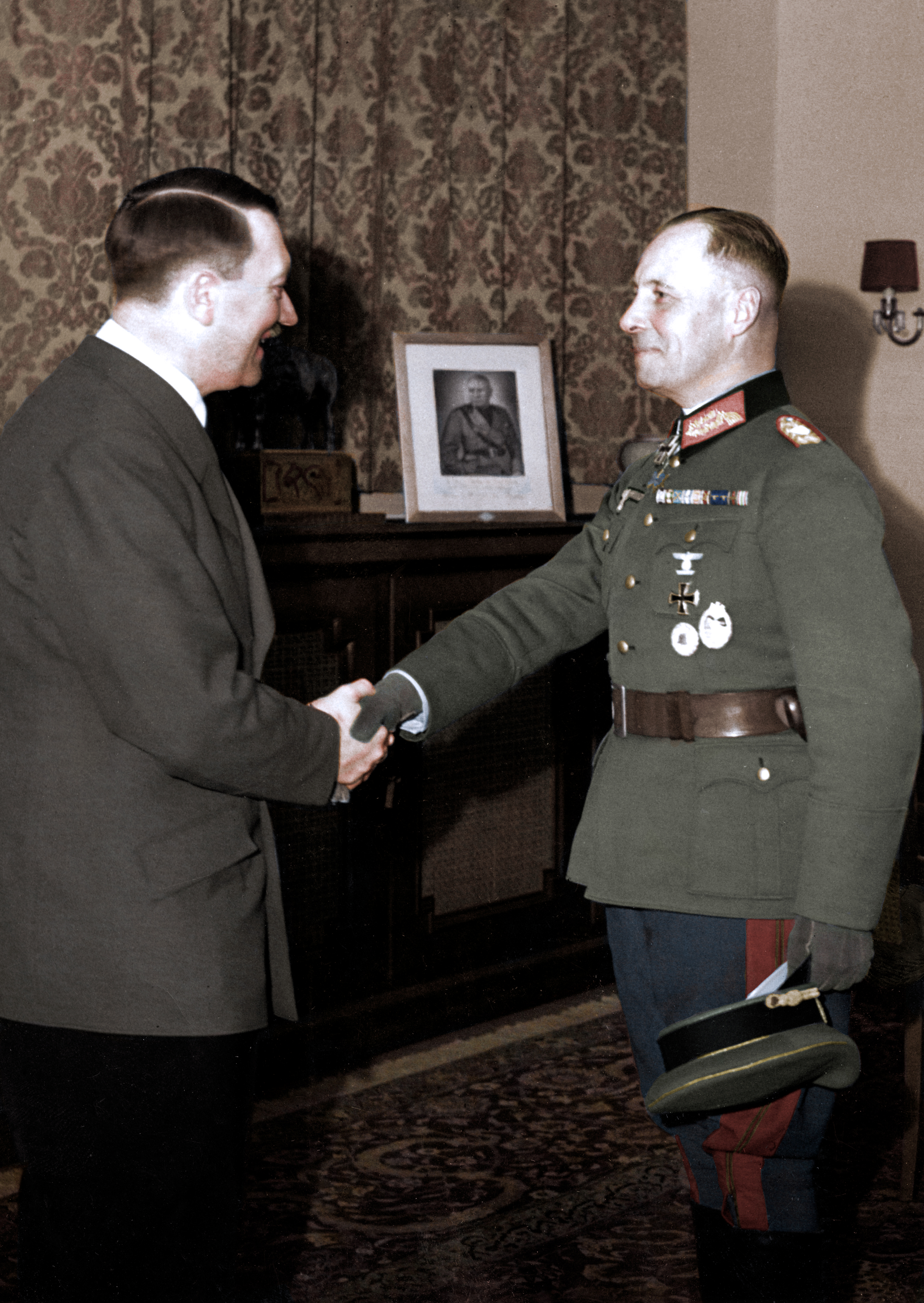
アドルフ・ヒトラー（左）とエルヴィン・ロンメル（右）、1941年の騎士鉄十字章授賞の時の写真

ロンメルの電文は数時間でヒトラーの元に届き、11月2日の夕刻には、国防軍最高司令部作戦部長アルフレート・ヨードル陸軍上級大将がヒトラーの前で読み上げた。ロンメルはこの電文を撤退を示唆する明快な戦況報告と考えていたが、末尾は「このような状況下においては、軍は逐次、敵によって撃滅されるに至ることは避けがたいものと思われる」と悲観的に締められていたものの、回りくどくて冗長であり、その真意は伝わっていなかった。ロンメルからの電文は全てイギリス側に傍受されて暗号解読されていたが、このロンメルの電文についてイギリス外務省高官は「ロンメルは自分のところにもっと援助を得たいと叫んでいる狼のようである」と感想を述べている。ヒトラーもこのロンメルの電文で特に対処することはなく就寝してしまった。一方、ロンメルは上層部が戦況報告をどう判断するか不安であったため、さらには念を入れてロンメルがその才を目にかけ、またヒトラーにも気に入られていた連絡将校を総統大本営に向かわせて、直接撤退の許可を求めるようにしている。
ロンメルが思い悩んでいる間にも戦況は悪化し続けており、最前線のトーマから「我々はできる限りのことをして、何とか防御陣地らしきものを構築しました」「縦深の浅い陣地です。明日使用可能な戦車の数はせいぜい35輌です。もう予備隊はありません」との悲痛な報告が入ってきた。ロンメルはついに意を決してトーマに対し「私は全軍が戦闘しながら西方に後退するようにするつもりだ」「君たちアフリカ軍団の仕事は、明朝まで現在地にとどまって、敵を阻止することだ。それから戦闘しつつ後退する。しかし我が軍の歩兵部隊に逃れるチャンスを与えるために、できるだけゆっくりと後退するのだ」と全軍撤退を命じた。そして、総統大本営宛に「歩兵師団はすでに11月2日の夜から同3日の朝にかけて後退しつつある」という至急電を打電すると共に、イタリア軍最高司令部にはイタリア軍の非機械化の歩兵師団はどうすることもできないという報告を行っている。
しかし、このロンメルの電文を受電した総統大本営の当直将校はその重要性に気が付かず、ヨードルまで報告上がったのは11月3日の朝になってからであった。またロンメルからの朝の定例報告も届いたが、それには「計画に従って歩兵の後退が進展中である」とあった。ヨードルは血相を変えてヒトラーに報告しようとしたが、ヒトラーは毎朝8：30まではぐっすりと就寝しており、起床するまで待つこととした。やがて起床したヒトラーにヨードルからロンメルの撤退の事実が報告されたが、ヒトラーは大げさに頭を抱えると「この重大な瞬間にロンメルは私と祖国に助けを求めたのだ」「我々は彼のインスピレーションの源となってやるべきであった。もし私が起きていたならば、全責任をとって、彼にあくまでも現在地を死守するように命じたであろう」と言って、すぐにロンメル宛の電文を口述した。さらには自分を無理にも起さなかったヨードルを詰ったので、ヨードルは当直将校に全ての罪を着せて、のちに軍法会議にかけて降格させたうえ労働大隊行としている。
ヒトラーの電文は3日午後13：30にはロンメルの司令部まで届き、前線視察から帰ったロンメルが目にしたが、その内容に目を疑った。
このようなヒトラーの死守命令は東部戦線の司令官たちは慣れてしまっていたが、ロンメルにとっては初めての経験であり、これまでヒトラーの全幅の信頼を受けて決断を尊重されていたが、その信頼が失われたことと、ヒトラーが自分や自分の部隊が失われても構わない消耗品に過ぎないと考えていることを思い知らされた。参謀らも「死刑の宣告」などと口々に不満をもらしていたが、軍命令は絶対であり、特に厳格な軍人であったロンメルは「私は部下に絶対服従を求めてきた。部下がその命令に不満や疑問を持った場合でもだ。私がその原則を捨てるわけにはいかない」として、ヒトラーの死守命令を厳守する覚悟を決めた。ロンメル自身も死を覚悟して、手元にあった25,000リラの現金を妻女に郵送している。このヒトラーの死守命令ですらイギリス軍には筒抜けで、あまり時間を置かずチャーチルに「ヒトラーはロンメルに勝利か死のいずれかを選ぶように命令した」と報告された。

### イギリス軍戦線突破
防衛線北部の突破口ではドイツアフリカ軍団司令官のトーマがドイツ2個装甲師団、第133機甲師団「リットリオ」の残存部隊を巧妙に再配置し、イギリス第1機甲師団と第2ニュージーランド師団の進撃をどうにか防いでいたが、それも限界を迎えつつあった。午後14：28にロンメルはトーマに命令を伝える電話をしたが、トーマは前線視察から帰ってきたところであり「第15装甲師団には戦車が10輌、第21装甲師団には14輌、リットリオ師団は17輌持っているだけです」という報告を行ったが、ロンメルは構わずに「貴官は全力を挙げて戦闘を継続してもらいたい」と命じたのち、ヒトラーの死守命令を読み上げた。トーマは昨日のロンメルの命令と全く異なるヒトラーの死守命令に戸惑って、このままでは自分の軍が壊滅するのは確実で、一時撤退し態勢を整えたいと意見具申したが、ロンメルは許さず「それは許さない。総統の命令だ。我々は最後まで現在地を確保する。退却してはならない」と再度命じた。トーマは2度の世界大戦に従軍して20回も負傷し、スペイン内戦でも東部戦線でも常に最前線で戦ってきた勇敢な将軍であったが、そのときトーマの野戦指揮所を訪れていたアフリカ装甲軍参謀長のフリッツ・バイエルライン大佐に「総統命令は狂気の沙汰だ。死刑執行命令だ。」と吐き捨て、部下将兵にどのように命じるか頭を悩ませていた。しかし、覚悟を決めると、バイエルラインに後退を命じ、自分は前線に留まることを決意して、今まで受賞した多くの勲章を軍服に着けた。そして「死守命令」への当てつけの様に自ら戦車に乗り込むと前線に飛び出して行った。

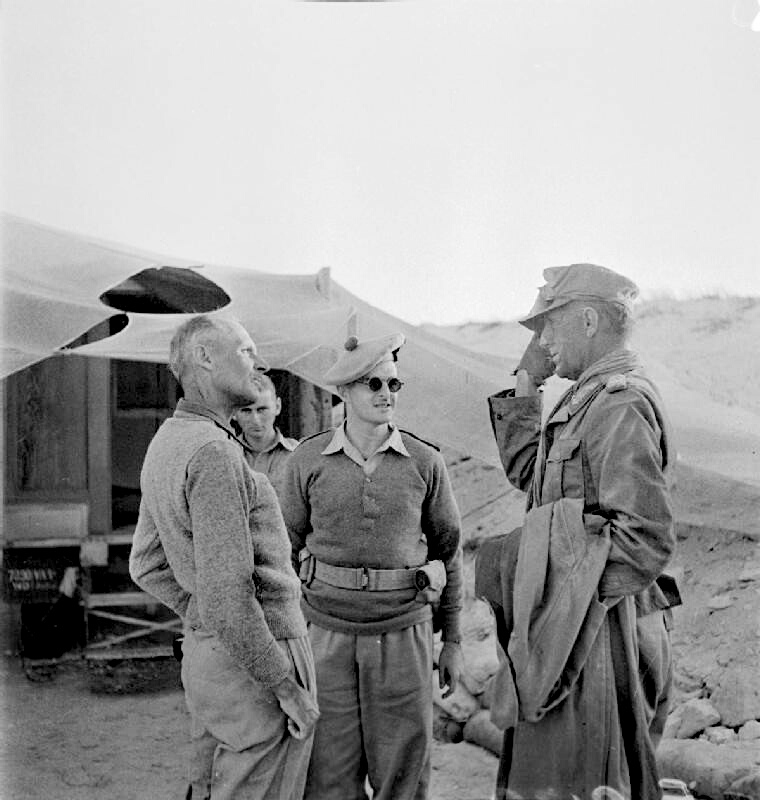
バーナード・モントゴメリー（左）に降伏したヴィルヘルム・フォン・トーマ（右）

ロンメルは西方に向けて後退中であったイタリア軍各歩兵師団へも、前言を撤回して死守命令を発した。イギリス軍はロンメルの撤退を察知できておらず、11月3日の午前中はイタリア軍が撤退した後の空になった旧陣地に砲撃を加えていた。午後遅くになってからようやく撤退するイタリア軍歩兵師団の追撃を開始したがその動きは鈍かった。そのうちに日が暮れたが、イギリス軍に目立った動きはなく、ロンメルは今ならアフリカ装甲軍を最低限の損害でフカ＝ラインまで撤退させられると思ったが、ヒトラーの死守命令には逆らうことはできず、ただ無為に時間が過ぎていった。
11月4日の夜が明けると、イタリア軍が撤退していた戦線中央部で第5インド歩兵旅団が戦線突破に成功、ついにイギリス軍機械化部隊の突破口が開かれて、ドイツ軍、イタリア軍の背後に回り込むことができるようになった。戦線北部でも、イギリス第1機甲師団と第2ニュージーランド師団が進撃を開始していた。トーマはドイツ第90軽アフリカ師団の残存兵力も指揮下において、わずか20輌の戦車で200輌のイギリス軍戦車と戦い、特にドイツ第90軽アフリカ師団はイギリス軍の攻撃を何度も撃退して、正午まではその進撃を足止めしていた。トーマから待避指示を受けていたバイエルラインは戦場に留まっており、その激戦の様子を見守っていたが、やがて部隊が壊滅状態になると、炎上する戦車や対戦車砲が散乱している地獄のような戦場にトーマが呆然と立ち尽くしており、そこにM4中戦車が向かっているのが見えた。その後バイエルラインは戦場を後にして、ロンメルの野戦指揮所に向かった。
この日の午前7：25にはドイツ国防軍南方軍総司令官兼ドイツ空軍第2航空艦隊司令官のケッセルリンクがロンメルの野戦指揮所を訪れていた。ケッセルリンクはヒトラーより、防衛線をロンメルに死守させるために支援を行う様命じられており、本来ならば11月3日中に到着する予定であったが、乗機の故障によって1日到着が遅れていた。ケッセルリンクは戦況が想定していた以上に悪化していることに衝撃を受け、「もう1日早く到着していれば」と激しく後悔した。そこでケッセルリンクは考えを全く改めて、ロンメルに撤退を決意させることとし、先のヒトラーの電文は「死守命令」ではなくあくまでも強制力のない要請であるから、ロンメルが思う通りに撤退してはどうかと提案したが、厳格なロンメルは「私は総統の指示は絶対的拘束力をもつものと思います」と譲らなかった。そこでケッセルリンクは「総統が君の軍をここで全滅させてしまうつもりでいることはあり得ない」として、ヒトラーに「軍は逐次、敵に撃破されて、今では遥かに敵より劣勢になったこと」「少なくともアフリカの一部分を確保することは、戦闘を交えつつ退却することで初めて可能になる」と報告し、命令の変更を求めるように提案、ケッセルリンク自身も同じ内容の電文をヒトラーに打電することを約束してようやくロンメルを応諾させた。
その頃にバイエルラインが前線から戻ってきてロンメルにトーマの最期を報告した。この時点ではトーマの生死は不明であったが、その後に無線情報中隊がイギリス軍がトーマを捕虜にしたというイギリス軍の無線を傍受し、ロンメルとケッセルリンクはトーマが捕虜になったことを知った。トーマは捕虜になってもヒトラーとロンメルの死守命令に不満を抱いており、その夜にモントゴメリーに招待されたディナーの席で、ドイツ軍の配置や今後の作戦を包み隠さずに話している。そのことを後日知ったロンメルはトーマに不快感を抱いていたという。また、午前中からドイツアフリカ軍団の南方でイギリス第7、第10機甲師団の猛攻を受けていたイタリア軍第132機甲師団「アリエテ」が、自らを犠牲とする戦いぶりで、半日に渡ってイギリス軍戦車部隊を阻止してきたが、最後に師団長フランチェスコ・アントニオ・アリーナ中将の「敵戦車がアリエテ師団の南方に侵入。それによってアリエテ師団は包囲された」「アリエテ師団の戦車隊は戦闘中なり」という報告を残して殲滅された。その勇敢な戦いぶりは、イタリア軍には辛辣なロンメルをして「このイタリア軍は、傑出した勇敢さを以って戦った」と称賛されたが、このイタリア軍第132機甲師団「アリエテ」の壊滅で、防衛線に幅20kmの突破口が開けられて、いよいよ戦線崩壊が目前に迫ることとなった。
もう一刻の猶予もない戦況で、ロンメルはヒトラーからの命令が出る前に全軍を撤退させることを決意し、まずは「わが軍の前線は突破された。敵は背後に侵入してくる。総統命令は意味を失った。我々はフカ＝ラインに撤退して救えるものは救う」とヒトラーの死守命令に背く撤退命令を出した後に、自分は軍法会議による処罰を想定してバイエルラインに全軍の指揮を託した。しかし、午後8：50にロンメルとケッセルリンクからの電文を知ったヒトラーは、渋々ながら「状況にかんがみ、貴下の要請を認可する」という許可の電文を打電させ、11月5日の朝にロンメルにその電文が届いた。このヒトラーの撤退承認により、無断でロンメルが発していた、命令違反の全軍撤退命令も不問にされている。
撤退の許可は出たが、前線から逃走するにもトラックやその燃料はわずかしかなく、ドイツ兵やイタリア兵は我先にとトラックに群がったが、そのほとんどが砂漠に置き去りにされて、飢えと渇きで野垂れ死ぬか追撃してきたイギリス軍の捕虜となった。その捕虜のなかには、先に投降したドイツ軍のトーマに加えて、第185空挺師団『フォルゴーレ』師団長エンリコ・フラッティーニ中将らイタリア軍の将軍9人も含まれていた。戦車も撃破を免れ敗退できたのはたった38輌であり、8.8 cm FlaKも、M4中戦車の榴弾で根こそぎ撃破されるか放棄されて、1門も残っていなかった。制空権もイギリス軍が完全に確保しており、戦闘を放棄したドイツ空軍を尻目に、イギリス空軍機は好き放題に敗退するドイツ軍、イタリア軍を空から攻撃し、甚大な損害を与えた。引き続き、戦闘機P-39エアコブラも猛威を振るっており、M4 37mm機関砲の破壊力で、人間、戦車構わずにズタズタしてしまい恐怖の的となった。

### ロンメル潰走

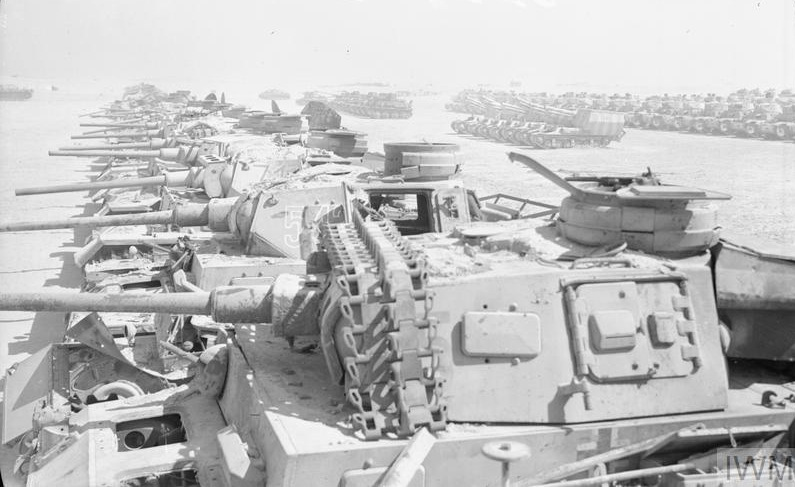
イギリス軍に鹵獲された大量のドイツ軍戦車と自走砲

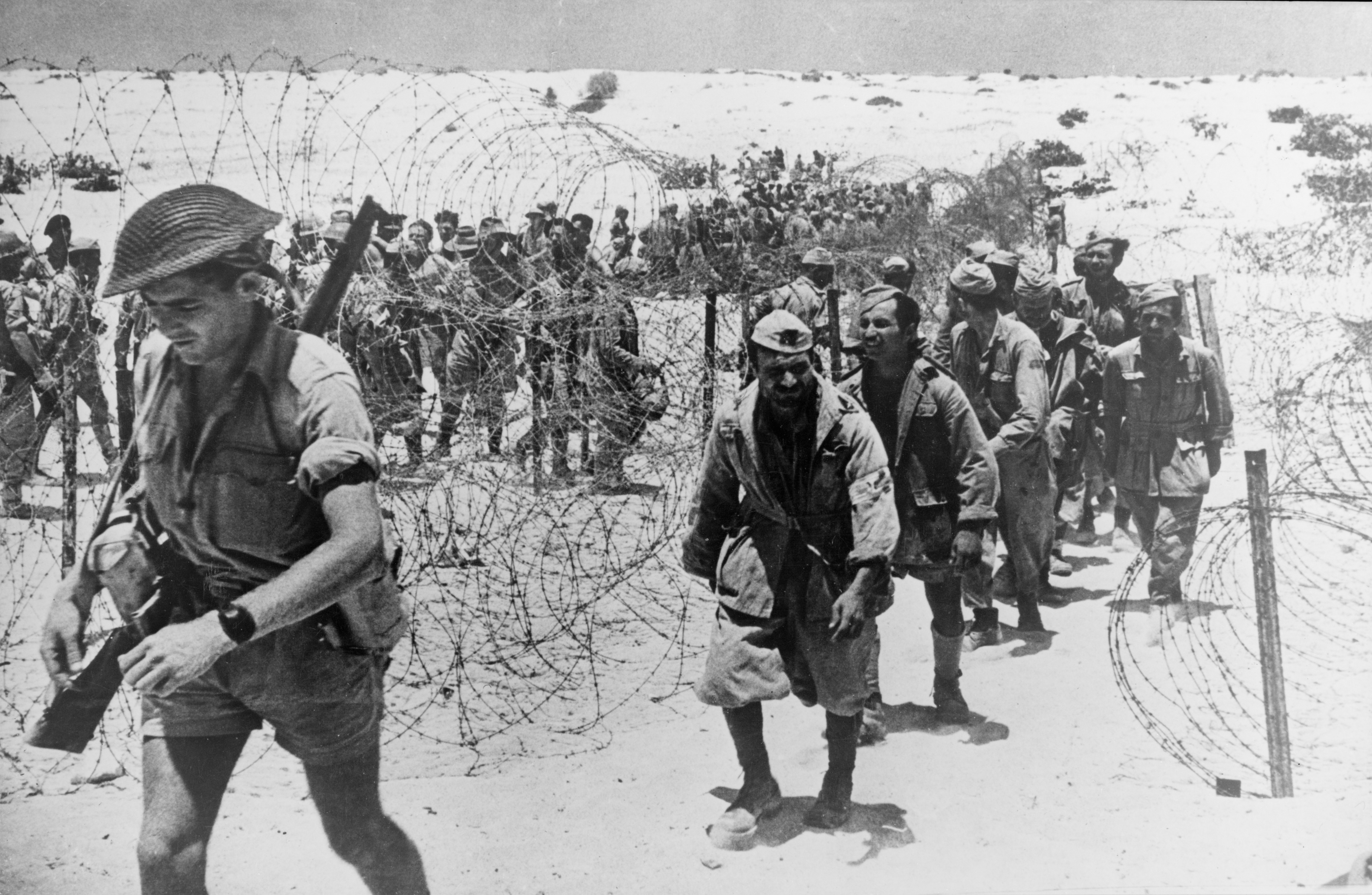
イギリス軍に連行されるイタリア軍捕虜

モントゴメリーは残った全ての400輌の戦車を集中して、ラムズデンに突破口への突進を命じた。取り残されたドイツ軍、イタリア軍歩兵を捕虜にして一掃したのち、ついにドイツ軍の地雷原が皆無の地域に進出した。これでイギリス軍戦車隊は存分に機動性を発揮して、脱兎のごとく逃亡するロンメルを追撃することが可能となった。戦線南部では、第185空挺師団『フォルゴーレ』と第104装甲擲弾兵連隊に足止めされていた第13軍団も進撃を開始したが、残されていたイタリア軍歩兵師団は、車両を全て逃走するドイツ軍に奪われており、野垂れ死ぬかイギリス軍に投降するかしか選択肢がなく、あっさりと戦線は突破された。あまりの大量の捕虜を獲得したため、モントゴメリーは第13軍団にその対応を命じると、自分はラムズデンと共に潰走するロンメルを追撃した。
疲労困憊していたドイツ軍は多くの脱落者を出しながらも、懸命に追撃してくるイギリス軍から逃げ続けた。ロンメルの方針は救えるものだけを救うというものであり、車両がない部隊は容赦なく戦場に取り残し、途中で遭遇しても見捨てて先を急いだ。見捨てられた部隊には、イタリア軍歩兵師団の他にも、同じドイツ軍の精鋭部隊ラムケ降下猟兵旅団も含まれていた。ロンメルに見捨てられた指揮官ヘルマン＝ベルンハルト・ラムケ大佐と降下猟兵たちは徒歩で退却したが、途中でイギリス軍輸送部隊と遭遇した。ラムケはそのトラックの奪取を命じ、生き残っていた600人の降下猟兵を乗せて、ロンメルを追った。トラックには大量の水と食料も積まれており、降下猟兵は一息つくことができた。やがて、ロンメルの野戦司令部に追いつくことができ、ロンメルは敗戦のいら立ちを一瞬忘れて降下猟兵を感激して出迎えた。このような武勇伝もわずかにはあったが、この後もロンメルは惨めな敗走を続けた。ロンメルを破滅から救ったのは、皮肉にもあまりに急激な追撃でイギリス軍が燃料不足に陥ったからであり、11月7日にはモントゴメリーはやむなく追撃停止を命令し、ロンメルは辛くも包囲されることだけは避けたが、その隷下のドイツ軍4個師団、イタリア軍8個師団はすでに戦闘部隊として存在しておらず、大量の捕虜と兵器や物資がイギリス軍の手に落ちた。
ロンメルはこれまで何度も敗北しながらもその後に反撃して逆転勝利を掴んできたが、今回の敗北がこれまでとは異なり挽回不能なことを認識していた。ロンメルは自分に寄せられていた過剰な期待に応えるため、常に軍の能力を超えた作戦を企画し、結果的にそれが裏目に出て破滅的な敗北を喫したことを以下の様に振り返っている。
ロンメルが明確にヒトラーを批判するようになったのはこの敗戦からであった。死守命令を出されたことでヒトラーに幻滅していたロンメルであったが、11月28日に北アフリカ戦線からの全面撤退を進言するため総統大本営でヒトラーと面会した際に、武器を放棄して退却したことを同席したゲーリングと2人がかりで「武器を捨て、防ぐべき砲を持た者は死ぬがよい」などと痛罵され辱めを受けたロンメルは、完全にヒトラーに愛想をつかすこととなった。ロンメルは後に北アフリカ戦線での回想録を執筆するが（詳細は#イギリス軍の勝因で後述）、その回想録ではヒトラーの名指しこそ避けているものの、死守命令に対しては「現場の指揮と部隊に失敗の責任を求めたのである」と批判、またロンメルを「敗北主義者」「悲観論者」ロンメルが率いたアフリカ装甲軍を「武器を捨てた連中」と痛罵したことに対しては、ありのままの実状から血路を引き出す勇気を持たない「ダチョウ政策」を優先しているとか、軍事的には「アヘン吸引状態」に陥っていたなどと過激な表現で批判している。ロンメルはこの後、ヒトラーに対する失望感から、ヒトラー打倒工作に加担し、一説には暗殺計画にも関与したという説もある。
大勝利の知らせを聞いたイギリス首相チャーチルは、「我々はアラメインでは12日間に13,500人以上を失ったが、ソンムの戦いでは最初の日に約6万人を失った」と損害は決して少なくはなかったが、第一次世界大戦の激戦と比較すれば限られた損害で、ドイツ、イタリア軍に死傷者・捕虜で75,000人の甚大な損害を与えたことを誇り、「これは終わりではない、終わりの始まりですらない、が、おそらく、始まりの終わりであろう。」「エル・アラメインの前に勝利無く、エル・アラメインの後に敗北無し」と言い切っている。
この勝利の立役者となってモントゴメリーは、従軍記者に囲まれると「すばらしい戦いだった。完全で絶対的な勝利だ」と勝ち誇り、さらには「ボッシュをやっつけた、やっつけたのだ」と付け加えた。のちにモントゴメリーは、撃ち破った好敵手ロンメルと枢軸国軍の運命を以下の様に断じた。

## イギリス軍の勝因

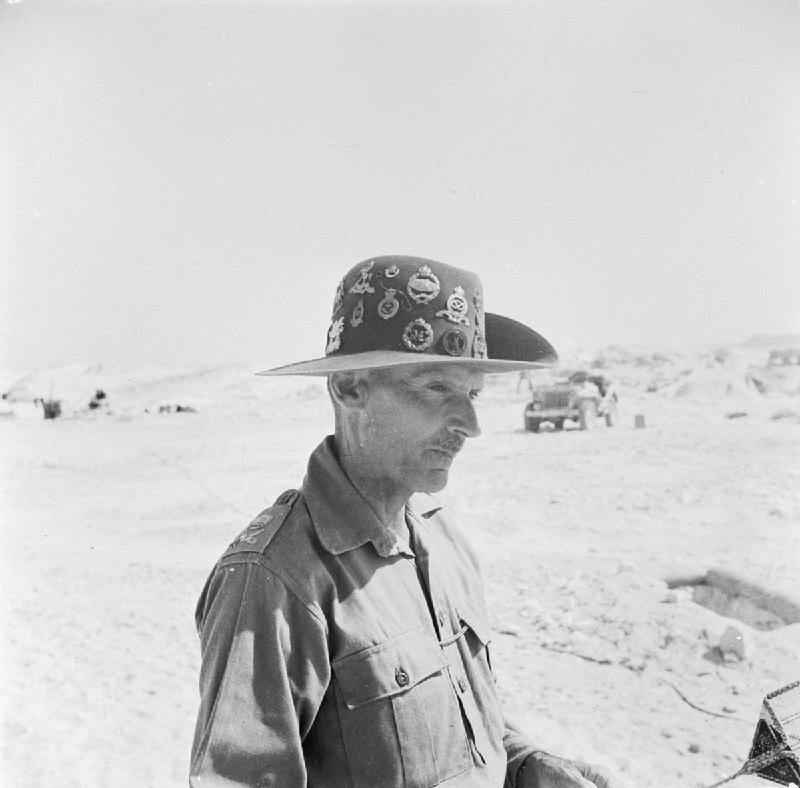
第8軍各部隊の部隊徽章をつけた帽子を被ったモントゴメリー

この後ロンメルは、「トーチ作戦」によりモロッコ、アルジェリアに上陸してきたドワイト・D・アイゼンハワー中将率いるアメリカ軍とモントゴメリーに挟撃されて敗北を重ね、メデニンの戦いで惨敗し、アフリカ軍集団司令官を更迭されている。ロンメルは更迭されてから、1944年7月20日に発生したヒトラー暗殺未遂事件への関与をヒトラーに疑われて自殺を強要される10月14日の数日前まで、北アフリカ戦線の回想録を執筆し続けたが、その回想録でエル・アラメインの戦いにおけるイギリス軍の勝因(ロンメルの敗因）を詳細に分析している。

### 砲兵射撃の極度の集中
イギリス軍の砲兵の運用は従前から高水準にあったが、エル・アラメインの戦いにおいては、それがさらに傑出していた。砲兵は車両等で機械化されており、機動力も高かった。戦況への対応も極端なほどに迅速であり、戦車部隊には常に砲兵観測員が随行しており、前線の要望を即座に砲兵部隊に伝えて、効果的な砲撃を浴びせることができた。イギリス軍の主力や野戦重砲であるQF 25ポンド砲は射程が長く、射程が短いイタリア軍の野砲を多く有するアフリカ装甲軍の射程外から有効な砲撃を撃ち込むことができた。また、弾薬の量や種類は比較にならず、その集中砲火でロンメルが自信を持っていた大地雷原「悪魔の庭」は鋤き返されてしまい、イギリス軍地上部隊が進撃してくる前に、アフリカ装甲軍は大損害を被ってしまい、その傾向は主戦場となった戦線北部の方が強かった。戦線北部での猛砲撃と、以下で述べる空からの銃爆撃はまるで碾き臼のようなもので、規模を問わずアフリカ装甲軍の部隊を粉々に砕いていった。

### 強大な爆撃機団隊を使った絨毯爆撃

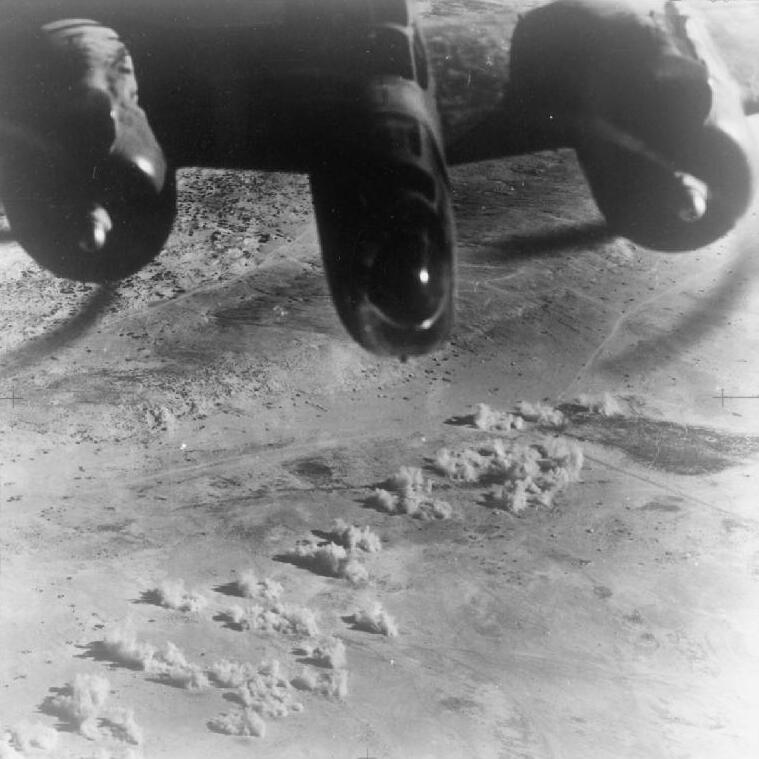
爆撃するイギリス空軍A-30バルティモア軽爆撃機

ロンメル攻勢時には伯仲していた制空権争いも、ロンメルがエジプトに進攻した頃にはイギリス軍優勢となっていた。ロンメルがイギリス空軍の猛威を思い知らされることとなるのはアラム・ハルファの戦いの際で、ドイツ軍は大損害を被っただけでなく、第21装甲師団長のビスマルクが戦死するなどロンメルの幕僚からも死傷者を出している。この経験はロンメルに大きな影響を与え、やもすれば燃料補給の割り当てでドイツ空軍を疎ましくさえ思っていたロンメルがその強化を軍中央に訴えるようになっていた。しかし、順調に増強が進むイギリス空軍に対して、東部戦線の戦局の悪化もあって北アフリカのドイツ軍空軍力の強化はおざなりにされた。第二次エル・アラメインの戦いの開戦時には、枢軸国側675機に対してイギリス軍側750機と数の上では大きな戦力差はないように見えるが、枢軸国側はドイツ空軍が260機なのに、それ以外はイタリア空軍機で、イタリア空軍機にはフィアット CR.42などの複葉機も含まれており、戦力として計算が立たなかった。一方でイギリス軍には、1942年10月に運用開始したアメリカ陸軍航空隊の第9空軍が加わり、重爆撃機B-24が港湾施設や船舶を爆撃し、戦闘機P-40が制空戦闘や対地攻撃を行った。
イギリス空軍機とアメリカ軍機は地上支援に加えて、枢軸国軍の輸送船団やトブルクの波止場を攻撃し、輸送船を撃沈し、波止場を破壊して陸揚げ能力を20％も低下させ、ただでさえ厳しい補給をさらに悪化させている。それに対してドイツ空軍は地上支援がやっとの状況で、それもイギリス軍の激烈な対空砲火や戦闘機による迎撃で損害が増加しており、次第に作戦が困難となりつつあった。そして第二次エル・アラメインの戦いが開戦すると、イギリス空軍と枢軸国空軍の差はさらに大きくなっていく。とある日での延べソーティを比較した場合、イギリス空軍が爆撃機800ソーティ、戦闘機及び戦闘爆撃機2,500ソーティだったのに対して、ドイツ空軍戦闘機は100ソーティ、Ju 87 シュトゥーカは60ソーティ、イタリア空軍は合計で100ソーティに過ぎず、圧倒的な差があった。さらに日を追うごとにドイツ空軍、イタリア空軍のソーティは激減していった。

### 圧倒的物量による局所的攻撃
モントゴメリーはロンメルの再三の誘いにも乗らず、開けた砂漠における戦闘を行わなかった。そのため、味方の歩兵は戦線の正面に拘束され、従来まではその機動力を活かしてきた自動車化部隊も前線への投入を強いられて、そこで消耗していった。これは、イギリス軍の伝統的な作戦指揮の原則であったが、それでロンメルに翻弄されて敗北した前任者たちとは異なり、モントゴメリーは圧倒的な物量によってその伝統的な作戦指揮で勝利した。地中海の制海権、制空権を確保したイギリス軍の補給は順調であり、補給に苦しむアフリカ装甲軍とは加速度的にその継戦能力に格差がついていった。その結果、イギリス軍の物量は、ロンメルの予想を遥かに上回るものとなっており、いかなる戦場においても、エル・アラメイン前面のような狭隘な地域に対し、かくも大量の戦車や爆撃機、無尽蔵の砲弾を与えられた火砲が投入されたことはなかった。またその圧倒的な物量を最大限活用し、以下のような戦術でアフリカ装甲軍を撃破したのである。

#### 戦車戦術

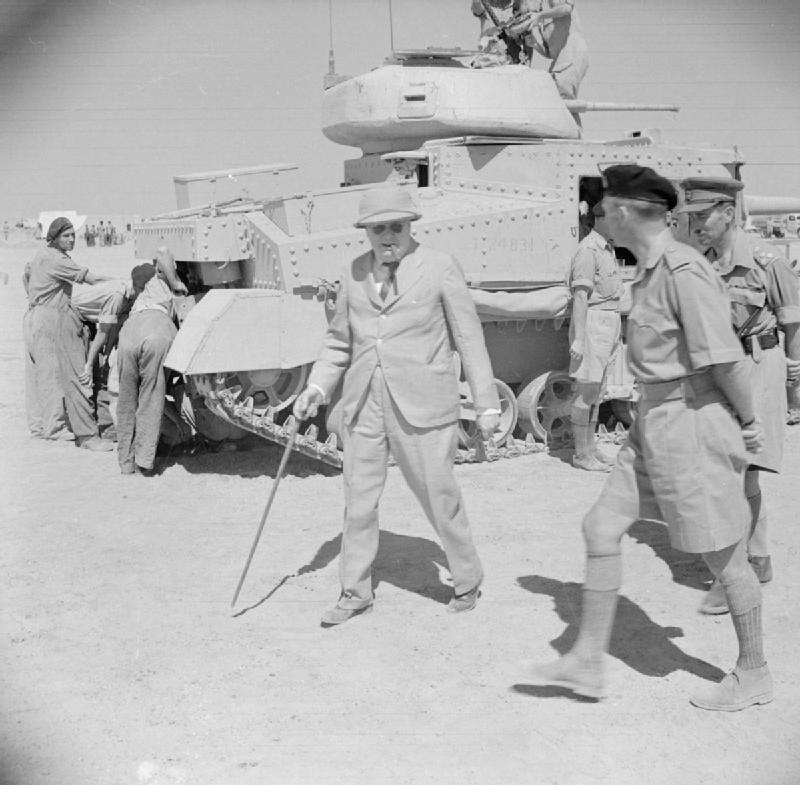
イギリス軍の戦車隊を視察するチャーチル（中央）

イギリス軍は第二次エル・アラメイン会戦のときからアメリカからレンドリースされた、ドイツ軍戦車より武装・装甲に勝るM4中戦車を多数投入した。これは、第2回ワシントン会談中にチャーチルがルーズベルトに直談判して実現したレンドリースによるものであったが、ドイツの情報機関もアメリカ製の新型戦車が、輸送艦に搭載されて北アフリカに向かっているという情報を掴んでいた。M4戦車の性能についての分析資料は、カイロで流通していた南アフリカ軍の出版物に掲載のクリスマスカードの広告で、そこにあったクリスマスカード印刷例のM4中戦車の写真を緻密に分析し、ドイツ情報部の技術者たちは主砲の口径などを類推している。その他にも既に強敵としてドイツ軍を苦しめていたM3中戦車や、ディエップの戦いが初陣となったチャーチル歩兵戦車も投入されており、これら新型戦車は1,200輌投入されたうち500輌を占めていた。
イギリス軍の戦術としては、クルセーダー巡航戦車やバレンタイン歩兵戦車など従来のイギリス軍戦車が先行する一方で、新型戦車は後方に控えており、アフリカ装甲軍の戦車や対戦車砲が先行する戦車を攻撃するとその火点を特定して、後方に控えていたM4中戦車やM3中戦車が、ドイツ戦車よりも大きい口径の75mm砲によって、2,500mもの長距離から無尽蔵の弾薬で連べ撃ちをしてきた。ドイツ軍やイタリア軍の火砲で、この距離において8.8 cm FlaK以外でM4中戦車やM3中戦車の装甲を貫通できる火砲は存在せず、一方的に損害を被った。ときには、反対斜面から正確な砲撃を浴びせてくることもあった。さすがにこの距離では砲撃の正確性は低かったが、集中砲火によって正確性の低さを補った。消費される大量の砲弾は後方からブレンガン・キャリアが休みなく補給しており、弾幕が尽きることなく、野砲や航空機による砲爆撃で生き残った戦車も陣地も歩兵も全て覆滅されていった。

#### 歩兵戦術
この戦いにおいてイギリス軍歩兵は、砲兵、戦車、空軍がアフリカ装甲軍陣地を粉砕した後に前進することを基本としていた。前進の際には煙幕を有効活用し、素晴らしく訓練された工兵が地雷を巧みに処理し、地雷原に幅広い通路を開いてそこを戦車と緊密に隊伍を組んだ歩兵が前進していくが、その際も航空機が常に上空から偵察し、発見したアフリカ装甲軍拠点を砲撃で破壊している。それでも撃ち漏らした陣地に対しては、戦車が砲兵の代わりとして近距離から戦車砲を浴びせているうちに、イギリス軍歩兵の突撃部隊がじわじわと接近し、突如、陣地に銃剣突撃を敢行して確保するといったルーティンを繰り返した。ただし、無用な損害を被らないため、縦深陣地の奥深くまでは深追いせず、確保した陣地に大量の兵員や火砲を配置して反撃を撃破するため防御を固めるか、退却を待った。また、イギリス兵はドイツ兵やイタリア兵と比較すると夜間戦闘に格別に強かった。

## この戦いを題材とした作品
- 『熱砂の秘密』（1943年、アメリカ映画） - 　エル・アラメインの戦いの前日譚のエピソードで、トブルク包囲戦で生き残ったイギリス軍下士官が、ロンメルの秘密物資貯蔵地点5か所（これが原題のFive Graves）の機密を掴むべく活躍するストーリー、ロンメル役はエリッヒ・フォン・シュトロハイムだが、戦時中の作品でもあり敵役としての怪演が印象的。漫画家手塚治虫もその怪演に強く印象付けられて、自身の漫画にロンメルというキャラクターを繰り返し登場させている[210]。
- 『砂漠の鬼将軍』（1951年、アメリカ映画）原題は "The Desert Fox" でエルヴィン・ロンメルの北アフリカでのあだ名「砂漠の狐」そのままである。捕虜となりロンメルと会ったことがあるデズモント・ヤング准将の著作の映画化。ロンメルの半生を描いた作品。なお原作者が本人役で出演している。
- 『撃墜王 アフリカの星』（1957年、西ドイツ映画）：メッサーシュミットBf109のパイロットとして、北アフリカで英軍機150機以上を撃墜した、実在の撃墜王ハンス・ヨアヒム・マルセイユ空軍大尉の生涯を描いた映画。実在のマルセイユ大尉は、第二次会戦前の1942年9月、飛行中の事故により22歳の若さで亡くなっている。
- 『トブルク戦線』（1966年、アメリカ映画）『熱砂の秘密』と同様にエル・アラメインの戦いの前日譚のエピソード、ドイツ軍に占領されたトブルクの燃料貯蔵施設を破壊して、ドイツアフリカ軍団の補給路を断つ作戦を命じられたイギリス軍コマンド部隊の物語。
- 『ロンメル軍団を叩け』（1971年、アメリカ映画）『熱砂の秘密』『トブルク戦線』と同様にエル・アラメインの戦いの前日譚のエピソードで、イギリス軍の反撃のため、ドイツ軍に奪われていたトブルク要塞の沿岸砲の破壊を命じられたコマンド部隊の話と前作『トブルク戦線』と類似した内容であり、戦闘シーンなども使いまわしされている。ロンメル（配役：ヴォルフガング・プライス）も登場する。
- 『砂漠の戦場エル・アラメン』（1968年、イタリア映画）：同戦闘において奮戦したイタリア軍フォルゴーレ空挺師団の戦いを描いている。
- 『炎の戦線エル・アラメイン』（2003年、イタリア映画）：主要戦線ではなかった南部戦域でのイタリア軍パヴィア歩兵師団の戦いを描いた作品。
- 『エル・アラメイン』:エポック社のウォー・シミュレーションゲーム『ドイツ戦車軍団』に収録。アラム・ハルファの戦いが主題。
- 『銀河鉄道999』（著者：松本零士）にこの戦いを名前の由来とする星が登場する(第46話「エルアラメインの歌声」)。
- 『秘密探偵JA』（著者：望月三起也）13巻「幻のハーケンクロイツ」の冒頭でエル・アラメインの戦いの回想シーンが登場。しかし、登場するM4中戦車がイギリス軍なのに、アメリカ陸軍の国籍マークである白い星がマーキングされていたり、この時点では存在しないマズルブレーキ付きのM1 76mm戦車砲搭載型が登場している。